# Asesinato de Calvo Sotelo

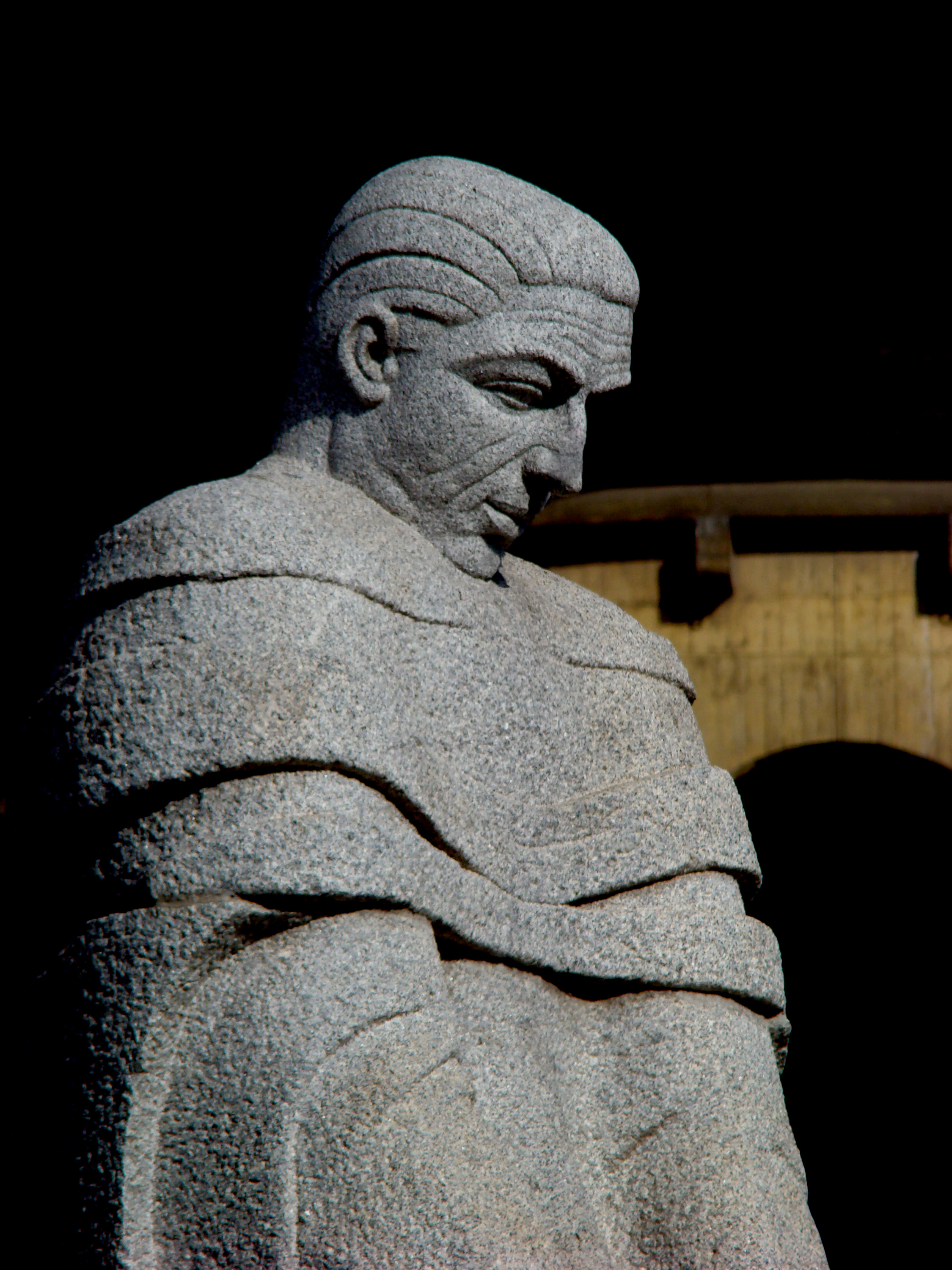
Retrato escultórico de José Calvo Sotelo en el monumento dedicado a él erigido por la dictadura franquista en 1960 en la plaza de Castilla de Madrid.

El asesinato de Calvo Sotelo se produjo en Madrid, España, en la madrugada del lunes 13 de julio de 1936, durante la Segunda República Española, cuando un grupo de guardias de asalto y miembros de las milicias socialistas encabezado por un capitán de la Guardia Civil de paisano se presentaron en el domicilio del líder monárquico José Calvo Sotelo con el pretexto de conducirlo a la dirección general de Seguridad y, en el trayecto, el socialista Luis Cuenca Estevas le disparó dos tiros en la nuca, llevando a continuación su cuerpo al depósito de cadáveres del cementerio de La Almudena. El crimen era una represalia por el asesinato unas horas antes del teniente Castillo de la Guardia de Asalto, muy conocido por su compromiso con los socialistas, a cuyas milicias entrenaba. Calvo Sotelo fue la víctima de mayor relevancia —y prácticamente la última antes de la guerra civil— de la ola de violencia política que se desató en España tras el triunfo del Frente Popular en las elecciones de febrero de 1936 y que causó entre febrero y julio 384 muertos (111 muertes fueron causadas por izquierdistas, 122 por las derechas —la mitad por falangistas: 61— y 84 por las fuerzas de orden público).
La noticia del asesinato de Calvo Sotelo causó una enorme conmoción, no solo por el hecho en sí —era el líder más destacado de la oposición—, sino también porque los autores del magnicidio eran miembros de las fuerzas de seguridad «que llevaban como auxiliares a militantes socialistas —uno de ellos, escolta de Indalecio Prieto— y como jefe al capitán de la Guardia Civil Condés, también ligado al PSOE». Pero lo que probablemente causó un impacto aún mayor fue la falta de respuesta del gobierno del Frente Popular presidido por Santiago Casares Quiroga y del presidente de la República, Manuel Azaña.
Por otro lado, el asesinato de Calvo Sotelo y sus circunstancias decantaron a muchos militares, que todavía dudaban o permanecían indiferentes, a sumarse a la conspiración contra el gobierno que se venía fraguando desde abril bajo la dirección del general Mola y que, solo cuatro días después del asesinato del líder monárquico, desembocaría en el golpe de Estado de julio de 1936, cuyo fracaso parcial desencadenó la guerra civil española. Los vencedores en la guerra proclamaron a Calvo Sotelo como el «protomártir» de su «Cruzada de Liberación». Se levantaron monumentos en su honor (el más importante, situado en la plaza de Castilla de Madrid, fue inaugurado personalmente por el generalísimo Franco en 1960) y en prácticamente en todas las ciudades españolas se le dedicó una calle o una plaza. Una empresa estatal del INI fundada en 1942 llevaría su nombre.
El socialista Julián Zugazagoitia, en la inmediata posguerra, escribió lo siguiente:

Las fuerzas conservadoras y militares, organizadas desde hacía mucho tiempo para sublevarse habían sido heridas en lo vivo. Calvo Sotelo era el jefe civil del movimiento. Se había impuesto a todos los hombres de la monarquía, sobre los que tenía la superioridad de su preparación y de su talento. [...] Concretaba en su persona la confianza no sólo de los monárquicos, sino también de más de la mitad de los diputados de la CEDA...

## Antecedentes
José Calvo Sotelo era uno de los principales líderes de la derecha antirrepublicana, especialmente tras la derrota de la «política posibilista de Gil Robles» en las elecciones de febrero de 1936 que «supuso, de forma paradójica, el espaldarazo a las tesis de Calvo Sotelo, que había señalado la esterilidad» de la misma. Su ideología antidemocrática la puso de manifiesto en numerosas ocasiones. En la campaña de las elecciones generales de noviembre de 1933 dejó claro que se proponía derribar el Parlamento por su «decrepitud irremisible y estéril», y prometió que el que surgiera de las elecciones «será el último de sufragio universal por luengos años». Esa misma promesa la volvió a repetir durante la campaña de las elecciones siguientes, las de febrero de 1936: «Hemos de procurar a toda costa que estas elecciones sean las últimas». «No creo que cuando un pueblo, como España ahora, se diluye en el detritus de la ignominia y padece la ulceración de los peores fermentos, pueda ser fórmula eficaz para sanarlo, depurarlo y vivificarlo, la apelación al sufragio inorgánico, tan lleno en sus entrañas de yerros e imperfecciones. [...] Los pueblos que cada dos o tres años discuten su existencia, su tradición, sus instituciones fundamentales, no pueden prosperar. Viven predestinados a la indigencia», dijo Calvo Sotelo. Como alternativa al «Estado liberal democrático», que «no puede resolver el problema español», proponía la implantación de un «Estado corporativo y autoritario».
El diputado de Izquierda Republicana Mariano Ansó calificó a Calvo Sotelo como «el enemigo más caracterizado del régimen». El entonces director del diario monárquico ABC Luis de Galinsoga recordó veinticuatro años después de su asesinato en un artículo «su inquebrantable propósito de llegar hasta la última consecuencia de su combatividad contra la República; a la que había aborrecido desde su origen mismo y con la que no transigió jamás, ni aun en los momentos en que la República parecía vestirse con la piel de cordero». En efecto, desde el mismo día de la proclamación de la Segunda República Española Calvo Sotelo participó activamente en la conspiración golpista de 1936 que desembocaría en el golpe de Estado de julio de 1936. Fueron frecuentes sus invocaciones a la intervención del Ejército para acabar con la «anarquía» que había traído consigo el Gobierno del Frente Popular y estuvo informado de los planes de la sublevación que dirigía el general Mola —incluso llegó a ofrecerse a este como un combatiente más a las órdenes del Ejército—.
Muchos de los elementos civiles que alentaban y apoyaban la conspiración golpista, especialmente los monárquicos, estaban convencidos de que Calvo Sotelo sería uno de los máximos dirigentes del régimen que se implantara tras el derribo de la República. Así lo creía, por ejemplo, Pedro Sainz Rodríguez, uno de los monárquicos más comprometidos con la conspiración antirrepublicana. En sus memorias escribió: «Pensaba siempre que el político que había de realizar la obra que convirtiese el alzamiento en una renovación del Estado español trazada jurídicamente iba a ser Calvo Sotelo». Lo mismo pensaba Eduardo Aunós, quien como Calvo Sotelo había sido ministro en la Dictadura de Primo de Rivera. Al hablar Calvo Sotelo de que estaba convencido de la existencia del hombre «que en el momento oportuno dará la voz de salvación [de España]», Aunós le contestó: «Sí... pero tú estarás a su lado, prestándole el concurso de tu gran inteligencia y de tu entusiasmo fervoroso».

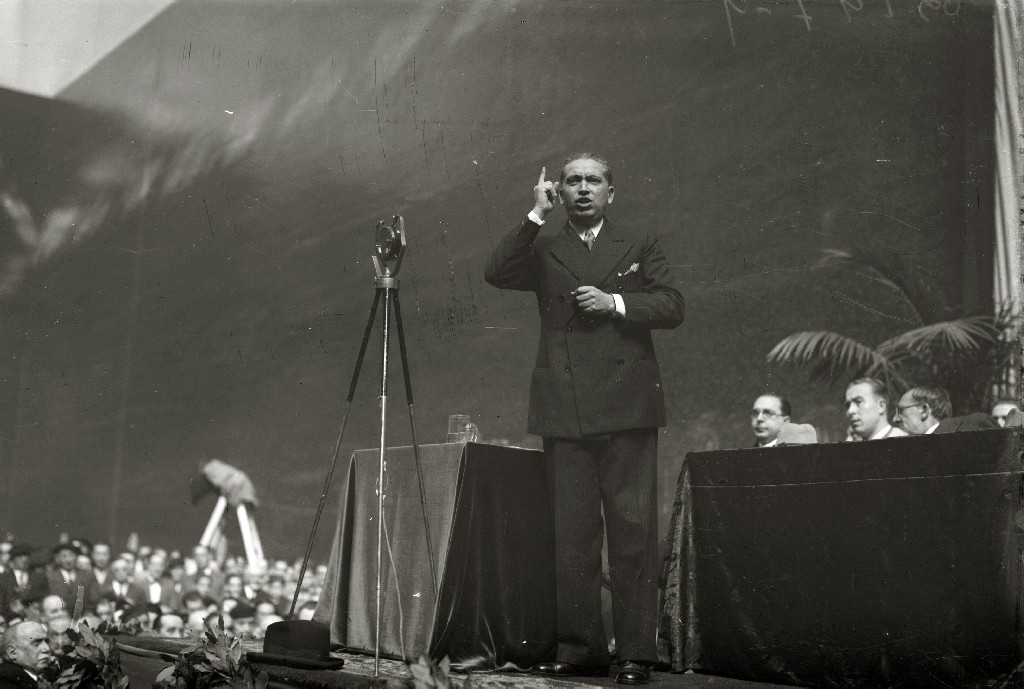
José Calvo Sotelo en un mitin en San Sebastián (1935). Era el líder indiscutido de la derecha antirrepublicana y el principal promotor civil de la conspiración golpista que desembocó en el golpe de Estado de julio de 1936.

Las intervenciones de Calvo Sotelo en las Cortes, al igual que las del líder de la CEDA José María Gil Robles, eran siempre objeto de una «aversión despectiva» y una «extrema agresividad» por parte de la mayoría de los diputados del Frente Popular. El discurso que pronunció el 15 de abril, en el que enumeró de forma detallada los cientos de actos violentos que se habían producido en España desde las elecciones (según Calvo Sotelo había habido 74 muertos y 345 heridos y 106 edificios religiosos habían sido incendiados, uno de ellos la iglesia de San Luis Obispo «a doscientos pasos del Ministerio de la Gobernación»), fue interrumpido varias veces por los diputados de la izquierda. Unos le acusaban de estar detrás de los atentados falangistas: «Vosotros sois los empresarios de los pistoleros», «¿Cuánto habéis tenido que pagar a los asesinos?». Otros le recordaban la represión sufrida por los revolucionarios de Asturias. La comunista Dolores Ibárruri Pasionaria le dijo: «Id a decir esas cosas en Asturias», mientras que la socialista Margarita Nelken le espetó: «Vamos a traer aquí a todos los que han quedado inútiles en Asturias». Y cuando Calvo Sotelo dijo que «el desenfreno [violento] dura semanas y meses», le gritó: «¡Y lo que durará!».
En las sesiones de las semanas siguientes continuaron los ataques. En la del 6 de mayo Margarita Nelken volvió a interrumpirle diciéndole: «los verdugos no tienen derecho a hablar». En la del 19 de mayo el diputado socialista Bruno Alonso González retó a Calvo Sotelo a salir a la calle para ajustar cuentas después de que este le hubiera espetado «Su señoría es una pequeñez, un pigmeo», en respuesta a una interrupción de Alonso González en la que le había dicho: «Ya sabemos lo que es su señoría; pero no tiene el valor de declararlo públicamente» (Calvo Sotelo acababa de decir: «Me interesa dejar constancia de esta evidente conformidad mía con el fascismo en el aspecto económico, y en cuanto a lo que pudiera decir en lo político, me callo por el motivo que antes he indicado al Sr. Casares Quiroga...», que acababa de declarar «contra el fascismo el Gobierno es beligerante»). «¡Su señoría es un chulo!» le había contestado Alonso González a Calvo Sotelo cuando este le llamó «pigmeo». El presidente de las Cortes logró finalmente restablecer el orden —Alonso González fue invitado a abandonar el hemiciclo— y Calvo Sotelo continuó con su discurso.
En la sesión de las Cortes del 16 de junio, «quizá la más dramática» y «la más citada de la historia de la República», también intervino Calvo Sotelo para decir, entre frecuentes interrupciones y gritos, que en España había «por todas partes, desorden, pillaje, saqueo, destrucción» y para defender de nuevo la instauración de un Estado autoritario y corporativo y proclamarse fascista: «A este Estado lo llaman muchos Estado fascista, pues si ése es el Estado fascista, yo, que participo de la idea de ese Estado, yo que creo en él, me declaro fascista». Un diputado exclama: «¡Vaya una novedad!». A continuación Calvo Sotelo hizo un llamamiento a la intervención del Ejército («también sería loco el militar que al frente de su destino no estuviera dispuesto a sublevarse a favor de España y en contra de la anarquía, si esta se produjera», dijo Calvo Sotelo), lo que provocó las protestas de los diputados de izquierda y la airada reacción del presidente del gobierno Santiago Casares Quiroga quien lo hizo responsable de futuras intentonas golpistas, responsabilidad que Calvo Sotelo aceptó (Casares Quiroga dijo: «Me es lícito decir que después de lo que ha hecho su señoría hoy ante el Parlamento, de cualquier caso [no "cosa", como transcribiría la historiografía franquista] que pudiera ocurrir, que no ocurrirá, le haré responsable a su señoría»; a lo que Calvo Sotelo respondió: «Yo tengo, señor Casares Quiroga, anchas las espaldas. Su señoría es hombre fácil y pronto para el gesto de reto y para las palabras de amenaza. [...] Me doy por notificado de la amenaza de su señoría. [...] Es preferible morir con gloria a vivir con vilipendio»; a continuación lo comparó con el ruso Kerenski y con el húngaro Karoly).
El 1 de julio se celebró la que sería la última sesión plenaria de las Cortes antes de la guerra civil y que resultó la más conflictiva. Se produjeron frecuentes gritos, interrupciones e incidentes. El momento más grave tuvo lugar cuando tras la intervención de Calvo Sotelo, que fue interrumpida, como era habitual, en numerosas ocasiones, el diputado socialista caballerista Ángel Galarza le lanzó al líder monárquico una amenaza nada velada. Tras protestar vehementemente de que en las Cortes se pudiera hacer apología del fascismo, como acababa de hacer a su juicio Calvo Sotelo —había dicho, por ejemplo, que «los partidos políticos son cofradías cloróticas de contertulios» y que la solución a los problemas «se encontrará en un Estado corporativo»—, dijo que contra Calvo Sotelo «encuentro justificado todo, incluso el atentado personal» (esas palabras no constaron en el Diario de Sesiones por orden del presidente de la Cámara, pero fueron recogidas por algunos periódicos). Un periodista presente en el hemiciclo transcribió así la intervención de Galarza:

...se extraña el orador de que venga a hablar al Parlamento en favor de la independencia de la justicia quien, como el señor Calvo Sotelo, ha participado en los siete años de dictadura, que su partido y, en general, todas las agrupaciones socialistas son enemigas de la violencia personal. Pero contra quien pretende ser jefe del movimiento fascista español y conquistar el poder por la violencia, para llevar a quienes militan en los partidos de izquierda a los campos de concentración y a las cárceles, la violencia es legítima, y se puede llegar en tal caso hasta el atentado personal.

El discurso de Galarza fue aplaudido por sus compañeros de partido, pero el presidente de las Cortes Diego Martínez Barrio, visiblemente indignado, intervino inmediatamente para replicarle: «La violencia, Sr. Galarza, no es legítima en ningún momento ni en ningún sitio; pero si en alguna parte esa ilegitimidad sube de punto es aquí. Desde aquí, desde el Parlamento, no se puede aconsejar la violencia. Las palabras de S.S., en lo que a eso respecta, no constarán en el Diario de Sesiones». Galarza respondió: «Yo me someto, desde luego, a la decisión de la Presidencia, porque es mi deber, por el respeto que le debo. Ahora, esas palabras, que en el Diario de Sesiones no figurarán, el país las conocerá, y nos dirá si es legítima o no la violencia».
Los historiadores que defienden la tesis de la existencia de una campaña de agitación por parte de las derechas que «justificara» el golpe que una parte del Ejército estaba preparando con su apoyo consideran que las intervenciones en las Cortes de Calvo Sotelo, como las de Gil Robles, formaban parte de esa campaña. Según estos historiadores lo que pretendían los dos líderes de la derecha no republicana era rentabilizar la situación de violencia en las calles elaborando un discurso «incendiario» y «catastrofista», que fue difundido y amplificado por la prensa del mismo signo político. Eduardo González Calleja ha llegado a afirmar que «la Guerra Civil se declaró antes en el Parlamento que en la calle» y que en esa tarea destacó especialmente Calvo Sotelo, que «desde el primer momento mantuvo en las Cortes una actitud francamente provocadora». Una valoración que comparte totalmente José Luis Martín Ramos quien destaca del discurso de Calvo Sotelo la siguiente frase: «La causa no es de Gobierno, la causa es superior. Es de Estado. Es que el régimen democrático y parlamentario y la Constitución de 1931 han producido un desorden económico y un desorden social». Una posición similar sostienen los historiadores Julio Aróstegui y Paul Preston.
Por su parte el historiador italiano Gabriele Ranzato, que no suscribe la tesis de la existencia de una campaña de agitación de la derecha que «justificara» el golpe, ha señalado a Calvo Sotelo como uno de los «responsables de la violencia que estaba desgarrando al país», debido a sus continuos llamamientos a la intervención del ejército, una «solución de fuerza» «deseada, favorecida, tramada y apoyada por él desde el nacimiento de la República, de la que siempre se había declarado abierto enemigo». «Era y continuó siendo hasta el final enemigo declarado de la democracia traída por la República. En esta militancia antidemocrática Calvo Sotelo era, sin duda, la figura más destacada y había seguido un cursus honorum capaz de atraerle grandes hostilidades políticas y un intenso odio popular».
Lo cierto es que Calvo Sotelo se sentía amenazado de muerte. Ya en la sesión de las Cortes del 15 de abril había dicho que tenía «el honor de figurar en las listas negras». Pocas horas después del duro enfrentamiento dialéctico que tuvo con el presidente del gobierno Santiago Casares Quiroga el 16 de junio, Calvo Sotelo visitó al director del diario monárquico ABC Luis de Galinsoga a quien le dijo: «Ya comprenderás que después de lo que ha dicho esta tarde Casares en el Congreso, mi vida está pendiente del menor incidente callejero, auténtico o provocado por ellos mismos, y yo quisiera que tú, que estás en el periódico hasta el amanecer, me advirtieras inmediatamente de cualquier suceso de esta especie para que no me sorprendan desprevenido las represalias, aunque creo que todo será inútil, porque me considero sentenciado a muerte». En algunas ocasiones dormía fuera de su domicilio. Incluso llegó a desconfiar de los policías que le habían asignado de escolta. Sus amigos y correligionarios también temían que fuera víctima de un atentado y a principios de julio uno de ellos, Joaquín Bau, le regaló un automóvil Buick con el propósito de hacerlo blindar. El 10 de julio, solo tres días antes de su asesinato, habían estado probándolo en el parque del Retiro.
El que también se sentía amenazado de muerte era el teniente de la Guardia de Asalto José del Castillo, muy conocido por su compromiso con los socialistas a cuyas milicias entrenaba, sobre todo tras el asesinato el 8 de mayo del capitán Carlos Faraudo por pistoleros falangistas. Su nombre aparecía en una lista, supuestamente confeccionada por la UME, de militares socialistas que debían ser asesinados, siendo Faraudo el objetivo número uno. El segundo en la lista era el teniente Castillo. Uno de los militares que también figuraba en la lista, el capitán de artillería Urbano Orad de la Torre, que había sido compañero de Faraudo en la UMRA, estaba convencido de que el atentado no había sido obra de Falange, sino de la UME, por lo que, con la aprobación de sus compañeros, le envió un documento a un miembro de esa organización militar clandestina antirrepublicana en el que se decía que «si volvía a tener lugar otro atentado semejante, replicaríamos con la misma moneda, pero no en la persona de algún oficial del Ejército, sino en la de algún político. Pues eran los políticos los responsables de semejante estado de cosas».
En el funeral del capitán Faraudo el teniente coronel Julio Mangada, «visiblemente emocionado» —era íntimo amigo de Faraudo—, declaró ante la tumba «la necesidad de exigir al Gobierno que obre más enérgicamente contra las provocaciones fascistas y reaccionarias y si no lo hace debemos juramentarnos para hacer pagar ojo por ojo y diente por diente». Al entierro también asistió el capitán Federico Escofet, que se encontraba en Madrid por haber sido elegido compromisario para la elección del presidente de la República, que se celebraría al día siguiente, 10 de mayo. Junto a él un hombre joven le dijo que había que vengar la muerte del capitán Faraudo tomando represalias contra algún alto dirigente de la derecha. Era el capitán de la Guardia Civil Fernando Condés que dos meses más tarde encabezaría el grupo que asesinó a Calvo Sotelo.

## Los hechos

### La venganza por el asesinato del teniente Castillo

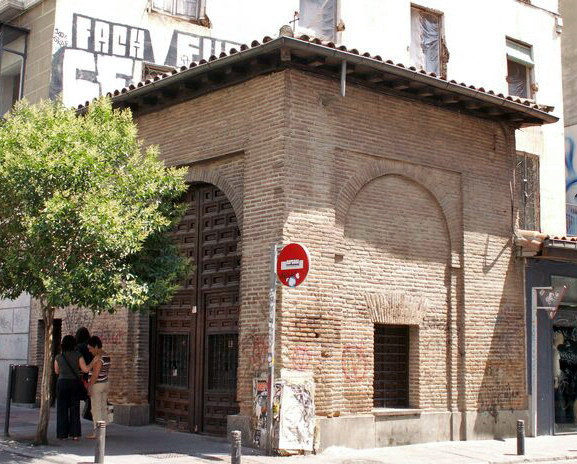
Ermita del Humilladero de Nuestra Señora de la Soledad en la esquina de las calles Fuencarral y Augusto Figueroa. A sus puertas fue asesinado el teniente Castillo.

El domingo 12 de julio hacia las diez de la noche fue asesinado en una céntrica calle de Madrid el teniente de la Guardia de Asalto José del Castillo, muy conocido por su compromiso con los socialistas, además de pertenecer a la UMRA. Se desconoce la identidad de los agresores y, como ha señalado Luis Romero, «sobre quién mató a Castillo ha corrido mucha tinta», aunque sí está claro que el asesinato fue «perpetrado por la derecha» y que «formaba parte de una cadena de atentados y represalias». La noticia de su muerte causó una enorme conmoción entre sus compañeros del Cuartel de Pontejos donde estaba destinado. Dos de los más exaltados eran el capitán Eduardo Cuevas de la Peña, jefe de la 6ª Compañía, y el teniente Alfonso Barbeta, de la 2ª Compañía, la misma que la de Castillo. Uno de los dos —los testigos difieren— en un gesto desafiante le lanzó su gorra a los pies del director general de Seguridad José Alonso Mallol, que había acudido al centro de socorro donde Castillo había ingresado cadáver. Mallol no tomó ninguna medida disciplinaria por esa insubordinación y se limitó a pedir calma. La capilla ardiente se instaló en el salón rojo de la Dirección General de Seguridad y allí fueron la esposa de Castillo, sus familiares y oficiales de la Guardia de Asalto. También acudieron miembros de las milicias socialistas, especialmente los de «La Motorizada», de la que el teniente Castillo era instructor, encabezados por su jefe Enrique Puente y entre los que se encontraban Luis Cuenca, hábil en el manejo de la pistola y que en algunas ocasiones había actuado como escolta del líder socialista centrista Indalecio Prieto, y Santiago Garcés, que también había prestado servicios de protección. Todos ellos estaban consternados por el asesinato del teniente Castillo, pero sobre todo Luis Cuenca, amigo personal suyo.

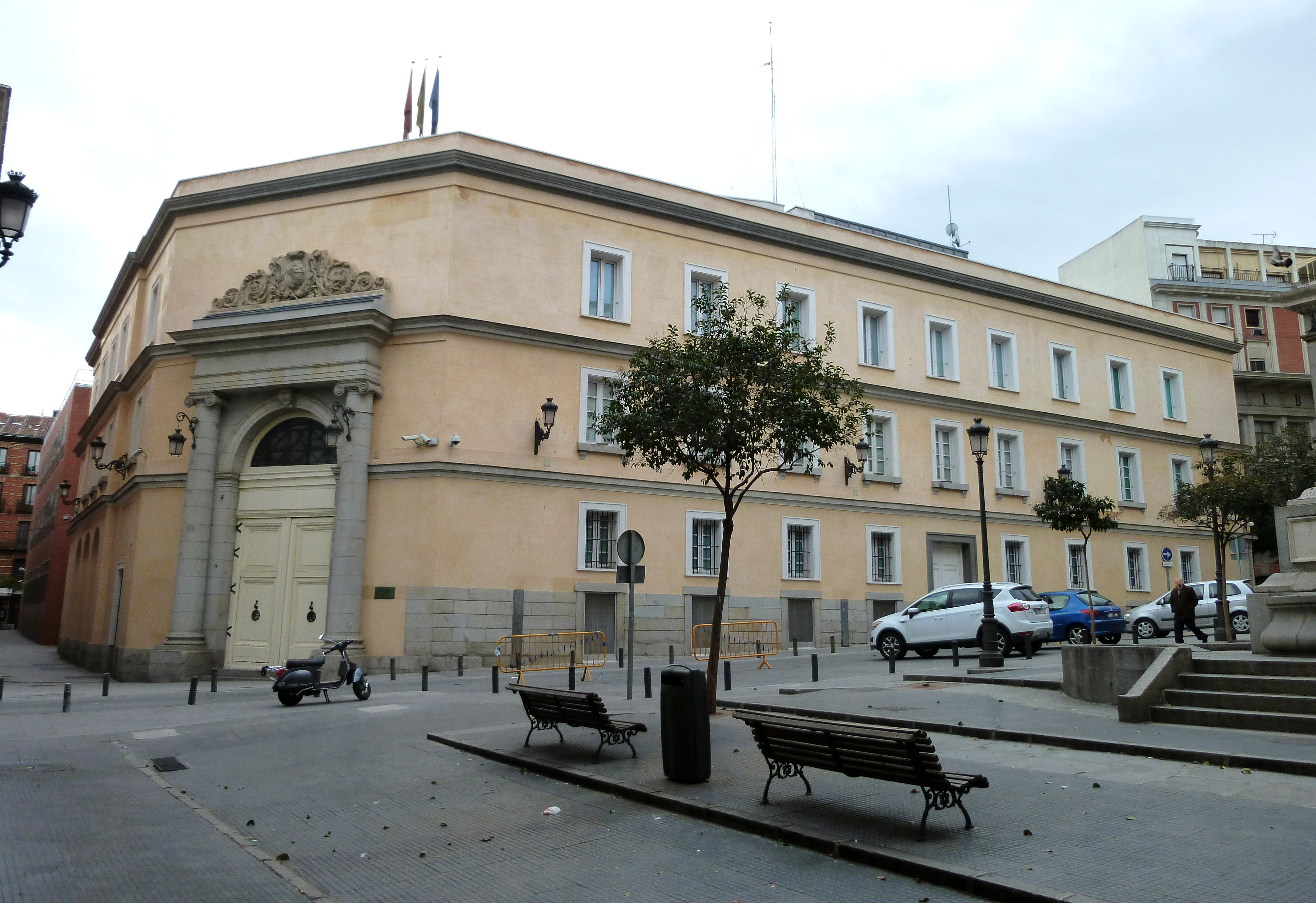
Antiguo cuartel de Pontejos situado en la plaza de Pontejos, justo detrás de la Puerta del Sol. El grupo de la Guardia de Asalto de Pontejos, uno de los cuatro grupos que había en Madrid, estaba bajo las órdenes del comandante Ricardo Burillo. Constaba de cuatro compañías. A la 2ª, llamada de Especialidades, pertenecía el teniente Castillo. Su capitán era Antonio Moreno Navarro y el otro teniente de la compañía era Alfonso Barbeta.

Alrededor de la medianoche se concentraron en el cuartel de Pontejos de la Guardia de Asalto oficiales, suboficiales y guardias compañeros de Castillo, algunos de ellos de paisano como el guardia José del Rey, que había actuado de escolta de la diputada socialista Margarita Nelken. También acudieron civiles pertenecientes a las milicias socialistas, sobre todo de «La Motorizada» (Cuenca y Garcés entre ellos), y un capitán de la guardia civil de paisano. Se trataba de Fernando Condés, amigo íntimo de Castillo (ambos eran instructores de las milicias socialistas y pertenecientes a la UMRA). En medio de la indignación, muchos clamaban venganza por este y otros asesinatos cometidos por pistoleros derechistas, como había sido el caso del capitán Faraudo. Los más exaltados decían: «¡Esto no podemos admitirlo! ¡No lo podemos tolerar por más tiempo! ¡El Gobierno les está dejando [a los falangistas] que nos asesinen y no va a hacer nada!». El teniente Barbeta en cuanto volvió del Equipo Quirúrgico hizo formar a la compañía de Castillo para decirles a los guardias en tonos muy exaltados que el asesinato del teniente Castillo no debe quedar impune. Sin embargo, en su declaración ante el juez de instrucción dirá que los reunió para calmarlos y decirles «que tuvieran resignación por lo sucedido». Barbeta además le encargó a un cabo de su confianza, Emilio Colón Parda, que seleccionara a ocho o diez guardias para participar en un servicio reservadísimo.
Un grupo de oficiales de la Guardia de Asalto —entre ellos el capitán Antonio Moreno, jefe de la 2ª Compañía— se marcharon de Pontejos para entrevistarse con el ministro de la Gobernación Juan Moles a quien le exigieron de forma poco disciplinada el inmediato castigo de los culpables, que ellos consideraban que habían sido pistoleros de Falange. Consiguieron que les proporcionaran una lista con el nombre y dirección de miembros de Falange sospechosos «de ser actuantes en las bandas de pistoleros» para ir a detenerlos inmediatamente. En sus memorias Manuel Tagüeña, miembro de las milicias socialistas que también acudió al cuartel de Pontejos, afirmó que a la lista se añadieron otros nombres que proporcionó Francisco Ordóñez —un miliciano socialista amigo suyo que había ido con él— quien aprovechando la mudanza de una sede de Falange se había apoderado de los ficheros. El historiador Stanley G. Payne asegura, sin aportar ninguna prueba, que los oficiales de la Guardia de Asalto decidieron por su cuenta añadir también a la lista cuya detención había autorizado el ministro de la Gobernación los nombres de los principales líderes de las derechas como Antonio Goicoechea, José María Gil Robles y José Calvo Sotelo, aunque estos dos últimos gozaran de inmunidad parlamentaria por ser diputados. Los camaradas de Castillo, según Gabriel Jackson, querían «hacer una venganza espectacular» y «sin tener en cuenta ningún partido político o programa, y sin reflexionar en las grandes repercusiones de su acto, decidieron asesinar a un jefe derechista importante».

### El crimen
Pasada la medianoche, el teniente Alfredo León Lupión se encarga de organizar las salidas de las camionetas de guardias de asalto que parten del cuartel de Pontejos para detener a las personas que se les han asignado a cada una de ellas (en la elaboración de las listas de los falangistas que han de ser arrestados participa el miliciano socialista Manuel Tagüeña que, según contó él mismo, escogió a los que cotizaban más alto y a los que figuraban como obreros, pues sospechaba que pudieran ser pistoleros profesionales). Hacia la una y media se llama al conductor de la camioneta número 17 Orencio Bayo Cambronero para la realización de un servicio. Suben al vehículo unos diez guardias de asalto designados por los tenientes Alfredo León Lupión y Alfonso Barbeta (solo se conocen los nombres de cuatro de ellos: Bienvenido Pérez, Ricardo Cruz Cousillos, Aniceto Castro Piñeira y Esteban Seco), más cuatro civiles miembros de las milicias socialistas (Luis Cuenca y Santiago Garcés, de «La Motorizada», punta de lanza del sector prietista; Francisco Ordóñez y Federico Coello García, ambos incondicionales caballeristas —de hecho Coello era el novio de una hija de Largo Caballero—) además del guardia José del Rey Hernández que viste de paisano (Del Rey era muy conocido por sus ideas socialistas y había sido condenado a seis años y un día por su participación en la Revolución de Octubre de 1934; tras ser amnistiado fue asignado al Servicio de Vigilancias Políticas y fue escolta de la diputada socialista Margarita Nelken). El teniente León Lupión les comunica a todos que al mando de la camioneta está el oficial de la Guardia Civil vestido de paisano Fernando Condés —este había sido recientemente readmitido en el cuerpo y ascendido a capitán tras haber sido amnistiado en febrero de la condena a cadena perpetua por haber participado en la Revolución de Octubre de 1934 (y que como del Castillo y Faraudo había entrenado a las milicias socialistas)—. «Que un oficial de la Guardia Civil tome el mando de una de estas camionetas, representa una irregularidad patente, y más si ese capitán viste de paisano», afirma Luis Romero. Lo mismo afirma Alfonso Bullón de Mendoza: «Que en los vehículos montaran paisanos y guardias era ciertamente irregular, pero más aún fue el hecho de que León Lupión no tuviera el más mínimo inconveniente en entregar el mando de la camioneta número 17 al capitán Condés, que al no ser de la Guardia de Asalto, sino de la Guardia Civil (donde además se hallaba en expectativa de destino), no podía ser encargado de semejante servicio». El teniente León Lupión reconoció muchos años después que «Condés, en realidad no debía prestar ese servicio».
En cuanto al recorrido que hizo la camioneta existen discrepancias. Según Hugh Thomas o Gabriel Jackson, el grupo, «sin una idea muy clara de adónde dirigirse» (en palabras de Thomas), fue en primer lugar a la casa de un militante falangista, pero la dirección que figuraba en la ficha era falsa. A continuación fue a la residencia del líder del partido Renovación Española, Antonio Goicoechea, quien no se encontraba en su domicilio. Entonces se trasladó a la casa del líder de la CEDA, José María Gil-Robles, pero estaba veraneando en Biarritz. Finalmente se decidió ir al domicilio de Calvo Sotelo, en el número 89 de la calle Velázquez, esquina a Maldonado. Sin embargo, Luis Romero, autor de una monografía sobre el asesinato, afirma que el grupo comandado por Condés se dirigió directamente a la casa de Calvo Sotelo. Lo mismo afirma Alfonso Bullón de Mendoza, autor de una biografía de Calvo Sotelo. Por su parte Ian Gibson, autor de otra monografía sobre el tema, afirma que primero se dirigieron al domicilio de José María Gil Robles y que al no encontrarlo fueron a casa de Calvo Sotelo. Gibson se basa en el testimonio de Santiago Garcés al que concede más valor que a lo declarado por los cuatro guardias que fueron detenidos e interrogados por los jueces franquistas que dijeron que la camioneta no hizo ninguna parada intermedia entre la plaza de Pontejos y el domicilio de Calvo Sotelo. También existen discrepancias en cuanto a la hora que llegaron a la calle Velázquez. Según Hugh Thomas o Ian Gibson, eran alrededor de las tres de la madrugada del lunes 13. Según Stanley G. Payne, las dos. Según Luis Romero o Alfonso Bullón de Mendoza, alrededor de las dos y media.
En el portal del edificio donde se encontraba la vivienda de Calvo Sotelo había dos policías de guardia nocturna. Se llamaban Antonio Oñate Escribano y Andrés Pérez Moler. Ambos le franquearon el paso al grupo encabezado por Condés en cuanto este les enseñó su carnet de oficial de la Guardia Civil. Otro elemento que los convenció fue que habían llegado en un coche oficial—.
En el domicilio estaban en ese momento el propio Calvo Sotelo, su esposa (Enriqueta Grondona), sus cuatro hijos (Conchita, de diecisiete años; Enriqueta, de quince, que se encontraba enferma con fiebre; José, de doce años, y Luis-Emilio, de nueve), la cocinera, la doncella y el hermano de esta última, de quince años, que hacía las funciones de botones. También vivía allí la institutriz francesa que se vino con la familia desde París cuando Calvo Sotelo acabó su exilio. Todos estaban acostados cuando el grupo encabezado por Condés llamó a la puerta. Acuden la doncella y la cocinera que se niegan abrirles a pesar de que dicen que son policías que vienen a realizar un registro y de que les amenazan con derribar la puerta. Deciden despertar a Calvo Sotelo quien se asoma a un balcón para preguntar a los guardias que están en el portal si son policías los que están aporreando la puerta. Estos le responden que sí. Además comprueba que está estacionada una camioneta de los guardias de Asalto. Calvo Sotelo les abre la puerta desconcertado y unos diez o doce hombres, unos de uniforme y otros de paisano, irrumpen en el piso recorriendo todas las habitaciones y simulando que realizan un registro. Uno de ellos arranca el hilo del teléfono del despacho y tira al suelo una bandera monárquica que había encima de la mesa. Un guardia se sitúa junto al otro teléfono que estaba en el pasillo.
Terminado el «registro» Condés le comunica a Calvo Sotelo que tienen orden de detenerlo y de conducirlo a la dirección general de Seguridad. Según contó muchos años después su hija Enriqueta, Calvo Sotelo dijo sorprendido: «¿Detenido? ¿Pero por qué?; ¿y mi inmunidad parlamentaria? ¿Y la inviolabilidad de domicilio? ¡Soy diputado y me protege la Constitución!». Exige entonces que le dejen llamar por teléfono al director general de Seguridad, pero no se lo permiten. Solo se tranquiliza un tanto cuando Condés se identifica como oficial de la Guardia Civil. Calvo Sotelo calma a su vez a su esposa muy inquieta: «No te aflijas. Si es verdad que es una orden del Gobierno, dentro de una hora estaré de vuelta. Soy un diputado de la Nación y el Gobierno, eso me consta, no cometerá ningún atropello contra mi inmunidad». Entonces le pide a su esposa que le prepare un maletín con algo de ropa y una estilográfica y unas cuartillas. Ella le ruega que no se marche, pero cumple el encargo. A Calvo Sotelo ni siquiera le dejan vestirse en su alcoba en privado. Tras besar a sus cuatro hijos —solo la hija mayor se ha despertado— se despide de su mujer a la que promete telefonear en cuanto llegue a la DGS, «a no ser que estos señores se me lleven para darme cuatro tiros», le dice. Según Gabriel Jackson, Calvo Sotelo «era un hombre valiente y fuerte que sospechaba la traición, y que psicológicamente estaba preparado para aceptar el martirio». Según Ian Gibson, «era un hombre indudablemente valiente, que no perdía fácilmente la cabeza... En aquellos momentos tiene que haberse dado cuenta de que el registro era ilícito, y sospechado que lo iban a asesinar. Pero por lo visto no creó una escena violenta, acaso para ahorrarle el espectáculo a su familia».
Baja las escaleras acompañado de la institutriz con quien habla en francés, lo que enfurece a uno de los guardias que le ordena que hable en español. Calvo Sotelo le ha dicho que avise a sus hermanos Luis y Joaquín, pero no a su padre que padece una úlcera de estómago que le retiene en la cama —según Ian Gibson, lo que le dijo fue que avisara a sus amigos y colegas Andrés Amado y Arturo Salgado Biempica—. Se encuentra con el portero de la finca al que le dice: «Me llevan detenido. No he podido hablar por teléfono». Al llegar a la camioneta le ordenan que se siente en el tercer departamento de cara a la marcha, entre dos guardias uniformados (uno de ellos Aniceto Castro Piñeira). Queda desocupado el banco de enfrente. En el departamento posterior va Luis Cuenca. El capitán Condés se ha sentado junto al conductor y a su lado José del Rey (aunque este lo negará ante los jueces franquistas). La camioneta nº 17 arranca en dirección a la calle Alcalá. Cuando llega a la altura de la calle Ayala Luis Cuenca, le dispara dos tiros en la nuca a Calvo Sotelo falleciendo en el acto. El cuerpo se desploma sobre el piso de la camioneta y queda encajado entre los dos asientos. El capitán Condés no hace ningún comentario ni ordena detener la marcha al oír los disparos, se limita a decirle al conductor que se dirija al cementerio del Este. Según uno de los guardias que iba en la camioneta, cuando sonaron los disparos «Condés y José del Rey se cruzaron miradas y sonrisas de inteligencia», lo que Del Rey negó ante los jueces franquistas.

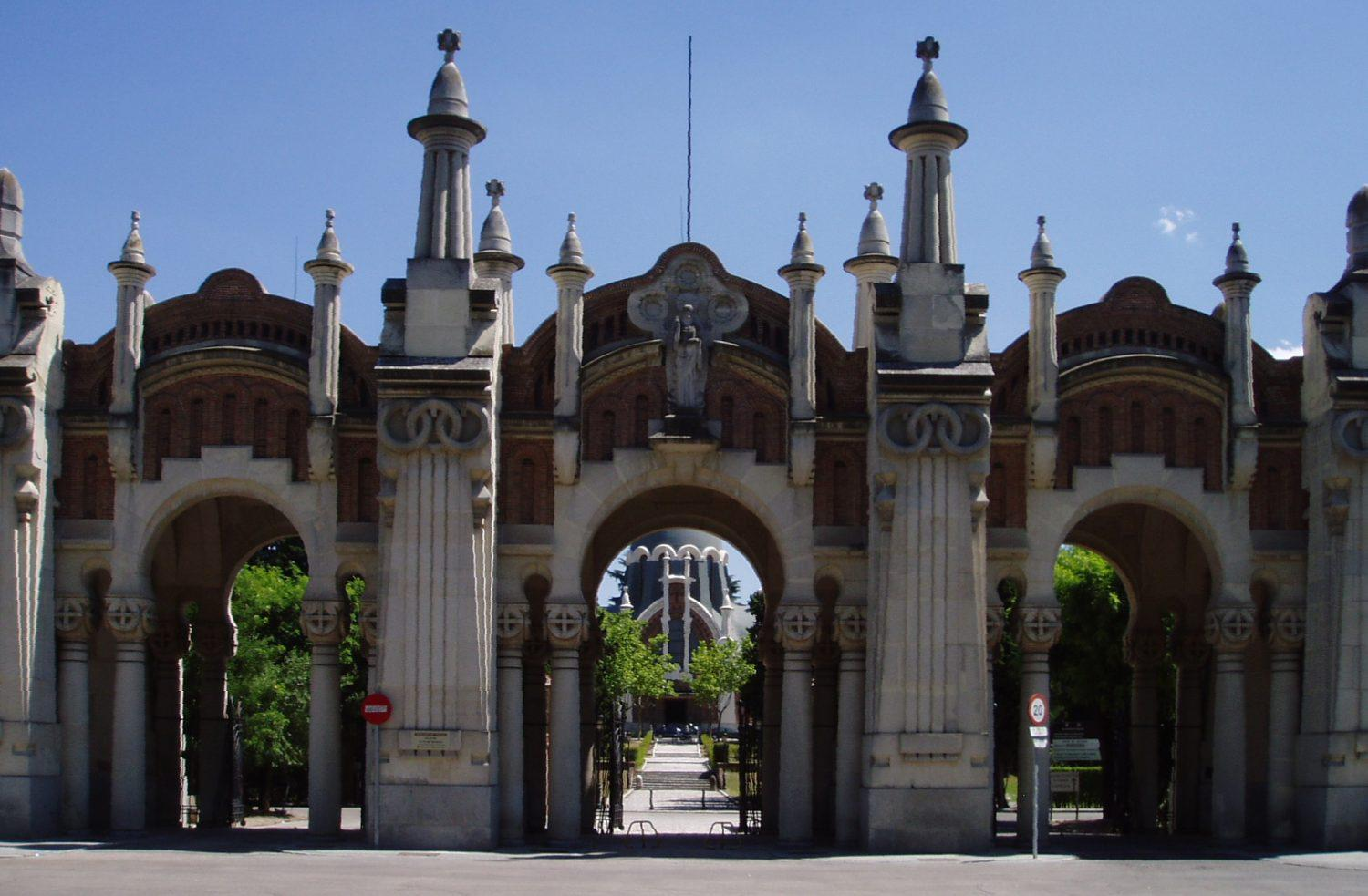
Arcos de entrada del cementerio del Este de Madrid. En el depósito de cadáveres del cementerio fue donde sus asesinos abandonaron el cuerpo sin vida de Calvo Sotelo.

Cuando la camioneta se aproxima a la calle Alcalá sus ocupantes divisan un coche que parece que les espera. Van en él los tenientes de Asalto Alfonso Barbeta, de la 2ª Compañía de Pontejos, y Máximo Moreno, del Grupo de Caballería, ambos amigos íntimos del teniente Castillo, junto a tres personas más. Se intercambian saludos cuando la camioneta llega a la calle Alcalá y gira a la izquierda en dirección a Manuel Becerra, la ruta más directa para llegar al cementerio. «Este coche, ocupado por oficiales, ¿fue con objeto de cubrir la "operación" por si surgía algún imprevisto? ¿O se trata del vehículo que había ido a buscar a Gil Robles a su casa, y al no hallarle se dirigió a comprobar que el secuestro y muerte de Calvo Sotelo se habían cumplido?», se pregunta Luis Romero.
Poco después la camioneta llega a las puertas del cementerio del Este. Son cerca de las cuatro de la madrugada. Al ver que se trata de un vehículo oficial los dos sepultureros que están de guardia, Esteban Fernández Sánchez y Daniel Tejero Cabello, les abren la verja. El capitán Condés les dice que traen un cadáver indocumentado. Conducen la camioneta hasta el depósito y dejan el cuerpo sin vida de Calvo Sotelo en el suelo junto a una de las mesas de mármol. Poco después la camioneta abandona el cementerio. En 1943 Esteban Fernández Sánchez reiteró ante los jueces franquistas de la Causa General lo que ya había declarado al juez de instrucción republicano. Su testimonio acababa así: «El dicente, a pesar de la anormalidad de lo ocurrido, no sospechó la trascendencia del suceso, ni que se tratara del cadáver del señor Calvo Sotelo; sí le extrañó el aspecto de señor del cadáver y la forma rara de traerlo, suponiendo que habría sido objeto de algún atentado y que a efectos judiciales lo llevarían directamente al depósito del referido cementerio».
Según Luis Romero, cuando la camioneta regresa a Pontejos Condés, Cuenca, Del Rey y otros se reúnen en el despacho del comandante Burillo con éste, con el capitán Moreno, jefe de la Compañía del teniente Castillo, con los tenientes de Pontejos Alfonso Barbeta y Alfredo León Lupión, y con el teniente del Grupo de Caballería Máximo Moreno. Hacia el amanecer se les une el teniente coronel Sánchez Plaza, jefe de la Guardia de Asalto de Madrid. Sin embargo, Ian Gibson no menciona que esa reunión tuviera lugar y además afirma que el comandante Ricardo Burillo no se encontraba en el Cuartel de Pontejos porque esa noche estaba de guardia en la Dirección General de Seguridad. Según Gibson, dando credibilidad al testimonio de Burillo ante los jueces de la Causa General, este se trasladó a Pontejos hacia las siete de la mañana cuando supo que la camioneta había salido del Grupo que él mandaba. Acudió junto con el teniente coronel Sánchez Plaza, quien «iba a practicar una información sobre el suceso que le había ordenado el Ministro de la Gobernación, Juan Moles». Alfonso Bullón de Mendoza también afirma que el comandante Burillo se encontraba en la DGS y que «en torno a las siete» se trasladó a Pontejos junto con el teniente coronel Sánchez Plaza.
Por otro lado, a los guardias uniformados Condés les ha ordenado guardar silencio y al conductor Orencio Bayo que limpie los restos de sangre que han quedado en la camioneta.

### El hallazgo del cadáver
Inmediatamente después de que se llevaran a su marido, Enriqueta Grondona pide ayuda a amigos y compañeros del partido de Calvo Sotelo. Por su parte la institutriz francesa cumple el encargo y avisa a sus hermanos. El primero en llegar a la casa, acompañado de su mujer, es Arturo Salgado Biempica, secretario y amigo de Calvo Sotelo. Ya ha pasado casi una hora y siguen sin tener noticias por lo que Enriqueta Grondona decide no esperar más y llama por teléfono al director general de Seguridad Alonso Mallol. Este le contesta de forma poco amable que no sabe nada del paradero de Calvo Sotelo ni ha dado ninguna orden de detenerle, ni de registrar su casa. Según Ian Gibson, los primeros en telefonear a Alonso Mallol fueron los dos guardias de seguridad que custodiaban el portal y que la esposa de Calvo Sotelo lo hizo un poco más tarde. Además Gibson afirma que con quien habló primero fue con el comandante Ricardo Burillo, el jefe del Grupo de Pontejos, que aquella noche estaba de guardia en la Dirección General de Seguridad. Gibson se basa en la declaración que hizo Burillo en 1940 ante los jueces franquistas de la Causa General y en la confesión que realizó a su compañero de cárcel Rafael Sánchez Guerra dos días antes de ser fusilado al haber sido condenado a muerte por, entre otros supuestos delitos, ser responsable directo del asesinato de Calvo Sotelo.
Poco después van llegando al domicilio de Calvo Sotelo sus hermanos Luis y Joaquín y miembros destacados del partido Renovación Española. Una primera gestión ante la DGS la realizan Arturo Salgado y el diputado Andrés Amado, pero no consiguen ser recibidos por Alonso Mallol. Su secretario se limita a decirles que se han cursado órdenes de que se busque al diputado Calvo Sotelo. Entonces los hermanos de Calvo Sotelo, acompañados por Salgado y Amado y por Pedro Sainz Rodríguez, diputado de Renovación Española por Santander, se van al Ministerio de la Gobernación, cuya sede se encuentra en la Puerta del Sol. Acaba de amanecer. Les recibe el subsecretario Bibiano Fernández Osorio y Tafall, quien les dice que en el Ministerio no consta que Calvo Sotelo haya sido arrestado, pero en un momento determinado añade que se han encontrado restos de sangre en una camioneta de los Guardias de Asalto y que van a empezar a investigarlo. Según lo que contó Andrés Amado tres años después a los jueces de la Causa General pidieron que los guardias de esa camioneta fueran detenidos inmediatamente, pero Ossorio les respondió: «No es posible, porque las fuerzas que iban en la camioneta se han marchado a prestar servicio a las embajadas...». Ian Gibson concede poca credibilidad a este testimonio porque Amado estaba empeñado en demostrar la complicidad de la DGS en el crimen de su amigo y correligionario, lo que por otro lado era también el objetivo de los jueces franquistas.
Por su parte, el diputado monárquico Fernando Suárez de Tangil, conde de Vallellano, ha llamado por teléfono hacia las cinco de la mañana a casa del presidente de las Cortes Diego Martínez Barrio para informarle del posible secuestro de Calvo Sotelo, pero es su esposa quien toma el recado pues no quiere despertarle pues se había acostado muy tarde tras regresar de un viaje a una finca de Valencia. Intenta luego localizar al vicepresidente Luis Jiménez de Asúa, pero no lo consigue. Según recogió en sus memorias, Suárez de Tangil también llamó al director general de Seguridad Alonso Mallol, quien le dejó entrever que Calvo Sotelo podría haber sido asesinado: «salté y tuve la conversación telefónica más violenta que nadie puede imaginar. Le dije, habían perpetrado un asesinato oficial, me contestó Mallol que eso no lo toleraba y que iba a mandar un camión con guardias para detenerme; le contesté que no los recibiría como Calvo; y así acabó el diálogo. Por si acaso bajé a mi despacho mis cajas de pistolas granes y la de bolsillo y seguí comunicando...».
Cuando la mujer de Martínez Barrio le da la noticia del secuestro él se siente consternado y responsable pues se trata de un diputado. Al primero que llama es al conde de Vallellano: «cuénteme como un diputado más de su minoría, a su disposición ilimitada, para comunicaciones al presidente del Consejo y ministro de la Gobernación, incalificable atentado parlamentario; le informaré de hora en hora o antes si preciso fuere, no me muevo de aquí; salen 3000 guardias civiles por todas las carreteras que sé yo...». El conde le contesta: «No creo que sirva eso para nada Sr. Presidente, a mi amigo no hay que buscarle por las carreteras, sino en los colectores del Manzanares o sitios semejantes, donde desde hace algunas horas será cadáver». A continuación llama al ministro de la Gobernación Juan Moles quien le asegura que el gobierno no ha tenido nada que ver con el asunto. Acuerdan redoblar los esfuerzos para encontrar a Calvo Sotelo. Martínez Barrio redacta entonces una nota para Casares Quiroga que es llevada a Presidencia por el Oficial Mayor del Congreso. La nota dice: «Enterado por el señor diputado don Fernando Suárez de Tangil de que el también diputado don José Calvo Sotelo ha sido detenido esta madrugada, me dirijo a V.E. para que tenga a bien comunicarme lo ocurrido y manifestarle al propio tiempo que si la detención ha sido ordenada por autoridad competente y no hubiera sido en caso de in fraganti delito, con arreglo al artículo 56 de la Constitución, debe ser puesto inmediatamente en libertad». Por su parte el diputado Geminiano Carrascal llama por teléfono al presidente de su grupo parlamentario José María Gil Robles que se encuentra en Biarritz para darle la noticia del secuestro de Calvo Sotelo y el líder de la CEDA le contesta: «Ahora mismo salgo para Madrid».

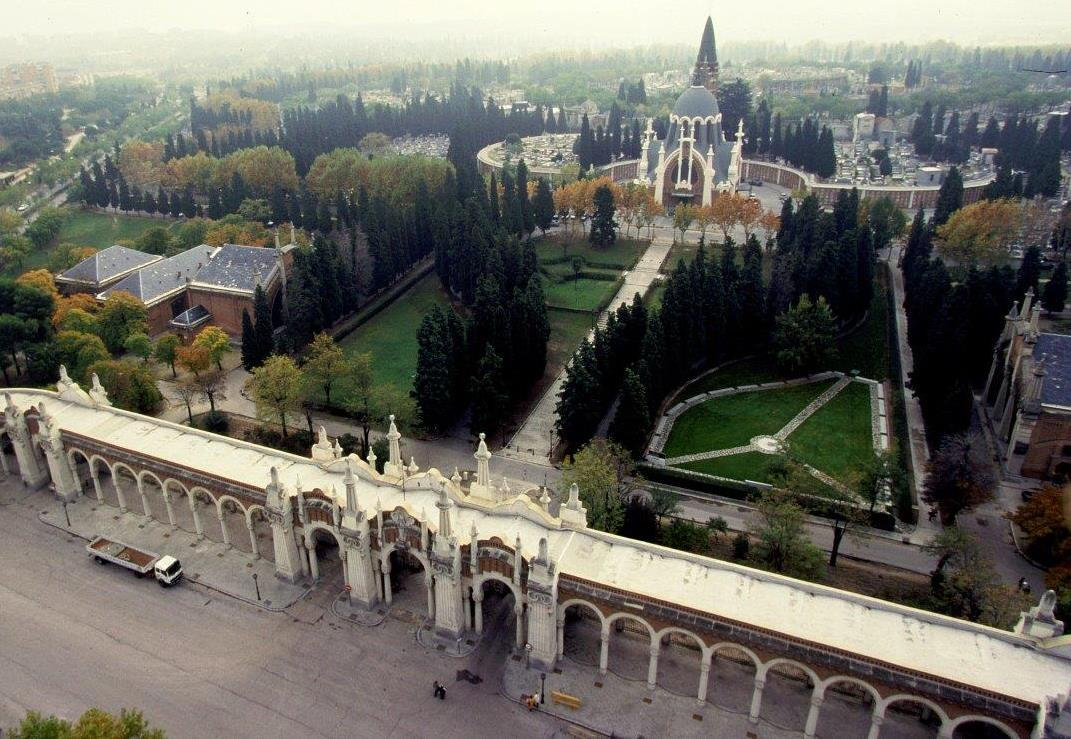
Vista aérea del cementerio de la Almudena, donde se encontró el cadáver de Calvo Sotelo el lunes 13 de julio por la mañana y donde tuvo lugar el funeral y el entierro el martes 14 por la tarde.

Hacia las nueve de la mañana el director del cementerio del Este decide comunicar al Ayuntamiento de Madrid que en el depósito hay un cadáver sin identificar que un destacamento de guardias de Asalto ha llevado allí de madrugada, según le han informado los dos sepultureros que estaban de guardia. El alcalde Pedro Rico, al que le ha llegado la noticia de que Calvo Sotelo está en paradero desconocido, dispone que se personen inmediatamente en el cementerio los concejales Aurelio Regúlez e Isidro Broceta (o Buceta). Serían alrededor de las once de la mañana. El director del cementerio también informa a la Dirección General de Seguridad y Alonso Mallol ordena al comisario Aparicio que vaya rápidamente a la necrópolis. Los concejales comprueban que se trata de Calvo Sotelo y así se lo comunican al alcalde Rico y este a su vez llama Alonso Mallol para decirle «con voz alterada» que ha sido hallado «el desaparecido» (no pronuncia el nombre de Calvo Sotelo). El comisario Aparicio también se lo confirma y Alonso Mallol ordena que el depósito y los alrededores del cementerio sean acordonados por la Guardia Civil (y no por la Guardia de Asalto para evitar tensiones y que se produzcan incidentes). Alonso Mallol comunica la noticia al gobierno que ese momento está reunido. Sin saber que se ha encontrado el cadáver, llegan al cementerio los hermanos de Calvo Sotelo, acompañados de Paco Grondona, cuñado del desaparecido, y de los diputados monárquicos Andrés Amado y Pedro Sainz Rodríguez. Poco después se presentan en el cementerio multitud de periodistas, entre ellos Santos Alcocer, reportero del diario católico Ya. También acuden al cementerio destacados miembros de las derechas.
Los diputados monárquicos piden al gobierno que la capilla ardiente se instale en el edificio de las Cortes o, si esto no es posible, en la Academia de Jurisprudencia, de la que Calvo Sotelo era presidente. El gobierno deniega el permiso y es el presidente de las Cortes Martínez Barrio el que por la noche da cuenta de la decisión a los periodistas, «por tratarse de un paso peligroso, pues, aunque se tomaran todas las precauciones que el Gobierno tiene en su mano, puede haber siempre elementos interesados en perturbar la normalidad». Así que la cámara mortuoria se instalará en el depósito del cementerio del Este, el mismo lugar donde fue hallado el cadáver —se encuentra a unos doscientos metros del mausoleo de la familia Calvo—. También les dice a los periodistas que según le ha informado el presidente del Gobierno en persona la muerte de Calvo Sotelo fue producida por arma de fuego y no por arma blanca, como se había afirmado. El Gobierno decidió también no permitir que la familia y los amigos del muerto velaran el cadáver durante la noche del 13 al 14 de julio, lo que soliviantó aún más los ánimos de las derechas. El cuerpo sin vida de Calvo Sotelo no sería expuesto al público hasta las 11 de la mañana del martes 14 de julio, tras haberse practicado la autopsia.

### Los autores y la investigación judicial
Según contó el socialista Julián Zugazagoitia nada más terminar la guerra, Luis Cuenca, autor material de los disparos, se presentó en su casa a las ocho de la mañana, unas cuatro horas después del asesinato. Zugazagoitia era el director del diario oficial del PSOE, El Socialista, y diputado perteneciente al sector prietista. Que fuera Luis Cuenca es lo que han deducido algunos historiadores (aunque otros lo han puesto en duda) porque Zugazagoitia en su libro no lo identificó: «La persona a cuyo requerimiento se me había despertado me esperaba en el despacho... Su rostro tenía una expresión de cansancio, el ajamiento del que ha perdido la noche. No muchos días más tarde había de tocarle perder la vida en los chanchales del Guadarrama. Me parece una prueba de respeto a su muerte no asociar su nombre a la relación que me hizo. [...] Sentía miedo de preguntar y curiosidad de saber. Mi visitante conocía la historia en sus detalles y yo tenía la íntima convicción de que había participado en ella, sin que pudiese suponer en qué grado. Esa sospecha me cortaba la palabra». Cuando le contó que habían asesinado a Calvo Sotelo Zugazagoitia dijo: «Ese atentado es la guerra». En cuanto se marchó el desconocido Zugazagoitia llamó por teléfono a Indalecio Prieto que se encontraba en Bilbao para informarle del asesinato del líder monárquico y para pedirle que tomara «el primer tren para Madrid, donde puede usted hacer falta».
Según contó muchos años después el socialista Juan Simeón Vidarte, el capitán de la Guardia Civil Fernando Condés, el jefe del grupo que había asesinado a Calvo Sotelo, se presentó en la sede del PSOE, en la calle de Carranza, a las ocho y media de la mañana de ese lunes 13 (casi al mismo tiempo que presuntamente Cuenca le relataba lo sucedido a Zugazagoitia). Pidió hablar con Prieto, con Lamoneda o con él. Como los dos primeros no estaban en Madrid le llamaron a su casa y Vidarte acudió rápidamente a la sede. Cuando llegó, Condés se encontraba pálido, descompuesto, «con los ojos enrojecidos». Ante la pregunta sobre qué pasaba, Condés le espetó: «Algo terrible. Anoche matamos a Calvo Sotelo». «La impresión que sentí fue una de las más terribles recibidas en mi vida», escribió Vidarte. Condés dijo que no había sido su intención que el viaje acabase con el asesinato del líder monárquico, sino que solo pretendían secuestrarle para tenerle como rehén —y con él a los otros dos líderes de las derechas: José María Gil Robles y Antonio Goicoechea—, pero añadió: «¿Es que la vida de Calvo Sotelo valía más que las de Faraudo y Castillo o la de cualquiera de los compañeros que están asesinando los falangistas?». Vidarte le mostró su repugnancia por el asesinato y su negativa a defenderle como abogado si se diera el caso de que fuese detenido («Como afiliado al Partido ya se encontrará quien le defienda ante los Tribunales. Desde luego, yo no. Me repugna ese crimen... Ese asesinato va a ser aprovechado contra el Gobierno y el Frente Popular. Ha sido una barbaridad de incalculables consecuencias», le dijo Vidarte). Ante la pregunta de Condés de si debía entregarse, Vidarte le respondió que sería mejor que esperase y que buscase un lugar donde ocultarse, si disponía de él («Yo no me considero facultado para tomar una determinación de esta importancia. Le he oído a usted como en confesión o como un abogado escucha a un reo. Aunque usted no haya sido el autor material del asesinato, es el que mandaba la expedición y su responsabilidad es la misma. Supongo que tendrá usted donde ocultarse, mientras vemos cuáles son las derivaciones que pueda tener este asesinato...»). Condés le dijo que podía esconderse en casa de la diputada socialista Margarita Nelken. «Allí no se atreverán a buscarme. El guardia que la acompaña, como vigilante [se refería a José del Rey], iba también en la camioneta».
A las 9 de la mañana de ese lunes 13 el juzgado de Primera Instancia e Instrucción nº 3 de Madrid, que era el que estaba de guardia, se hizo cargo del caso de la desaparición de Calvo Sotelo cuando la dirección general de Seguridad (DGS) puso en su conocimiento a esa hora que el diputado Calvo Sotelo había sido sacado de su casa en plena noche por unos desconocidos y que la Primera Brigada Criminal había iniciado una investigación para esclarecer los hechos y dar con el paradero de la víctima. El juez titular era Ursicino Gómez Carbajo, que ya había participado en la detención de la Junta Política de Falange Española. A él también le ha correspondido abrir el sumario por el asesinato del teniente Castillo. Al juez le asisten el secretario judicial Pedro Pérez Alonso y el oficial habilitado Emilio Macarrón. Poco después el juez recibió una segunda comunicación de la DGS en la que le dicen que han puesto a disposición judicial a los dos guardias que custodiaban el domicilio de Calvo Sotelo. Cuando el juez los interroga se da cuenta de la gravedad del caso pues estos le manifiestan que la detención a altas horas de la madrugada de Calvo Sotelo la había llevado a cabo un destacamento de guardias de Asalto que había llegado allí en una camioneta oficial, cuyo número no recuerdan, y que estaban bajo las órdenes de un capitán de la Guardia Civil que les mostró su documentación. Gómez Carbajo ordena la detención provisional de los dos guardias y abre inmediatamente el sumario. En su declaración ante los jueces franquistas de la Causa General el juez Gómez Carbajo, que según Ian Gibson intentó «implicar a las autoridades republicanas en el crimen», criticó duramente la supuesta inacción de la policía: «Hago detallada mención del testimonio de los guardias de Seguridad, porque él da la clave para que cualquier organismo policial de mediana solvencia profesional y ética siguiera una trayectoria que indeclinablemente había de conducir al esclarecimiento del delito y la presentación ante el Juzgado de sus autores confesos, juntamente con los elementos de convicción, en un plazo muy limitado de horas. Pero la Dirección de Seguridad de Madrid se mantuvo en un quietismo punible...».
La primera diligencia del sumario es ordenar a la Primera Brigada Criminal que traiga al juzgado a los guardias de asalto que estuvieron de servicio esa noche en el cuartel de Pontejos, tras haber averiguado que desde él habían salido varias camionetas durante la madrugada. También ordena que lleven al juzgado al portero de la finca de Calvo Sotelo y a cuantos testigos hubiera en la casa que no sean familiares. Poco después le llevan al conductor Orencio Bayo Cambronero, pero este niega haber prestado ningún servicio durante la noche y alega que la camioneta nº 17 que estaba a su cargo había aparecido esa mañana en un lugar diferente en la que él la había dejado. Lo sigue negando incluso cuando es reconocido por los dos guardias que custodiaban el portal de la casa de Calvo Sotelo, por el portero, por la institutriz y por el botones. Lo mismo había dicho cuando antes de ser llevado al juzgado había sido interrogado en la DGS por el comisario Aparicio. Según Ian Gibson, «su terca negativa a confesar su participación en los hechos o, más correctamente, su presencia mientras estos se consumaban, dificultó considerablemente el rápido esclarecimiento del crimen».
En cuanto le comunican que se había encontrado el cadáver de Calvo Sotelo, el juez Gómez Carbajo se desplaza al cementerio para examinarlo. Comprueba que tiene dos orificios de bala en la nuca. A continuación se dirige al cuartel de Pontejos para inspeccionar la camioneta. Ve que ha sido lavada, pero a pesar de ello observa que entre las tablas del suelo hay restos de sangre. Ordena que sea trasladada al sótano del Juzgado de Guardia para realizar allí un detallado análisis forense y además se incauta del libro de servicios de la 2ª Compañía, a la que pertenecía el teniente Castillo (más tarde comprueba que los servicios correspondientes a la noche del 12 al 13 no figuran anotados). Vuelve al juzgado donde le informan de que no se ha recibido ninguna noticia de la policía sobre quiénes puedan ser los autores del asesinato. Se propone entonces organizar una rueda de reconocimiento con los guardias de Asalto de la compañía del teniente Castillo y además llama a declarar a los tenientes Máximo Moreno y Alfonso Barbeta (este último, para evitar que sean reconocidos por los testigos elimina de la lista de los guardias de Asalto que han de comparecer en el juzgado a tres de los que iban en la camioneta nº 17 —Aniceto Castro Piñeira, Bienvenido Pérez y Ricardo Cruz Cousillos—, alegando que están de servicio). Además del chófer Orencio Bayo, dos guardias son reconocidos por los testigos (los dos guardias de seguridad, la institutriz, el botones y el portero) y fueron detenidos —ninguno de los dos tenía que ver con el crimen; uno de ellos alegará años después que lo confundieron con otro—. Del interrogatorio de los tenientes Máximo Moreno y Alfonso Barbeta el juez sólo obtiene evasivas (Ian Gibson plantea que en lugar del teniente Moreno pudo tratarse del capitán Moreno, y que el juez se equivocó cuando tres años después relató los hechos a los jueces de la Causa General). Ambos niegan haber estado de guardia la noche anterior. Según Ian Gibson, «el mayor culpable del inicial encubrimiento del crimen fue el teniente Alfonso Barbeta, cuya pusilanimidad quedaría patente a la hora de comparecer ante el juez instructor... Barbeta fue el que, más que nadie, entorpeció las diligencias judiciales encaminadas a solucionar el crimen». En su declaración en la Causa General el guardia Aniceto Castro Piñeiro, uno de los tres guardias que el teniente Barbeta apartó de la rueda de reconocimiento, afirmó que este les dijo: «No preocuparse; nada se esclarecerá; de lo sucedido es responsable el Director General de Seguridad, el Ministro de la Gobernación y el Gobierno en pleno; a ustedes nada les puede pasar». Ian Gibson se pregunta: «¿Dijo realmente Barbeta estas palabras? ¿O es que Castro Piñeiro, cuya vida peligraba por haber participado en el asunto de Calvo Sotelo, cargaba demasiado las tintas al declarar ante los jueces de Franco?». Alfonso Bullón de Mendoza sí da credibilidad al testimonio de Aniceto Castro, «el único guardia de derechas que participó en la detención». «Aunque no es descartable que Castro se inventase este detalle después de la guerra, no creemos imposible que Barbeta efectuara tal declaración, pues cuanto más apoyados se consideraran los guardias implicados, menos dispuestos estarían a relatar los hechos».
A las nueve de la noche el juez Gómez Carbajo suspende la rueda de reconocimiento con la intención de reanudarla al día siguiente. A pesar de la hora decide ir al domicilio de Calvo Sotelo para realizar una inspección ocular e interrogar a la familia. Habla con la viuda cuyo testimonio coincide con lo declarado por la institutriz y las personas de servicio. Cuando cerca de la medianoche vuelve al Juzgado de Guardia le está esperando el magistrado del Tribunal Supremo Eduardo Iglesias Portal, que ha sido nombrado por el Gobierno juez especial del caso. A partir de ese momento este juez es quien llevará el sumario del asesinato de Calvo Sotelo. Alfonso Bullón de Mendoza comenta que Iglesias Portal será el juez que presidirá el juicio contra José Antonio Primo de Rivera.
Esa noche Luis Cuenca cenó con un otro militante socialista en un restaurante barato cercano a la sede del PSOE en la calle Carranza de Madrid. Cuando oyó los comentarios de algunos comensales que acababan de leer la edición especial que había sacado a la calle el diario vespertino conservador Ya sobre la muerte de Calvo Sotelo empezó a decir: «¡Pero si están todos equivocados! ¡No fue así! ¡Voy a explicar cómo fue!». Su compañero consiguió finalmente calmarlo para que no hablara.
A primeras horas de la mañana del día siguiente, martes 14 de julio, Antonio Piga Pascual, acompañado de otros tres médicos forenses, realiza la autopsia del cadáver de Calvo Sotelo. Certifica que hay dos orificios de bala en la región occipital producidos por dos disparos «hechos a bocajarro, casi simultáneamente», con una pistola del «nueve corto» y que la posición del asesino era «en un plano posterior y a nivel del agredido». Uno de los proyectiles quedó alojado en el cerebro y el otro salió por la región orbital izquierda. Certifica asimismo que la muerte fue instantánea por «síncope bulbar de origen traumático» y que el cadáver no presenta ninguna herida o magulladura que pudiera indicar que hubiera habido una lucha en la camioneta, desmintiendo un reportaje sensacionalista aparecido en la prensa. Estos mismos forenses han comprobado que la sangre hallada en la camioneta pertenece al mismo grupo serológico ABMN que el del difunto. Es el único avance de la investigación. El juez especial Iglesias Portal no ha recibido ningún nuevo dato por parte de la policía ni ha iniciado nuevas diligencias. Solo ha dictado auto de procesamiento contra el conductor de la camioneta Orencio Bayo, que ya estaba detenido, y se ha reunido con el fiscal de la República Paz Mateos, con el teniente fiscal Vallés y con el comisario Lino.
Cuando el miércoles 15 por la tarde, tras haber participado en la tensa reunión de la Diputación Permanente de las Cortes, Indalecio Prieto volvía a su casa en la calle Carranza, se encontró un gentío a las puertas del edificio. En el inmueble tenía también su sede la redacción de El Socialista y el PSOE. Entre los reunidos se hallaba Fernando Condés, quien, según Stanley G. Payne, se había escondido en el domicilio de la diputada socialista Margarita Nelken. Condés le saludó y Prieto le llamó aparte para hablar con él. El líder socialista le dijo: «el sumario por la muerte de Calvo Sotelo evidencia que fue usted quien detuvo a la víctima». «Lo sé», le respondió Condés, «pero nada me importa ya de mí. Abrumado por la vergüenza, la desesperación y el deshonor, estoy dispuesto a quitarme la vida». Pero Prieto, que en ningún momento lo animó a que se entregara a la justicia, le atajó: «Suicidarse sería una estupidez. Van a sobrarle ocasiones de sacrificar heroicamente su vida en la lucha que, de modo ineludible, comenzará pronto, dentro de días o dentro de horas». «Tiene usted razón», le respondió Condés. Según le contó muchos años después a Ian Gibson un joven socialista testigo de la escena, «Prieto no ocultó su repugnancia por el asesinato de Calvo Sotelo. Dándose cuenta de la reacción de Don Inda, Condés echó mano a su pistola con la evidente intención de pegarse un tiro. Varios de los presentes le sujetaron, y uno de ellos le dijo: "Pero Condés, hombre, ¡qué locura! ¡Si hiciste bien matando a Calvo Sotelo". Y entonces Condés se tranquilizó un poco». Según este mismo testigo, Condés no se había refugiado en casa de la diputada socialista Margarita Nelken, sino, junto con Luis Cuenca, en casa de una amiga mutua. Alfonso Bullón de Mendoza cree que Indalecio Prieto mintió cuando en sus memorias Convulsiones de España escribió que el encuentro con Condés se produjo el miércoles 15 por la tarde, después de la reunión de la Comisión Permanente. Piensa que «la entrevista debió ser anterior». «Prieto estaba informado desde el primer momento de la implicación de Condés tanto por Vidarte como Zugazagoitia, pero le parecía... poco presentable reconocer públicamente que conocía las interioridades del crimen antes de pronunciar su discurso del 15 de julio [en la Diputación Permanente]».
Dos días después, viernes 17 de julio, el periódico vespertino Heraldo de Madrid daba la noticia de que el juez especial Eduardo Iglesias Portal había ordenado la detención de Fernando Condés, aunque la censura había ocultado el nombre y su condición de capitán de la Guardia Civil —según constaba en el sumario, la viuda de Calvo Sotelo lo había reconocido en una fotografía que le mostraron como una de las personas que habían allanado su casa—. El periódico también informaba de que el día anterior el juez especial había estado en la Cárcel Modelo para realizar «varios reconocimientos y careos a presencia del fiscal general de la República, y como consecuencia de estos trabajos se adquirió la convicción de la inocencia de los dos guardias de Asalto que desde el lunes último se encontraban detenidos e incomunicados. Por el contrario, la situación del chófer [Orencio Bayo Cambronero] es cada vez más comprometida. Nuevamente ha sido reconocido por los guardias que prestaban servicio en la puerta de la casa del Sr. Calvo Sotelo, por una doncella, el portero de la finca y otras personas. No obstante, estas acusaciones, el conductor persiste en su negativa, pero el juez especial ha dictado contra él auto de procesamiento y prisión». El diario también informaba de que «como consecuencia de lo actuado últimamente, han sido puestos a disposición del juez especial varias personas», pero la censura había eliminado el resto de la noticia por lo que no se podía saber de quiénes se trataba. En aquellos momentos el juez también había acordado la busca y captura del José del Rey —que nunca se conseguiría— y el arresto de tres guardias de Asalto más (Tomás Pérez Figuero, que había ayudado a Bayo a limpiar las manchas de sangre de la camioneta; Bienvenido Pérez Rojo, que habían participado en la expedición comandada con Condés; y Antonio San Miguel Fernández, que en realidad no había intervenido en el crimen). Esa misma mañana del viernes 17 el juez especial y el fiscal de la República se habían mostrado optimistas sobre la marcha del sumario y que «no sería difícil que se supiera quienes fueron los autores del secuestro y del crimen». Esa misma tarde comenzó el golpe de Estado de julio de 1936 en el Protectorado Español de Marruecos.
Condés nunca fue detenido y sobre Luis Cuenca, el autor material del crimen, y sobre los otros tres miembros de las milicias socialistas que le acompañaron no se llegó a dictar ninguna orden de detención. En cuanto comenzó la guerra civil Cuenca y Condés fueron nombrados oficiales de las milicias que salieron de Madrid para luchar en la batalla de Guadarrama —al parecer Condés había participado previamente en el Asalto al Cuartel de la Montaña— y allí cayeron en combate (Cuenca murió el 22 de julio intentando tomar Somosierra junto con otros compañeros de «La Motorizada»; Condés murió una semana después tras haber sido herido el 26 de julio cerca de Somosierra, combatiendo asimismo con «La Motorizada», y recibió un entierro multitudinario; su oración fúnebre la pronunció la diputada socialista Margarita Nelken: «A Fernando Condés lo precisábamos para el día del triunfo. Los que tuvimos la dicha de tratarle íntimamente sabemos hasta qué punto nos hubiera sido útil. Fernando se nos ha ido, pero estará siempre entre nosotros»; además se le puso su nombre al Cuartel General de Milicias Populares). Los otros tres socialistas implicados en el asesinato (Francisco Ordóñez, Santiago Garcés Arroyo y Federico Coello, fueron también destinados a puestos relevantes de las fuerzas republicanas. Garcés llegó a ser jefe del Servicio de Inteligencia Militar, Ordóñez jefe del Servicio de Información del Estado y Coello comandante de Sanidad Militar. El teniente Máximo Moreno, del que se sospechó que hubiera participado en el atentado, pero no se encontró ninguna prueba por lo que no fue procesado, murió el 22 de septiembre de 1936 tras sufrir un accidente su avión (se suicidó antes que caer en poder de las tropas moras franquistas). Los republicanos consiguieron rescatar el cadáver —se dijo que le habían cortado los testículos— y el entierro, que se celebró en Madrid, fue tan multitudinario como el de Condés. El chófer Bayo Cambronero fue puesto en libertad el 25 de julio, reintegrándose al servicio del Parque Móvil de la Guardia de Asalto. El guardia de Asalto José del Rey, cuya detención se había ordenado, nunca fue capturado por las autoridades judiciales de Madrid. Marchó a Toledo al frente de un centenar de milicianos para participar en el Asedio del Alcázar de Toledo y después estuvo al frente de diversas unidades del Ejército Popular de la República, llegando a alcanzar el grado de comandante. El teniente Alfonso Barbeta ingresó en prisión por la arenga que hizo a los guardias de la compañía del teniente Castillo en la noche del día 12, pero fue liberado el 8 de agosto. En esa misma fecha también fueron liberados los guardias Tomás Pérez, Antonio San Miguel y Bienvenido Pérez Rojo.

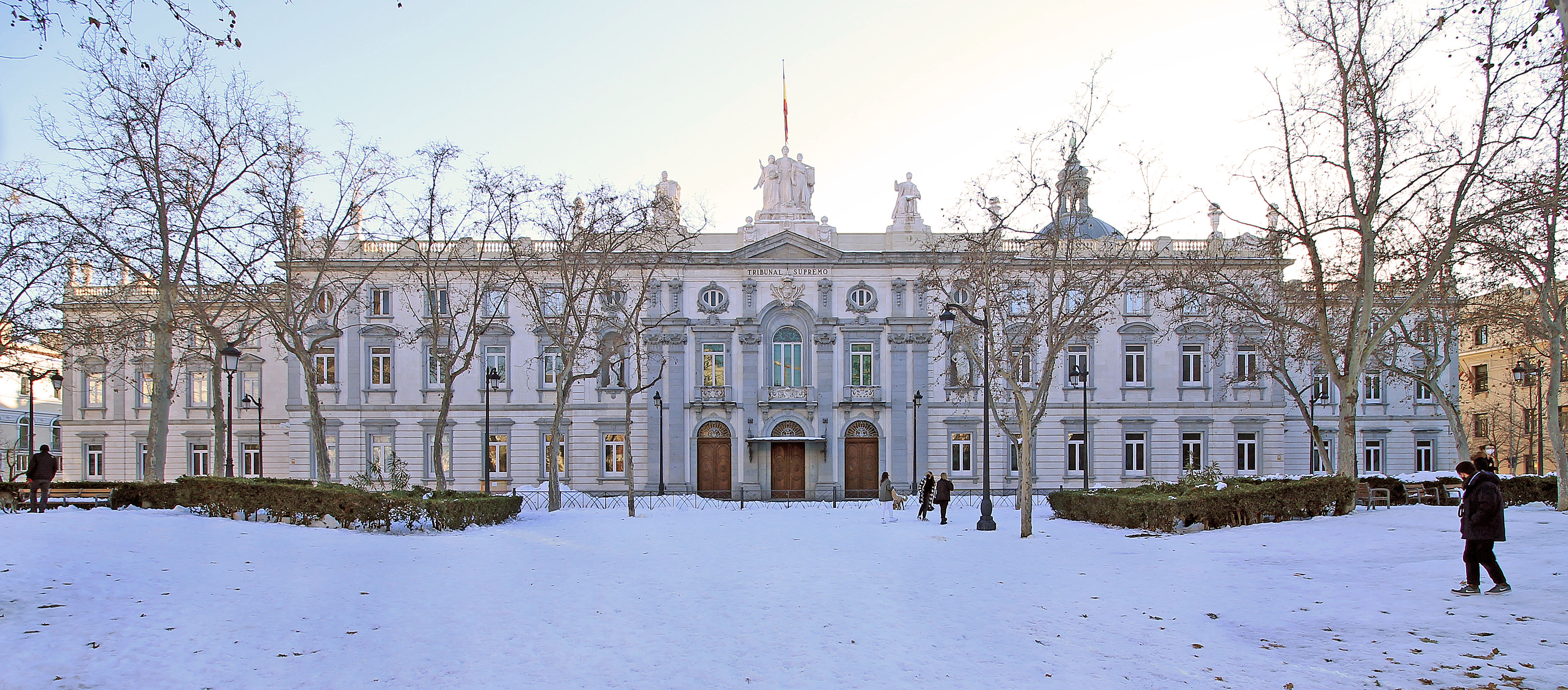
Fachada principal del Tribunal Supremo. El 25 de julio de 1936, una semana después de iniciada la guerra, un grupo de diez o doce milicianos socialistas irrumpió en el edificio y a punta de fusil se apoderó del sumario del asesinato de Calvo Sotelo.

El 25 de julio, una semana después de iniciada la guerra, un grupo de diez o doce milicianos socialistas irrumpió en la sede del Tribunal Supremo y a punta de fusil se apoderó del sumario del asesinato de Calvo Sotelo. Estuvieron cerca de matar a tiros al juez especial Iglesias Portal, pero su policía de escolta lo impidió. Según Ian Gibson, los milicianos eran amigos del capitán Fernando Condés y pertenecían a «La Motorizada», «deseosos de destruir las pruebas que había contra él en el sumario. Los documentos robados fueron quemados inmediatamente por los milicianos...». El juez especial presentó su dimisión por lo que había ocurrido, pero la Sala de Gobierno del Tribunal Supremo no la aceptó y le ordenó que reconstruyera el sumario sustraído «en la media y forma que las actuales circunstancias permitan». Fue una misión casi imposible porque, como ha destacado Ian Gibson, «muchos testigos se encontraban ya fuera de Madrid, combatiendo en la Sierra y en otros frentes. Otros habían huido, o estaban escondidos en la capital. Otros habían muerto, o morirían pronto, como era el caso de Cuenca y Condés. Y por encima de todo había el hecho de que España estaba ya sumida en una terrible guerra civil, uno de cuyos principales causantes, a juicio de las izquierdas, era el mismo Calvo Sotelo». El oficial del Juzgado Emilio Macarrón, que se enfrentó a los milicianos para intentar impedir que se llevaran el sumario, declaró ante los jueces de la Causa General que «iniciado el Movimiento Nacional el 18 de julio del 36, resultaba casi imposible la labor judicial, ya que el solo hecho de nombrar al señor Calvo Sotelo o hablar de la instrucción del sumario por su asesinato producía indignación y excitación en las gentes de izquierdas».
A pesar de todo se intentó la reconstrucción del sumario a partir de lo que recordaba Emilio Macarrón sobre las diligencias que se habían realizado hasta el 25 de julio. Y también se incluyeron otras como una nueva toma de declaración al teniente de Asalto Alfonso Barbeta, quien manifestó que reunió a los guardias de la compañía del teniente Castillo para decirles «que tuvieran resignación por lo sucedido» y que no tuvo ninguna participación en el asesinato de Calvo Sotelo «ni tampoco sabe quién lo realizase». El escrito de Macarrón y el resto de documentos del sumario reconstruido desaparecieron o se extraviaron durante la guerra o después. Reaparecieron en 1970 y fueron incorporados a la Causa General franquista. Con fecha del 7 de octubre de 1936 la Dirección General de Seguridad le comunicó al juez Iglesias Portal que había descubierto a los autores del asesinato de Calvo Sotelo. Según la DGS el «autor material» había sido el capitán Angel Cuenca Gómez [sic] y el «inductor o preparador» el capitán Fernando Condés, pero ninguno de los dos había podido ser detenido porque habían fallecido. El escrito finalizaba diciendo: «No obstante, por lo que respecta a los demás que pudieron haber tenido intervención en el asunto, se siguen haciendo gestiones de las que le daré cuenta en caso de resultado positivo». El 1 de febrero de 1937 se dictó auto de terminación del sumario en aplicación de la amnistía que una semana antes, el 22 de enero, se había decretado para los penados y encausados por delitos políticos y comunes realizados con anterioridad al quince de julio de 1936.
Al final de la guerra civil fueron detenidos e interrogados por los jueces franquistas cuatro de los guardias de Asalto que iban en la camioneta nº 17: Aniceto Castro Piñeiro, Bienvenido Pérez Rojo, Orencio Bayo Cambronero (el conductor) y José del Rey. Este último, juzgado y condenado a muerte por el asesinato de Calvo Sotelo, fue ejecutado por garrote vil en 1943. Del Rey exculpó en su declaración al resto de guardias: «Los guardias ocupantes de la camioneta ignoraban el servicio a desempeñar. Fueron seguidamente a la calle de Velázquez y pararon ante una casa, a cuya puerta había dos Guardias de Seguridad. Entonces se enteraron de que allí vivía don José Calvo Sotelo». También fue condenado a muerte en un consejo de guerra y ejecutado el comandante Ricardo Burillo, jefe del Grupo de Guardias de Asalto de Pontejos, por considerarlo uno de los responsables directos de la muerte de Calvo Sotelo, «cargo absolutamente infundado», según Ian Gibson. El chófer Bayo Cambronero fue condenado a muerte, pero la pena capital le fue conmutada por treinta años de prisión. Pasó siete u ocho años en la cárcel de Porlier y luego fue puesto en libertad.
Ian Gibson concluye: «al final de la guerra, pues, aquel crimen no había sido investigado a fondo. Tampoco lograron aclararlo los jueces de Franco». Gibson señala que no existe ninguna prueba de que el asesinato de Calvo Sotelo fuera planeado antes del atentado contra el teniente Castillo ni tampoco de que el Gobierno republicano estuviera implicado. Una valoración que es compartida por historiadores como Hugh Thomas: «la posibilidad de un asesinato premeditado no puede excluirse totalmente, pero desde luego el gobierno no estuvo implicado en él». De lo que existen dudas, como advierte Hugh Thomas, es sobre si el asesinato fue premeditado o fue una acción espontánea de Luis Cuenca. Después de la exhaustiva investigación que llevó a cabo para su libro La noche en que mataron a Calvo Sotelo, publicado en 1982, Gibson cree que no existen dudas de que fue premeditado. Aporta como prueba, en primer lugar, la carta que el entonces teniente de artillería Urbano Orad de la Torre remitió en 1978 al diario El País en la que afirmaba que en una reunión de oficiales de la UMRA, a la que él también pertenecía, se decidió asesinar a un destacado líder de las derechas como represalia por el asesinato del teniente Castillo, también miembro de la UMRA, y en cumplimiento de la amenaza que el propio Orad de la Torre había hecho a los miembros de la derechista Unión Militar Española tras el asesinato del capitán Carlos Faraudo, asimismo miembro de la UMRA. En segundo lugar, Gibson considera que está demostrada la complicidad del capitán Condés porque «se nos hace bastante difícil creer que, al oír el capitán de la Guardia Civil los tiros, no ordenara inmediatamente que la camioneta parase». «Abrumado por la muerte de su amigo Castillo y convencido de la inminencia de la sublevación "fascista", ¿sería de sorprender que se pusiera de acuerdo con Luis Cuenca, conocido pistolero, para que éste efectuara los fatales disparos, mientras él dirigía la operación? Nos parece que no, así como nos parece que los otros ocupantes socialistas de la camioneta no sabían lo que iba a ocurrir», afirma Ian Gibson.

## Las consecuencias

### La respuesta del Gobierno de Casares Quiroga

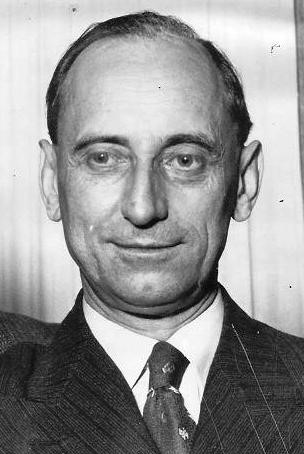
Santiago Casares Quiroga, presidente del gobierno del Frente Popular desde mayo de 1936. Presentó su dimisión tras conocerse el asesinato de Calvo Sotelo, pero el presidente de la República Manuel Azaña no se la aceptó. Su respuesta al magnicidio no tuvo la contundencia que requería un hecho tan trascendente.

El gobierno comenzó su reunión a las diez de la mañana en la sede de la Presidencia. En ese momento aún no se había encontrado el cadáver de Calvo Sotelo, pero en cuanto Casares Quiroga recibe la noticia —le comenta al ayudante militar que se la da: «En menudo lío nos han metido»— se pone en contacto con el presidente de las Cortes para proponerle suspender sus sesiones por lo menos durante una semana hasta que los ánimos se calmen y para evitar el riesgo de que se produzcan incidentes, en lo que Diego Martínez Barrio se muestra completamente de acuerdo (entre otras razones porque para evitar altercados graves habría que cachear a los diputados, pues muchos de ellos solían ir armados al Congreso). De hecho el presidente de las Cortes le comunica que ya se ha puesto en contacto con los diversos grupos parlamentarios y que estos le han dado su conformidad, excepto la CEDA que quiere que se celebre una sesión ordinaria para tratar sobre lo ocurrido (los monárquicos también han rechazado la suspensión, pero no de forma rotunda). Otra de las iniciativas que toma Casares Quiroga es solicitar la presencia en el consejo de ministros del fiscal general de la República, Alberto de Paz y Mateos, y del subsecretario de Justicia Jerónimo Gomáriz para consultarles sobre los dos posibles candidatos a jueces especiales que piensa nombrar para que se hagan cargo de los sumarios respectivos del teniente Castillo y de Calvo Sotelo.
Hacia las dos de la tarde se suspende la reunión del gobierno hasta las seis. A la salida los ministros —«con semblantes cuya gravedad acentúa su circunspecta tristeza»— son asediados a preguntas por los periodistas, pero el único que hace una breve declaración es el de Hacienda, Enrique Ramos: «Como comprenderán ustedes, hemos examinado los execrables sucesos que todos lamentamos y que, desde luego, han dado lugar a la adopción de diversas medidas y a la actuación judicial que ya ha comenzado, designándose dos jueces especiales. El Gobierno no tiene todavía recopilados todos los datos. Cuando obre en nuestro poder una información completa, el Gobierno facilitará una nota detallada explicando el suceso». El presidente Casares Quiroga, por su parte, elude las preguntas de los periodistas y los remite a las explicaciones que pueda dar el ministro de la Gobernación, «que había ido en aquel momento al Ministerio para informarse debidamente». El ministro de la Gobernación les acababa de decir: «No tengo todavía un relato del suceso, porque no me he podido aún ocupar de ello».
Los periódicos de la tarde salen a la calle con espacios en blanco que han sido suprimidos por la censura. El gobierno, amparado en el estado de alarma que lleva vigente desde las elecciones de febrero, ha decidido redoblarla para evitar que se utilice la palabra «asesinato» para calificar la muerte de Calvo Sotelo y que se conozca la intervención en la misma de fuerzas de orden público. Sin embargo, el diario conservador Ya ha conseguido lanzar una edición extraordinaria que ha escapado al control de la censura. En su primera página aparece un gran titular informando sobre la muerte de Calvo Sotelo y en sus páginas interiores se proporciona abundante información sobre lo sucedido (se decía que entre los autores del crimen figuraban Guardias de Asalto y un capitán de la Guardia Civil, cuyo nombre se desconocía). El gobierno ordena a la policía que recoja todos los ejemplares (pero muchos ya habían sido vendidos pues el éxito de esta edición especial de Ya fue extraordinario) y a continuación decreta su suspensión indefinida bajo la acusación de haber propalado noticias falsas sobre la muerte de Calvo Sotelo —cuando dos periodistas de Ya consiguen que el ministro de la Gobernación les reciba para pedir que se levante la suspensión Juan Moles les dice que cuando telefónicamente les dio permiso para sacar la edición especial no les autorizó para decir que el crimen había sido cometido por guardias de Asalto—. El gobierno hace lo mismo con el también conservador La Época, porque considera una provocación que su director José Ignacio Escobar, marqués de las Marismas, se hubiera negado a sacarlo a la calle cuando la censura le prohibió utilizar el término «asesinato». La Época ya nunca reaparecería, después de casi un siglo de existencia. También por eludir la censura son suspendidos El Día de Alicante y El Lunes de Oviedo.
Cuando a primeras horas de la noche termina la segunda parte de la reunión del Consejo de Ministros que se había reanudado a las seis de la tarde hace pública una breve nota. En lugar de incluir una rotunda condena del asesinato de uno de los dos principales líderes de la oposición y de comprometerse a detener y llevar ante la justicia a los culpables —ni Luis Cuenca ni Fernando Condés fueron nunca detenidos—, la nota se limita a condenar y equiparar (de lo que se quejó Gil Robles) los asesinatos tanto de Calvo Sotelo como del teniente Castillo («El Consejo de Ministros, ante los hechos de violencia y que han culminado en la muerte del oficial de Seguridad señor Castillo y el diputado a Cortes don José Calvo Sotelo, hechos de notoria gravedad, y para cuya execración tiene que formular las más sinceras y encendidas protestas, se cree en el caso de hacer una declaración pública en el sentido de que procederá inmediatamente con la mayor energía y la severidad más clara, dentro de los preceptos de la ley de Orden Público, a tomar todas aquellas medidas que demanda la necesidad de mantener el espíritu de convivencia entre los españoles y el respeto elemental a los derechos de la vida humana») y a informar del nombramiento de un juez especial para cada caso, ambos magistrados del Tribunal Supremo (Enrique Iglesias Portal para el de Calvo Sotelo y Sánchez Orbeta para el de Castillo). Según Luis Romero, parece una nota de circunstancias («Nota anodina», la llamará Gil Robles) que «no responde a la gravedad de los hechos» y en la que no se entra en el fondo del problema (se limita a anunciar que se aplicarán todos los recursos de la ley de Orden Público «allí donde el mal se produzca y sea cualquiera la filiación de sus autores o de sus inspiradores»). Alfonso Bullón de Mendoza comparte esta valoración: «la nota dada a la prensa no podía ser más descorazonadora para quienes esperasen una reacción fulgurante del Ejecutivo, pues en vez de afrontar la gravedad excepcional del caso, el Gobierno redactó un insulso texto en que se equiparaban las muertes de Calvo Sotelo y Castillo, asesinatos que desde un punto de vista humanitario eran igualmente reprobables, pero que evidentemente no tenían la misma relevancia política». En el único párrafo de la nota que parece salirse de esa tónica general de circunstancias se dice:

No hay idea, principio ni doctrina que merezca respeto cuando quienes dicen profesarlas acuden a procedimientos reñidos con la más elemental consideración hacia la existencia de los ciudadanos...

La nota terminaba así:

Incuestionablemente, existe una gran mayoría de españoles amantes de la legalidad republicana, que no se asustan por el progreso de las disposiciones legislativas, y que contemplan con tranquilidad toda obra de justicia social. Estos españoles solo desean que la obra se ejecute en paz, y que su resultado se aprecie como una contribución al progreso de la vida nacional. A la serenidad de ellos acude el Gobierno en estas horas en que en nuestras manos, en las de todos, está el depósito de nuestra civilización, y contando con este concurso imprescindible, tiene la evidencia de que logrará imponer la ley a unos y a otros, para que no triunfe por encima del designio de la República la obra perturbadora de tantos exaltados.

Según Luis Romero, «el Gobierno, a quien se le ha ido de entre las manos el dominio de la situación y que es consciente de su propia debilidad, no acierta a recuperar la iniciativa. Por el momento se ha descargado en el juez de guardia y ahora nombra... un juez especial que entienda del caso y, para restablecer el equilibrio y dejar sentado que la muerte de Calvo Sotelo ha sido consecuencia de la del teniente Castillo, designa... otro magistrado para esclarecer este crimen». Gabriele Ranzato considera que el gobierno cometió un terrible error. «Casares tenía el imperativo de emitir declaraciones de condena del crimen y, sobre todo, de tomar iniciativas para perseguir a los culpables aún más enérgicas de las que normalmente habría adoptado en el caso de cualquier otro magnicidio. No tanto o no solo para alejar de sí la sospecha, sino para tratar de contener la ola de indignación que esa muerte estaba provocando y, que, como no era difícil de entender, estaba llevando el país hacia el precipicio». Además la ausencia de una rotunda declaración por parte del presidente del gobierno podía reforzar la idea difundida en los ambientes derechistas de que él personalmente estaba detrás del magnicidio basándose en la supuesta amenaza de muerte que le había lanzado Casares Quiroga a Calvo Sotelo el 16 de junio en las Cortes («Me es lícito decir después de lo que ha hecho S.S. hoy ante el Parlamento, de cualquier caso que pudiera ocurrir, que no ocurrirá, haré responsable ante el país a S.S.»), aunque al día siguiente ningún periódico interpretó en ese sentido las palabras de Casares Quiroga. Ranzato también considera un error el silencio del presidente de la República Manuel Azaña. Alfonso Bullón de Mendoza, por su parte, considera que «el presidente de la República no supo, como no había sabido en los últimos meses, estar a la altura de las circunstancias».
En la reunión de la Diputación Permanente que tuvo lugar en la mañana del miércoles 15, el líder de la CEDA José María Gil Robles hizo una dura crítica de la respuesta del gobierno al asesinato de Calvo Sotelo:

El Gobierno ¿no tiene que hacer otra cosa que publicar una nota anodina, equiparando casos que no pueden equipararse y diciendo que los Tribunales de Justicia han de entender en el asunto, como si fuera una cosa baladí que un jefe político, que un jefe de minoría, que un parlamentario sea arrancado de noche de su domicilio por unos agentes de la autoridad, valiéndose de aquellos instrumentos que el Gobierno pone en sus manos para proteger a los ciudadanos; que le arrebaten en una camioneta, que se ensañen con él, que le lleven a la puerta del cementerio, que allí le maten y le arrojen como un fardo en una de las mesas del depósito de cadáveres? ¿Es que eso no tiene ninguna gravedad?

Según Gabriele Ranzato, «aquel homicidio parecía destinado a quedar impune, puesto que tanto el gobierno como la magistratura, y cualquier otra autoridad encargada de las indagaciones, estaban mostrando lentitud y pasividad en la persecución de los culpables, realizando solo algunos arrestos de participantes secundarios en la "expedición punitiva", mientras que los culpables principales, cuya identidad no era difícil conocer, habían quedado en libertad». Alfonso Bullón de Mendoza sostiene una posición similar cuando considera «evidente que en los líderes del Frente Popular la preocupación fundamental tras el asesinato de Calvo Sotelo no era encontrar a sus asesinos, sino aplastar el pronunciamiento que tras su muerte creían inevitable». Luis Romero, por su parte, ha destacado que la actuación del Gobierno alimentó la convicción de las derechas (y de otros sectores) de que este había sido quien había ordenado o había sido cómplice del asesinato de Calvo Sotelo. «La torpeza del Gobierno, la intervención de guardias de uniforme y la camioneta empleada, la lenta reacción de Alonso Mallol, los equívocos anteriores relacionados con el cambio de escolta, y aquellas palabras impolíticas e imprudentes de Casares en la sesión del 16 de junio, añadido todo ello a la manera desconcertante de ejercerse la censura, la ocultación física de los responsables y otras causas coadyuvantes, han llevado a aquella convicción no solo a los correligionarios de Calvo Sotelo y demás militantes de la derecha, sino a amplias zonas de la opinión escasamente politizada. Es cierto que las derechas explotan el desgraciado suceso, pero también es verdad que creen con firmeza que el impulso —la orden— procedía de más arriba; y cada cual sitúa el vértice de la pirámide homicida allá donde sus antipatías se hacen más ostensibles. Hay quienes llegan hasta involucrar a Azaña».
La falta de iniciativa del gobierno para condenar rotundamente y esclarecer el asesinato de Calvo Sotelo pudo deberse a las enormes presiones que recibió por parte de los partidos y organizaciones obreras integradas en el Frente Popular, indignadas por el asesinato del teniente Castillo, para que actuara contra las derechas.. Los socialistas por su parte, según Alfonso Bullón de Mendonza, estaban muy interesados en evitar que se conocieran los pormenores del asesinato, porque si estos salían a la luz «la imagen del partido iba a verse muy deteriorada» («uno de los jefes de la Motorizada había liderado el grupo que se presentó en casa de Calvo Sotelo y... uno de los guardaespaldas de Prieto había asesinado al jefe monárquico»). Poco antes de las doce de la noche del lunes 13 se presentaron en el ministerio de la Guerra, donde el presidente del gobierno Casares Quiroga tenía su despacho (pues además de la presidencia ostentaba esa cartera), destacados dirigentes del PSOE (Indalecio Prieto, Juan Simeón Vidarte), la UGT (Manuel Lois Fernández), las JSU (Santiago Carrillo), el PCE (Vicente Uribe) y la Casa del Pueblo de Madrid (Edmundo Domínguez) para ofrecerle todo su apoyo si se producía la sublevación militar que todos pensaban que se iba producir de forma inminente, lo que Casares Quiroga agradece, pero no da importancia a los rumores sobre el posible golpe militar. Horas después, madrugada del martes 14, estas organizaciones (la CNT no había sido invitada a la reunión que mantuvieron) hacen pública una nota conjunta, que según Luis Romero «ata un poco las manos de los ministros frente al esclarecimiento de los hechos y condiciona, en alguna media, su actuación frente a los mismos»:

Conocidos los propósitos de los elementos reaccionarios enemigos de la República y del proletariado, los elementos políticos y sindicales representados por los firmantes se han unido y han establecido una coincidencia absoluta y unánime en ofrecer al Gobierno el concurso y la ayuda de las masas que le son afectas para cuanto signifique defensa del régimen y resistencia contra todo lo que pueda hacerse contra él.

En la actuación contra las derechas el Gobierno sí que cumplió. Cerca de doscientos falangistas y derechistas fueron detenidos y las sedes madrileñas de Renovación Española, el partido de Calvo Sotelo, fueron cerradas. Para dar la «impresión de firmeza y de equidad» también cerró las sedes de la Confederación Nacional del Trabajo que esos momentos estaba sosteniendo una dura pugna con el sindicato socialista UGT por la huelga de la construcción de Madrid que se prolongaba ya más de un mes. De esto se quejó el órgano de la CNT Solidaridad Obrera en su edición del jueves 16 que salió a la calle con los titulares de la primera página censurados y con un tercio del editorial en blanco: «¡Basta ya: solo los locos y los agentes provocadores pueden establecer puntos de contacto entre el fascismo y el anarquismo! [...] No se puede permitir este juego indigno e innoble que debilita las fuerzas de resistencia y ataque al fascismo coincidentes en la lucha contra el enemigo común... Vigilen los socialistas y comunistas el panorama de España, y ellos verán si les conviene denigrar, insultar y desprestigiar a la CNT».
Además, aprovechando el estado de alarma, el gobierno prohibió terminantemente las manifestaciones y reuniones al aire libre y acentuó al máximo la censura de prensa, incluso para los discursos de los diputados en Cortes que hasta entonces habían gozado de inmunidad. Asimismo el gobierno envió una circular el mismo día 13 a todos los gobernadores civiles en la que les conminaba a estar alerta «con motivo de la muerte de Calvo Sotelo»:

Con motivo de la muerte de Calvo Sotelo se tienen noticias de que elementos de afinidades políticas pretenderán de un momento a otro que estalle el movimiento subversivo. Póngase al habla y esté en continúa relación con jefes guardia civil y fuerzas en las que tenga absoluta confianza, controle carreteras, ferrocarriles y accesos, deteniendo elementos que sospeche sean emisarios o agentes de enlace y comunique inmediatamente a este Ministerio actividades que observe y detalles que lleguen a su conocimiento.

Stanley G. Payne va mucho más lejos en cuanto a la importancia de la presión de las izquierdas para explicar la inacción del Gobierno y acusa directamente al socialista Indalecio Prieto, su «aliado número uno», de haber bloqueado con su «veto» «una investigación del crimen» que el Gobierno «había empezado». «Prieto y los suyos continuaron escondiendo a los asesinos de Calvo Sotelo, y existen testimonios de su intervención personal para poner fin a la investigación judicial», afirma Payne. En realidad se trata de un único testimonio, el del teniente de Asalto Alfredo León Lupión, quien en 1981 le dijo a Ian Gibson —a cuyo libro La noche en que mataron a Calvo Sotelo (1982) remite Payne— que en la reunión que mantuvieron Prieto y otros líderes de la izquierda con el presidente del Gobierno hacia las doce de la noche del lunes 13 Casares Quiroga les comunicó su intención de detener a todos los oficiales del Grupo de Guardias de Asalto de Pontejos (el comandante, los cuatro capitanes y los siete tenientes, uno de ellos el propio León Lupión) «porque es un crimen que no se puede ocultar», a lo que Prieto le replicó: «Si usted comete esta tontería, le aseguro que la minoría socialista se marchará del Congreso». Y entonces Casares Quiroga dijo: «Muy bien, muy bien, pero el oficial de Asalto que aparezca con la más mínima culpabilidad, ése es detenido». Alfonso Bullón de Mendoza también utiliza este testimonio recogido en el libro de Gibson —que asimismo cita— para apoyar su conjetura de que «es incluso posible que [Prieto] obstaculizase la investigación». Y a continuación Bullón de Mendoza se remite a la interpretación que hace de este hecho el revisionista Pío Moa, quien ha llegado a afirmar que detrás del asesinato de Calvo Sotelo se encontraba Indalecio Prieto: «De ser verídica, esta relación probaría que si el Gobierno de Casares Quiroga no tomó medidas más espectaculares contra los asesinos de Calvo Sotelo fue porque se lo impidió la presión del PSOE, y en tal caso la responsabilidad  de Prieto en el desencadenamiento de la guerra civil sería difícilmente exagerable, pues habría impedido el único guiño a las derechas que Casares Quiroga estaba dispuesto a hacer». En realidad lo que pretendía el tiniente León Lupión relatando el enfrentamiento entre Casares Quiroga y Prieto era demostrar que el gobierno no estaba involucrado en el asesinato. «Un hombre que toma esta posición [Casares Quiroga] no es un hombre comprometido en el crimen», le había dicho también a Ian Gibson, quien, por otro lado, no hace ninguna interpretación de lo que le ha contado el teniente.
Casares Quiroga llegó a presentarle su dimisión al presidente de la República Azaña, pero este no la aceptó alegando que hacerlo sería como reconocer que había tenido alguna responsabilidad en el crimen. Azaña no hizo caso del consejo que le dio Diego Martínez Barrio, presidente de las Cortes, de que cambiara inmediatamente el gobierno, que actuara contra las derechas y contra las izquierdas extremas «con sanciones duras que evidencien el recobro de todos los resortes del poder. Quizá no disipemos la tormenta, pero lograremos alejarla». Azaña le respondió: «Sé que debo cambiar el Gobierno... Pero hay que esperar. Si aceptara la dimisión que me ha presentado Casares, sería tanto como entregar su honor a la maledicencia que le acusa. No es posible que salte del poder empujado por el asesinato de Calvo Sotelo». En la reunión que mantuvo el Gobierno en el Palacio Nacional a mediodía del jueves 16 presidido por Azaña algunos ministros se manifestaron a favor de dar entrada en el gabinete a alguna personalidad de centro para contribuir así al apaciguamiento que el país necesita. También mostraron su preocupación por la infiltraciones que padecían los aparatos del Estado, como había puesto de manifiesto el asesinato de Calvo Sotelo.

### La respuesta de las izquierdas

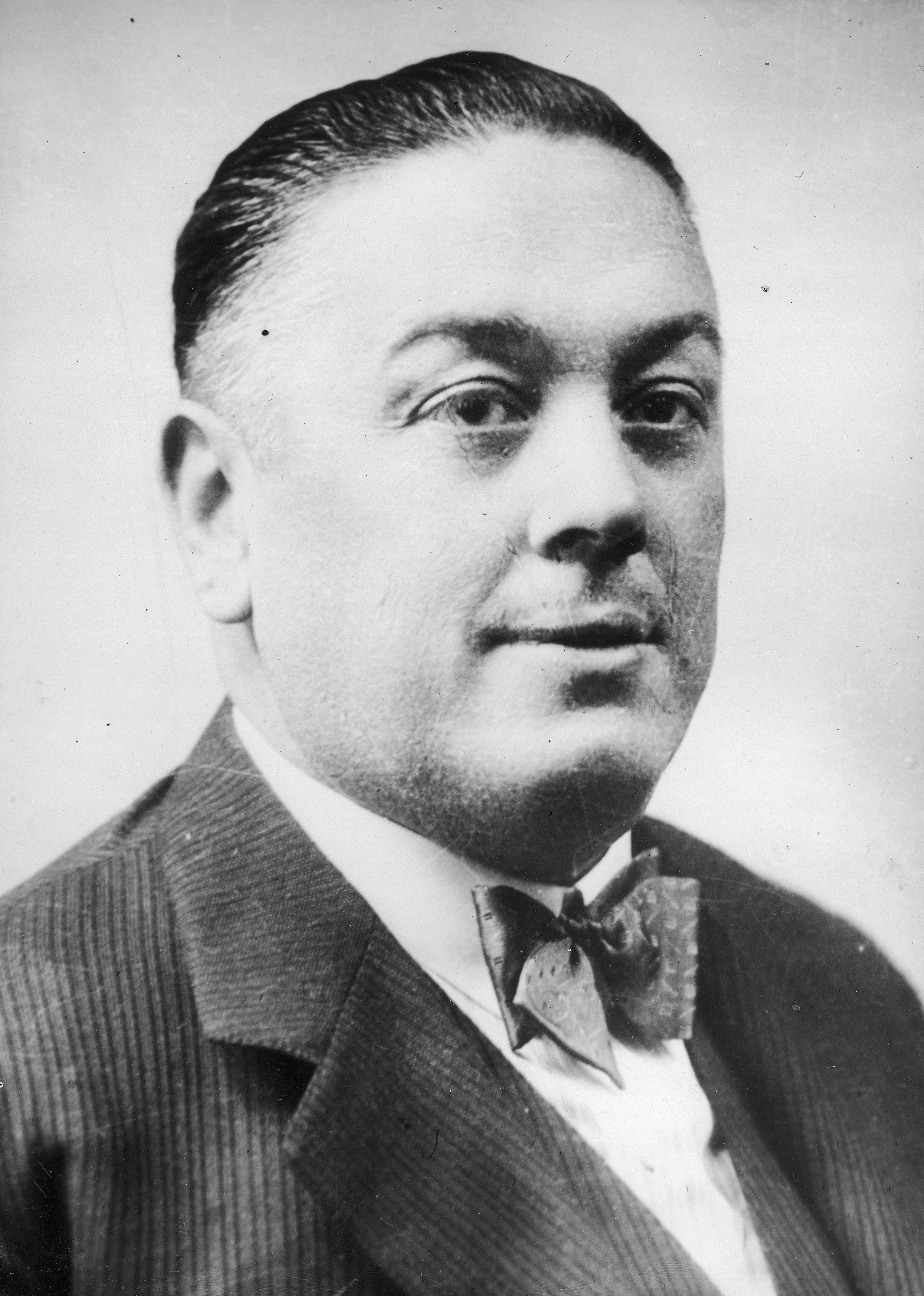
Diego Martínez Barrio, presidente de las Cortes y líder de Unión Republicana. Fue uno de los pocos políticos republicanos de izquierda que al menos en privado valoró la trascendencia del asesinato de José Calvo Sotelo. Intentó sin éxito que Manuel Azaña aceptara la dimisión de Santiago Casares Quiroga y nombrara un nuevo gobierno dispuesto a imponer «sanciones duras que evidencien el recobro de todos los resortes del poder».

A diferencia de la mayoría del resto de los líderes de la izquierda, Diego Martínez Barrio, presidente de las Cortes, quedó completamente conmocionado. Así lo destaca Luis Romero: «dejando de lado familiares, amigos y correligionarios, a una de las personas que más ha afectado lo sucedido y las circunstancias que han venido a agravarlo, es a Diego Martínez Barrio, a pesar de que entre el difunto y él las distancias políticas fueran insalvables...». Lo mismo apunta con matices Alfonso Bullón de Mendoza: fue «uno de los pocos líderes de la izquierda que parece haber lamentado sinceramente el homicidio». En cuanto conoció la noticia del hallazgo del cadáver de Calvo Sotelo le pidió al conde de Vallellano que fuera inmediatamente a su casa. Cuando este llega, acompañado de otros diputados de la minoría monárquica, Martínez Barrio le dice entre lágrimas y con voz entrecortada: «Por los mismos motivos que ustedes y otros muchos que no escaparán a su perspicacia, nadie más que yo deplora esta mancha que cae sobre la República, y cuyas consecuencias nadie podrá prever hasta qué punto alcanzarán». Un periodista del periódico católico El Debate que habló con él poco después escribió que estaba «verdaderamente anonadado por el suceso».
Martínez Barrio no puso al mismo nivel el asesinato de Calvo Sotelo, cuya figura elogió públicamente, y el del teniente Castillo, como sí hicieron la mayoría del resto de líderes de la izquierda, y se abstuvo de establecer una relación de causalidad entre los dos crímenes. También fue uno de los pocos políticos del Frente Popular que fue consciente de que el magnicidio y sus circunstancias obligaban a dar un giro a la política seguida hasta entonces por las izquierdas. Así se lo expuso en privado al presidente de la República Manuel Azaña. Le dijo que creía necesario formar un nuevo gobierno dispuesto a imponer «sanciones duras que evidencien el recobro de todos los resortes del poder». Para no romper el Frente Popular Martínez Barrio no declaró claramente lo que pensaba, pero sí lo hizo de forma velada cuando en la noche del día 13 les dijo a los periodistas (lo que también implicaba una crítica al gobierno): «No es posible que los ciudadanos vean que el Estado no garantiza su seguridad. Todos hemos de poner cuanto esté de nuestra parte para acabar con la situación que este suceso revela...». El diario La Vanguardia en su edición del día siguiente lo expuso más claramente: «O se alza por fin en España un Gobierno guía, un Gobierno que gobierne de veras, imponiéndose y desarmando a todo el mundo, o las aguas torrenciales de la anarquía irán engrosando y subiendo hasta sumergirnos en una ola de barbarie». Por su parte Antoni Rovira i Virgili escribe en La Humanitat, el órgano de prensa de Esquerra Republicana de Cataluña: «Que los gobernantes impongan con energía el cumplimiento de las leyes. Pero que haya orden en la calle, en los lugares de trabajo y en los hogares. Que haya una República auténtica y no un desbarajuste con violencia y con sangre de crímenes». Otro político republicano de izquierdas que fue consciente de la gravedad y de las implicaciones del asesinato de Calvo Sotelo fue Mariano Ansó, quien en sus memorias escribió: «Después del movimiento revolucionario de Cataluña y de Asturias, este crimen era el mayor atentado cometido contra la República. Cuando llegamos a saber que los autores eran militares y agentes del orden público, nuestra indignación subió de punto. De nada nos servía como excusa el que unas horas antes hubiese caído vilmente asesinado el teniente Castillo».
El que se pudo manifestar de forma clara, posiblemente porque no formaba parte de la coalición del Frente Popular, fue Felipe Sánchez Román, amigo de Azaña. Fue el único político republicano de izquierdas que condenó rotunda y públicamente el crimen —había sido compañero de estudios de Calvo Sotelo— diciendo que «la República se había deshonrado para siempre». También fue uno de los pocos que le dio el pésame a la familia. Sin embargo, cuando el también republicano de izquierda Rafael Sánchez Guerra se acercó al domicilio de Calvo Sotelo para firmar en los pliegos de hojas de pésame que se habían dispuesto en el portal fue abucheado y rechazado. Por su parte el grupo parlamentario de Izquierda Republicana exigió que «cesen para siempre las pugnas extremistas por procedimientos reprobables y punibles». En la inmediata posguerra el socialista Julián Zugazagoitia, entonces director del diario El Socialista, reconoció que el asesinato de Calvo Sotelo había sido un hecho «realmente monstruoso».
La prensa republicana progubernamental destacó más el asesinato del teniente Castillo que el de Calvo Sotelo, mientras que la prensa de derechas como ABC y El Debate hacía lo contrario, aunque en inferioridad de condiciones pues el gobierno les prohibió publicar ningún comentario. Uno de los pocos diarios que intentó mantener cierto equilibrio fue Ahora que publicó en portada las fotografías de las dos víctimas y en las páginas interiores calificó las dos muertes de «crímenes abominables».
Política, el órgano oficioso de Izquierda Republicana, puso en primera página en grandes caracteres acompañados de imagen «El teniente de Asalto don José Castillo asesinado por unos pistoleros», mientras le dedicaba un pequeño titular a final de la página al asesinato de Calvo Sotelo que decía: «Muerte violenta del señor Calvo Sotelo. El jefe monárquico es detenido en su domicilio y su cadáver aparece en el cementerio». En el editorial ataca a los reaccionarios que aguardan «la ocasión para dar un asalto al poder», pero también a los exaltados que aplican la ley del talión porque «contribuyen a facilitar banderas a los enemigos del régimen, que, sin cesar en su táctica de error [sic], se presentan como víctimas de la persecución que no existe». El Liberal decía en su editorial dedicado a los dos homicidios: «Si estando en la oposición hacen lo que hacen, ¿qué no harían cuando estuviesen en el poder? Están incapacitados para gobernar los que a falta de los sufragios del pueblo acuden a la violencia. La República seguirá su camino, serena, inconmovible, imponiendo de grado o por fuerza la voluntad nacional». La Libertad escribió: «No aceptamos la violencia, pero tampoco toleramos que se cometan asesinatos del pueblo, ahogándole en oleadas de tiranía y miseria».
El diario socialista caballerista Claridad dedicó toda la portada al asesinato del teniente Castillo y el asesinato de Calvo Sotelo lo relegó a la última página dedicándole solo unas pocas líneas. Mucho más lejos fue el también caballerista El Obrero de la Tierra del 18 de julio —sin que le hubiera dado tiempo a recoger en sus páginas la sublevación del día anterior del ejército en el Protectorado Español de Marruecos— pues justificó el asesinato de Calvo Sotelo al afirmar que su muerte había sido la «consecuencia lógica de estos últimos atentados criminales fascistas» llevados a cabo por «las cuadrillas mercenarias a sueldo de la reacción», y a continuación hizo un llamamiento para la organización de las «Milicias Populares». A los cuadros de las milicias socialistas les conminó a que mantuvieran «constante comunicación entre sí para ayudarse unos a otros y concentrarse donde haga falta a fin de aplastar inexorablemente el fascismo, no bien quiera iniciar su anunciada sublevación contra la República y los trabajadores». Si el fascismo triunfaba, decía El Obrero de la Tierra, «la sangre correrá a torrentes. Y antes de que eso ocurra vale más que corra la suya que la nuestra».
Aún más radical fue la respuesta del Partido Comunista de España (PCE), cuyo secretario general José Díaz una semana antes ya había criticado al gobierno por hacer «concesiones al enemigo, llevado de un absurdo afán de convivencia». El PCE presentó una proposición de ley el mismo día 13 por la tarde (y que fue publicada por Mundo Obrero) donde se pedía nada menos que la supresión de la oposición de derechas («Artículo 1. Serán disueltas todas las organizaciones de carácter reaccionario y fascista, tales como Falange Española, Renovación Española, CEDA, Derecha Regional Valenciana y las que, por sus características, sean afines a estas, y confiscados los bienes muebles e inmuebles de tales organizaciones, de sus dirigentes e inspiradores»), el encarcelamiento de sus dirigentes («Art. 2. Serán encarceladas y procesadas sin fianza todas aquellas personas conocidas por sus actividades reaccionarias, fascistas y antirrepublicanas») y la confiscación de su prensa («Art. 3. Serán confiscados por el Gobierno los diarios El Debate, Ya, Informaciones, ABC y toda la prensa reaccionaria de provincias»). Lo «justificaba» en el preámbulo de la proposición donde hacía responsables a «los elementos reaccionarios y fascistas, enemigos declarados de la República», del «asesinato de los mejores defensores del pueblo y del régimen» (en referencia al teniente Castillo) y a los que acusaba de «conspirar contra la seguridad» del «pueblo».
Por su parte el PSOE, cuya Comisión Ejecutiva estaba controlada por los centristas de Indalecio Prieto, convocó una reunión de las fuerzas obreras a la que asistieron el PCE, la Casa del Pueblo de Madrid, las JSU y la UGT. En la nota conjunta que se hizo pública en la madrugada del martes 14 de julio se ofreció el apoyo al gobierno para la «defensa del régimen». Por la mañana apareció publicado en El Liberal de Bilbao, propiedad de Prieto, un artículo suyo titulado «Apostillas a unos sucesos sangrientos» que fue reproducido al día siguiente, total o parcialmente, por toda la prensa favorable al gobierno. El artículo, que según Luis Romero impresionó «a los lectores de ambos bandos y al público en general», comenzaba relatando la serie de «crímenes políticos» que de un signo y de otro se venían produciendo en Madrid desde los incidentes durante el entierro de Anastasio de los Reyes —alabando de paso la actuación en los mismos del teniente Castillo— para pedir a continuación que se les pusiera fin: «Digo simplemente que, por el honor de todos, esto no puede continuar». Después informaba de la reunión de las organizaciones obreras destacando que habían dejado de lado sus diferencias para hacer frente al «enemigo» —«todas las discordias quedaron ahogadas. Frente al enemigo, la unión», escribe—. El artículo terminaba con la siguiente advertencia:

Si la reacción sueña con un golpe de estado incruento, como el de 1923, se equivoca de medio a medio. Si supone que encontrará al régimen indefenso, se engaña. Para vencer habrá de saltar por encima del valladar humano que le opondrá las masas proletarias. Será, lo tengo dicho muchas veces, una batalla a muerte, porque cada uno de los dos bandos sabe que el adversario, si triunfa, no le dará cuartel. Aun habiendo de ocurrir así, sería preferible un combate decisivo a esta continua sangría.

En cuanto ese mismo martes 14 por la tarde llegaron a Madrid Francisco Largo Caballero y el resto de miembros de la dirección de UGT que habían viajado a Londres para asistir al Congreso de la Internacional Sindical Socialista manifestaron que no se solidarizaban con la nota conjunta que había suscrito el miembro de la ejecutiva que se había quedado en España. La razón era que los caballeristas no reconocían a la Comisión Ejecutiva del PSOE controlada por los centristas a la que consideraban «facciosa». Finalmente aceptaron reunirse con la ejecutiva del PSOE y el resto de organizaciones obreras del Frente Popular el 16 de julio, un día antes de que se iniciara la sublevación militar, para no desautorizar a su representante en la primera reunión, pero el enviado por la UGT manifestó que no podía tomar acuerdo alguno sin consultar con su ejecutiva. En el documento que finalmente se aprobó, con la abstención de la UGT, se instaba a preparar en toda España comités obreros para organizar «milicias populares», solicitar al gobierno armas para ellas y depurar a los militares. Incluso se ofrecía al Gobierno poderse integrar en esos comités —una especie de «sóviets armados», según Stanley G. Payne—. «El lenguaje político de todos había cambiado. Como el PSOE sabía que no podía proponer a los caballeristas entrar en el Gobierno, por eso acordaron, con la anuencia comunista, defender la República desde órganos de poder exclusivamente obreros y armados. Desde tal propuesta el Estado quedaba inerme, porque los socialistas no acudían a socorrerlo integrándose en él, sino que lo defenderían desde órganos propios de poder, hasta el punto de que los representantes de los partidos del Gobierno podían participar en ellos, sin considerar que eran esos gubernamentales los que tenían que exigirles defender al Estado dentro de sus instituciones y no mediante poderes paralelos».

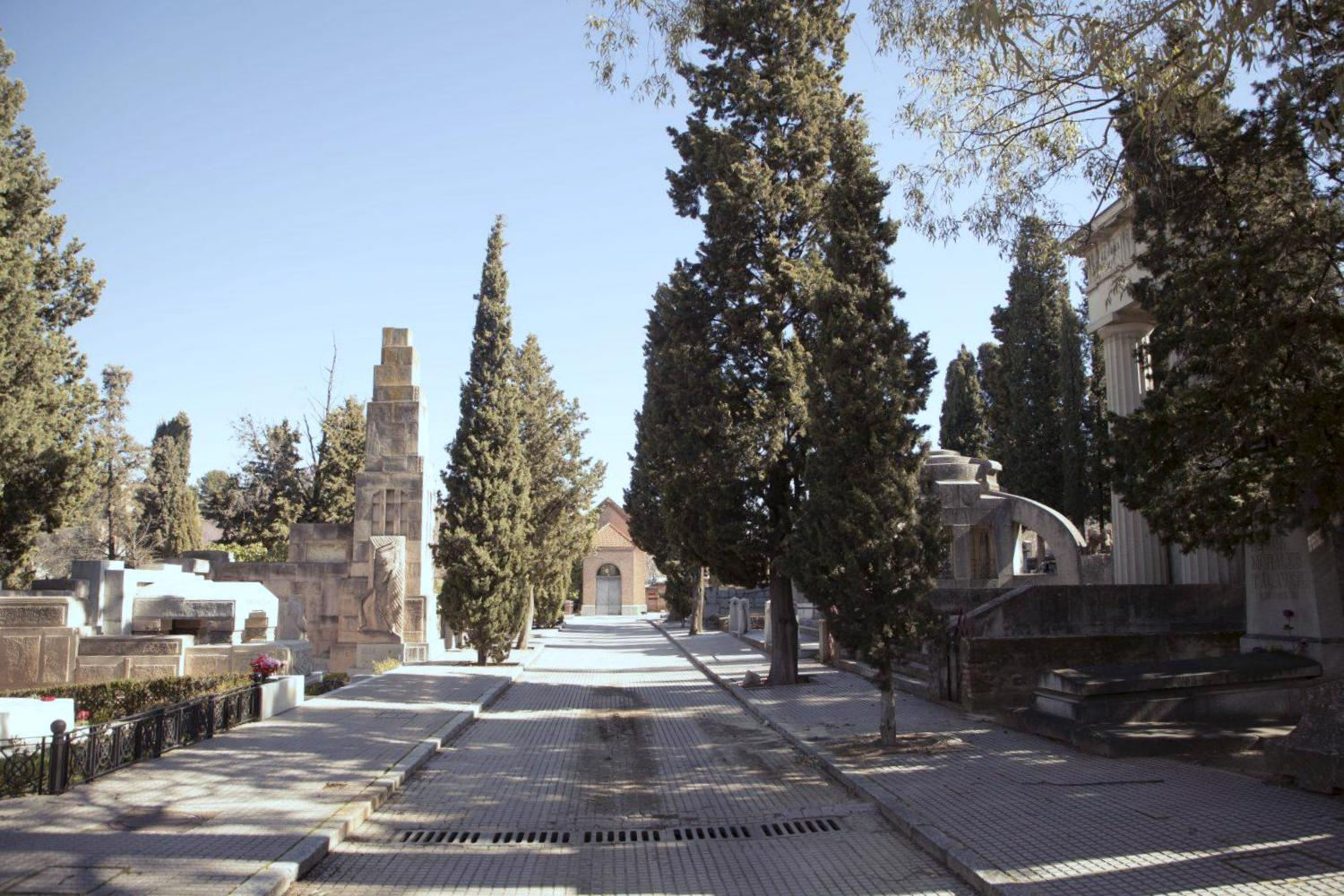
Cementerio civil de Madrid donde fue enterrado el teniente Castillo.

El entonces director del diario El Socialista y diputado Julián Zugazagoitia, del sector prietista, recordó en el exilio nada más acabar la guerra que «en mis compañeros no había unanimidad para juzgar el atentado. Escuché de uno de ellos la siguiente opinión: —La muerte de Calvo Sotelo no me produce ni pena ni alegría. Para poder condenar ese atentado sería menester que no se hubieran producido los que abatieron a Faraudo y a Castillo. En cuanto a las consecuencias de que ahora se habla, no creo que debamos temerlas. La República tiene de su parte el proletariado, y esa adhesión la hace, si no intocable, sí invencible. Si las derechas levantan bandera de rebeldía será llegado el momento de ejemplarizarlas con una lección implacable». La misma confianza había mostrado unos días antes el líder del sector radical del PSOE Francisco Largo Caballero, quien en un mitin celebrado en Madrid antes de viajar a Londres había dicho: «Si se quieren proporcionar el gusto de dar un golpe de Estado por sorpresa, que lo den... A la clase obrera no se le vence». Durante su estancia en Londres Largo Caballero había reiterado en unas declaraciones al diario News Chronicle (el artículo se titulaba: «Interviú con uno de los hombres más importantes de la España actual, que acaso llegue a alcanzar tanta fama como Lenin») la estrategia política que había concebido desde que aceptó incorporarse al Frente Popular: «Cuando fracase [el Gobierno republicano] nosotros le sustituiremos y entonces será nuestro programa y no el suyo el que se llevará a cabo». También concedió otra entrevista al Daily Express en la que se le llamaba el «Lenin español». El principal ideólogo del caballerismo Luis Araquistain escribió en una carta a su hija (o a su mujer) nada más conocer el asesinato de Calvo Sotelo: «Creo que Caballero tendría que ser el presidente o no aceptaríamos otra cosa. [...] Me parece que entramos en la fase más dramática de la República. O viene nuestra dictadura o la otra».
El entierro del teniente Castillo, que se celebró en el cementerio civil de Madrid en la mañana del martes 14 de julio, constituyó una gran manifestación de fuerza de las organizaciones obreras. «La amenaza de una sublevación contra la República pesaba aquella mañana en todos los ánimos», recordó muchos años después un joven estudiante de Medicina, simpatizante socialista, que asistió al funeral. Cuando terminado el funeral los que habían participado en él salieron del cementerio civil se toparon con los que acudían al entierro de Calvo Sotelo en el cementerio del Este. «La avenida de Daroca [que comunica ambos cementerios] estaba  abarrotada de gente de los dos bandos. Hubo enfrentamientos, gritos, amenazas, puños en alto y saludos romanos. El ambiente no podía estar más crispado». Esa misma noche Indalecio Prieto escribió un artículo titulado «La España actual reflejada en el cementerio» que fue publicado al día siguiente por su diario El Liberal de Bilbao. En él decía:

Son tan profundas nuestras diferencias, que ya no pueden estar juntos ni los vivos ni los muertos. Parece como si los españoles, aun después de muertos, siguen aborreciéndose. Los cadáveres de don José del Castillo y don José Calvo Sotelo no podían ser expuestos en el mismo depósito. De haberlos juntado se habrían acometido ferozmente ante ellos sus respectivos partidarios, y al depósito le hubiera faltado especio para la exposición de nuevas víctimas.

### La conmoción en las derechas (y en los sectores liberales): el funeral

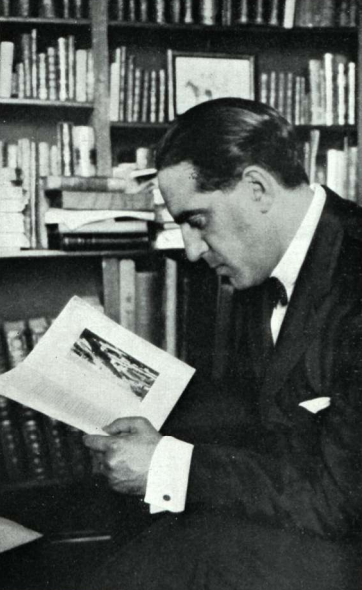
Gregorio Marañón en 1931, cuando era miembro de la Agrupación al Servicio de la República. Quedó conmocionado por el asesinato de Calvo Sotelo. Le escribió a Marcelino Domingo el día 16: «España está avergonzada e indignada, como no lo ha estado jamás» (cursiva en el original).

La conmoción —e indignación— causada por el asesinato de Calvo Sotelo se extendió por toda España («la clase media española quedó estupefacta ante este asesinato del líder de la oposición parlamentaria realizado por miembros de la policía regular, aun cuando pudiera sospechar que la víctima había estado implicada en una conspiración contra el Estado», comenta Hugh Thomas), y no sólo entre los sectores conservadores. La familia recibió innumerables telegramas de pésame de todas partes, se celebraron funerales en muchas localidades, se colgaron crespones negros y miles de personas acudieron al portal del domicilio de Calvo Sotelo en la calle Velázquez 89 o a las sedes de Renovación Española para firmar en las hojas que se habían dispuesto para protestar por el magnicidio. En ellas escribieron encendidas frases como «¡Tu sangre salvará España!», «Ahora más que nunca ¡viva Calvo Sotelo!» o la falangista «¡Arriba España!». La prensa conservadora, tanto la de la capital como la de fuera de Madrid, le dedicó amplio espacio a la noticia, aunque con las limitaciones que había impuesto la censura ordenada por el gobierno. El Pueblo Manchego, diario católico de Ciudad Real, publicó un editorial el día 15 de julio en el que se preguntaba «¿Qué va pasar aquí?» y afirmaba: «en guerra estamos. El que lo dude no se sabe ver ni calar las realidades de España». A continuación planteaba la necesidad de formar un «Frente Nacional». «Lo es porque la vida de España está seriamente amenazada» y «para resistir el empujón revolucionario... y vencerlo». Los Colegios de Abogados de Madrid y de Barcelona acordaron escritos de protesta (los abogados que los firmaron serían «depurados» por las autoridades republicanas durante la guerra civil). El Colegio de Zaragoza envió un telegrama a la familia de Calvo Sotelo, firmado por el decano Monterde, que decía: «Consternados monstruoso asesinato insigne, glorioso español, virtuoso compañero toda su vida, protesto indignación intensa, impía, cruel vergüenza nacional. Dios acoja misericordioso alma mártir patria que sirva de ejemplo sus últimos defensores»),
Los sectores liberales que habían apoyado a la República también quedaron conmocionados, especialmente por la falta de respuesta del gobierno. Gregorio Marañón, uno de los antiguos integrantes de la Agrupación al Servicio de la República, le escribió a Marcelino Domingo el día 16: «El Gobierno da la sensación de una lenidad increíble, nos sonroja y nos indigna a los que luchamos contra la Monarquía. [...] España está avergonzada e indignada, como no lo ha estado jamás» (cursiva en el original). Entre muchos dirigentes centristas o conservadores se instaló la idea de que el estado no era capaz de controlar a sus fuerzas de seguridad, aun cuando quisiera hacerlo. «Lerroux, o Cambó, o incluso Gil Robles, pensaron que a partir de entonces no podían ser leales a un Estado que no podía garantizar sus vidas. El presidente de la asociación de estudiantes católicos, Joaquín Ruiz Giménez, que antes había defendido la línea de la no-violencia, decidió que Santo Tomás habría aprobado una rebelión considerándola justa» Alejandro Lerroux escribió en sus memorias: «Al dejar impune el crimen habían demostrado [los miembros del gobierno], por lo menos, su impotencia para reprimirlo y castigarlo». El exministro radical Salazar Alonso escribió en una carta a un amigo el mismo día 13 de julio: «Se confirma el vil asesinato de Calvo Sotelo. ¡Qué espanto! ¡Pero ante este crimen hay que reaccionar como hombres...!».
Desde la cárcel de Alicante donde se encontraba preso, el líder de Falange Española de las JONS José Antonio Primo de Rivera utilizó el asesinato de Calvo Sotelo como justificación del golpe de Estado el mismo día, 17 de julio, en que había comenzado (dos días antes le ha enviado una carta al general Mola urgiéndole a que inicie el levantamiento y ha redactado un manifiesto para cuando este se produzca que comienza diciendo: «Un grupo de españoles, soldados unos y otros hombres civiles, no quiere asistir a la total disolución de la patria. Se alza hoy contra el Gobierno traidor, inepto, cruel e injusto que lo conduce a la ruina...»):

Llevamos soportando cinco meses de oprobio. Una especie de banda facciosa se ha adueñado del Poder. Desde su advenimiento no hay hora tranquila, ni hogar respetable, ni trabajo seguro, ni vida resguardada... Y si algo falta para que el espectáculo alcanzase su última calidad tenebrosa, unos agentes del Gobierno han asesinado en Madrid a un ilustre español, confiado al honor y a la función pública de quienes lo conducían. La canallesca ferocidad de esta última hazaña no halla par en la Europa Moderna y admite el cotejo con las más negras páginas de la Checa rusa. [...] Este es el espectáculo de nuestra Patria en la hora justa en que las circunstancias del mundo la llaman a cumplir otra vez un gran destino.

Una reacción similar es la que tuvo el exrey Alfonso XIII quien en una carta al conde de los Andes, uno de los enlaces monárquicos en el golpe de Estado que se estaba fraguando, le escribió:

Calvo Sotelo es la muerte premeditada obedeciendo a un plan con todos los indicios de complicidad del Gobierno. [...] Si ahora no se lanza reaccionando el Ejército ante un crimen de uno de sus oficiales empleando la fuerza me parece nos podemos preparar a ver caer uno tras otro a todos los que puedan hacer algo.

El entierro se celebró el día 14 a las cinco de la tarde en el cementerio del Este, solo unas horas después del sepelio del teniente Castillo en el cementerio civil de Madrid, aledaño a aquel. El cadáver de Calvo Sotelo había sido amortajado con el hábito de franciscano, tal como había dispuesto en su testamento, y la parte baja del féretro aparecía cubierta con una bandera monárquica. La guardia de honor estuvo formada por muchachos provenientes de la diferentes Juventudes de los partidos de derecha. Junto a la viuda  y al resto de la familia, estuvieron presentes los dirigentes y los diputados de las organizaciones de derechas (José María Gil Robles, Antonio Goicoechea, Melquíades Álvarez, Joan Ventosa, José Martínez de Velasco, Pedro Sainz Rodríguez, entre otros muchos) además de miembros destacados de la aristocracia y de las clases altas. También algunos militares de alta graduación, como el general Kindelán. Se rezó el rosario mientras el féretro era llevado a la sepultura. Asistieron al entierro miles de militantes y de simpatizantes de las derechas, buena parte de los cuales hicieron el saludo fascista. El vicepresidente, el secretario primero y el Oficial Mayor de las Cortes intentaron asistir al funeral, pero al llegar al cementerio fueron abucheados y casi agredidos por muchos de los asistentes, entre ellos, según Hugh Thomas, «señoras muy bien vestidas, que gritaban que no querían tener nada que ver con parlamentarios», y tuvieron que marcharse. Algunos les gritaron «¡Mueran las Cortes!». También hubo vivas a la Guardia Civil, que había sido desplegada en el cementerio y en sus inmediaciones. Entre las muchas coronas de flores que acompañan al féretro hay una encargada por el exrey Alfonso XIII. Antonio Goicoechea, líder de Renovación Española, fue el encargado de pronunciar el discurso de despedida del difunto (la censura prohibió que fuera reproducido por los periódicos):

No te ofrecemos que rogaremos a Dios por ti; te pedimos que ruegues tú por nosotros. Ante esa bandera colocada como una cruz sobre tu pecho, ante Dios que nos oye y nos ve, empeñamos solemne juramento de consagrar nuestra vida a una triple labor: imitar tu ejemplo, vengar tu muerte y salvar a España, que todo es uno y lo mismo; porque salvar a España será vengar tu muerte, e imitar tu ejemplo será el camino más seguro para salvar a España.

Después del entierro, que el socialista centrista Julián Zugazagoitia lo consideró «una declaración de guerra al Estado», muchas de las personas que abandonan el cementerio desfilan brazo en alto y algunas entonan el himno falangista Cara al Sol. Una parte de ellas, entre los que predominan los jóvenes, deciden dirigirse en manifestación al centro de Madrid. A la altura de la plaza de Manuel Becerra, les corta el paso un destacamento de la Guardia de Asalto. Se producen cargas, carreras e incidentes, pero los manifestantes logran reorganizarse y continuar avanzando por la calle de Alcalá. Muchos había sido cacheados por los guardias para asegurarse que no llevaban armas. Cuando llegan al cruce con la calle General Pardiñas —o al cruce con la calle Goya, según otras versiones— suena un tiro e inmediatamente los guardias que ocupaban una o dos camionetas descienden y comienzan a disparar. Mueren dos de los manifestantes y varios resultan heridos de gravedad. Los incidentes se prolongan por el centro de la capital. En la calle de Montera una persona resulta gravemente herida por un disparo. Según diversos periódicos, el balance final es de entre dos y siete muertos y numerosos heridos». Ningún guardia fue alcanzado por un disparo. Esta actuación desproporcionada de las fuerzas de orden público provocó las protestas de tres oficiales de la Guardia de Asalto, que por esta razón fueron arrestados. Otros reclamaron una investigación más exhaustiva del asesinato de Calvo Sotelo e incluso estuvieron a punto de amotinarse. También fueron arrestados por sus oficiales algunos suboficiales y guardias de Asalto del Cuartel de Pontejos, la mayoría pertenecientes a la  2ª Compañía (la del teniente Castillo) y a la 5ª, por mostrar su descontento porque se les culpara de forma indiscriminada del asesinato del líder monárquico.
Al día siguiente, miércoles 15, la censura no impidió que el diario monárquico ABC publicara una esquela por la muerte de Calvo Sotelo que ocupaba toda la primera página y en la que aparecía la palabra «asesinado». En ella se decía: «José Calvo Sotelo, ex ministro de Hacienda y diputado a Cortes. Murió asesinado en la madrugada del 13 de julio de 1936. RIP. Su familia, las fuerzas nacionales que representaba, sus amigos y correligionarios, ruegan una oración por el eterno descanso de su alma».

### La reunión de la Diputación Permanente de las Cortes

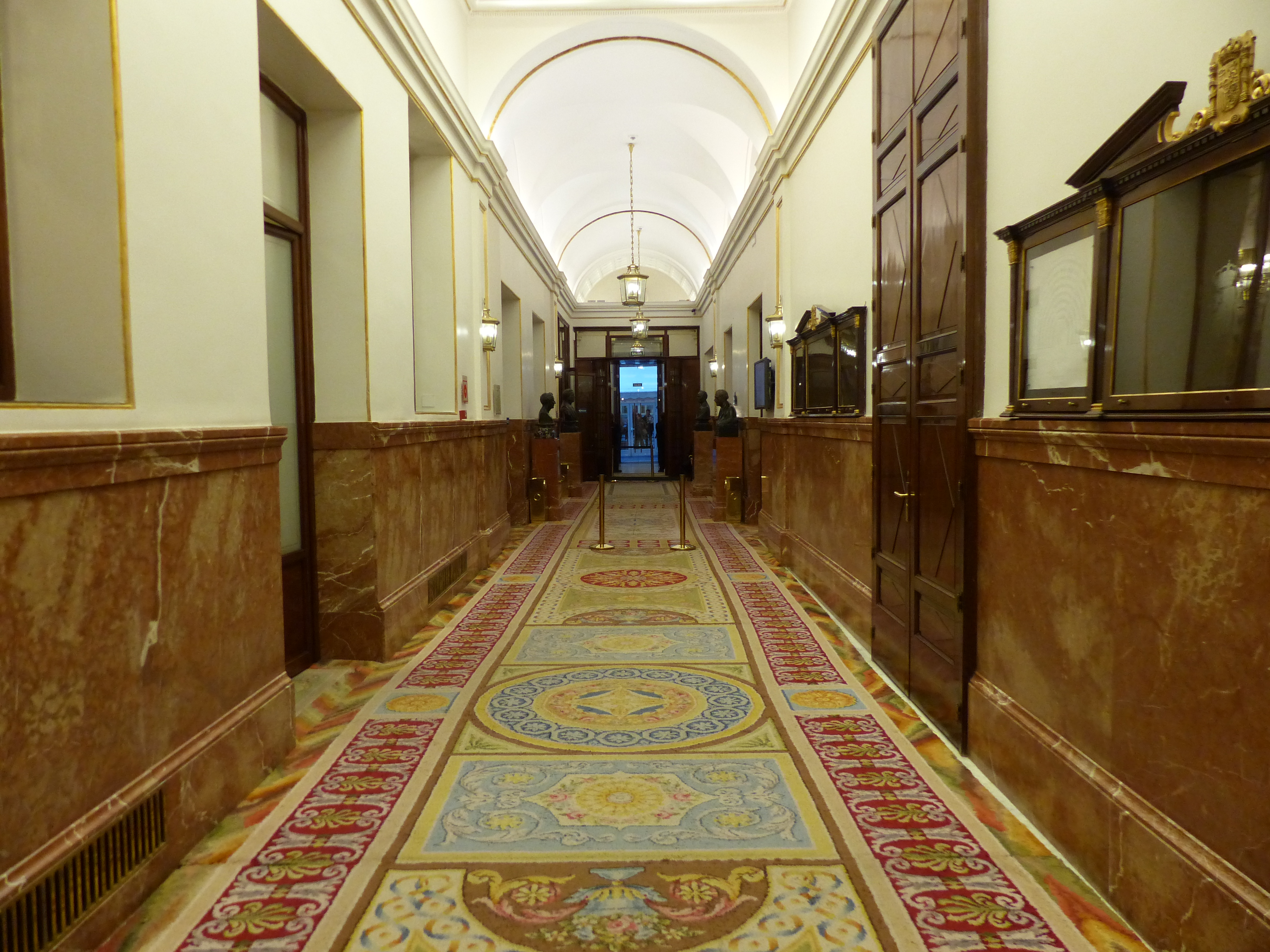
Interior del Palacio de las Cortes, donde tuvo lugar la reunión de la Diputación Permanente.

Tanto el Gobierno como el presidente de las Cortes estuvieron de acuerdo en que hasta que los ánimos se calmaran había que suspender sus sesiones. Pero como la CEDA se opuso, porque quería que se celebrara una sesión ordinaria para debatir lo que había ocurrido («Comunique usted a los autores de la muerte de Calvo Sotelo que esta noche duermo en casa, por si quieren venir a asesinarme», le dijo Gil Robles a Martínez Barrio cuando se negó a que las Cortes fueran suspendidas; «Eso es llamarnos asesinos», le replicó el segundo; «Tómelo usted por donde quiera», le contestó el primero), se tuvo que recurrir a un decreto del presidente de la República Manuel Azaña quien en uso de la prerrogativa que le concedía el artículo 81 de la Constitución de 1931 («El presidente de la República... podrá suspender las sesiones ordinarias del Congreso en cada legislatura solo por un mes en el primer periodo y por quince días en el segundo») las suspendió durante ocho días. Sin embargo, el Gobierno no pudo eludir la reunión de la Diputación Permanente porque el 15 de julio se cumplía el plazo de un mes de vigencia del estado de alarma, y este había que renovarlo cada treinta días. Diego Martínez Barrio, presidente de las Cortes, tenía la esperanza de que no hubiera incidentes al ser mucho menor el número de diputados presentes (veintidós, solo siete de ellos de derechas).
Hacia las once y media de la mañana del miércoles 15 de julio se inició la reunión de la Diputación Permanente. Sorprendió que no estuviera presente el presidente del gobierno Santiago Casares Quiroga. En su lugar asisten el ministro de Estado Augusto Barcia Trelles y el ministro de la Gobernación Juan Moles. Tras la lectura de la proposición de prórroga del estado de alarma Martínez Barrio cede la palabra al representante de la derecha monárquica Fernando Suárez de Tangil, conde de Vallellano. Este lee una declaración que ha sido redactada por Pedro Sainz Rodríguez, quien más adelante afirmaría que «era una declaración correcta de forma, pero de una enorme violencia». La brutal acusación aparece en el segundo párrafo: el asesinato de Calvo Sotelo —«honra y esperanza de España», «vocero de las angustias que sufre nuestra patria»— ha sido un «verdadero crimen de Estado» —los monárquicos acababan de señalar al Gobierno como el instigador o cómplice del crimen, aunque como reconoció años más tarde Sainz Rodríguez no tenía ninguna prueba, ni la tenía entonces, pero a pesar de ello la calificación de «crimen de Estado» se mantuvo durante los cuarenta años de la dictadura franquista—.
Según Ian Gibson, «se trataba, pues, de utilizar la muerte del jefe monárquico para desacreditar aún más a un Gobierno odiado. No importaba que el asesinato no hubiera sido, en realidad, un crimen de Estado, es decir ordenado por el Gobierno. Lo imprescindible era hacer creer que lo había sido. Los monárquicos, cuando dieron el visto bueno al documento... sabían que dentro de unos días estallaría la sublevación». De hecho, dos semanas antes, el 1 de julio, Pedro Sainz Rodríguez en persona, con el conocimiento de Antonio Goicoechea y de Calvo Sotelo, había firmado en Roma la compra de 43 aviones de combate con su correspondiente armamento y munición (y combustible y piezas de recambio), por un valor de 39,3 millones de liras (616 000 libras). Por encima incluso de la operación del Dragon Rapide, esta compra de aviones a la Italia fascista fue, según Ángel Viñas, «la aportación operativa más importante que llevaron a cabo los monárquicos de cara a los preparativos finales del golpe de Estado» y significaba que los monárquicos no se preparaban para un golpe de Estado, sino «para dirimir una corta guerra». Estos aviones fueron los que hicieron posible que el general Franco trasladara el Ejército de África a la península, un hecho decisivo en su victoria en la guerra civil española.
El documento redactado por Sainz Rodríguez y leído por el conde de Vallellano continuaba diciendo que el asesinato de Calvo Sotelo era un crimen «sin precedentes en nuestra historia política», ya que «había sido ejecutado por los propios agentes de la autoridad» y después se ampliaba la responsabilidad del «crimen de Estado» a todas las fuerzas políticas que apoyaban al Gobierno (recordando la amenaza que le lanzó a Calvo Sotelo el socialista Ángel Galarza, pero sin mencionar su nombre): «Y esto ha podido realizarse merced al ambiente creado por las incitaciones a la violencia y al atentado personal contra los diputados de derechas que a diario se profieren en el Parlamento. "Tratándose de Calvo Sotelo, el atentado personal es lícito y plausible", han declarado algunos». Seguidamente se lanzaba un despiadado y «maquiavélico» ataque contra el presidente del gobierno Casares Quiroga, tras mencionar la supuesta amenaza que este le había hecho a Calvo Sotelo en las Cortes el 16 de junio:

¡Triste sino el de este gobernante, bajo cuyo mando se convierten en delincuentes los agentes de la autoridad! Unas veces es la represión criminal de Casas Viejas sobre unos campesinos humildes; otras, como ahora, atentando contra un patriota y político insigne, verdadera gloria nacional; es a él a quien ha correspondido la triste suerte de hallar en cuerpos honorables núcleos más o menos numerosos de asesinos.

La declaración acababa anunciando la retirada de los monárquicos de las Cortes, pero al mismo tiempo su compromiso con «quien quiera salvar a España»:

Nosotros no podemos convivir ni un momento más con los amparadores y cómplices morales de este acto. No queremos engañar al país y a la opinión internacional aceptando un papel en la farsa de fingir la existencia de un Estado civilizado y normal, cuando en realidad desde el 16 de febrero vivimos en plena anarquía, bajo el imperio de una monstruosa subversión de todos los valores morales, que ha conseguido poner la autoridad y la justicia al servicio de la violencia y el crimen.
No por esto desertamos de nuestros puestos en la lucha empeñada, ni arriamos la bandera de nuestros ideales. Quien quiera salvar a España y su patrimonio moral como pueblo civilizado, nos encontrará los primeros en el camino del deber y del sacrificio.

El presidente de las Cortes Diego Martínez Barrio le rogó a Suárez de Tangil que no abandonara inmediatamente la sala porque quería «hacer unas manifestaciones respecto al contenido del documento que acaba de leerse», a lo que el diputado monárquico accedió: «las atenciones y deferencias que oficial y particularmente debemos en este trágico caso al señor presidente me obligan a cumplir sus indicaciones». Martínez Barrio inició su intervención diciendo que comprendía «el estado de dolor del señor Suárez de Tangil y de la representación parlamentaria en cuyo nombre acaba de leer ese documento», pero a continuación advirtió de que tras examinar detenidamente el documento excluiría del Diario de Sesiones aquellas manifestaciones «que suponen una exacerbación de las pasiones, unas acusaciones sobre las que no quiero entrar, pero que en estos instantes solo el enunciarlas contribuirían a envenenar los ánimos aún más de lo que se hallan». «No lo tome el señor Suárez de Tangil ni la representación de sus grupos a descortesía, a falta de atención y, en lo que tienen de humano, a ausencia de colaboración y solidaridad con el dolor que experimentan, que nos es común, sino a previsión, obligada, mucho más en quien en estos instantes las circunstancias le han deparado obligaciones tan amargas como las que sobre mí pesan». Finalizó diciendo: «Espero y deseo que la retirada parlamentaria de los grupos de Renovación Española y tradicionalista, que han delegado su derecho en su señoría, sea transitoria...». Suárez de Tangil cumplió con su propósito y abandonó la sala.
Martínez Barrio ordenó eliminar del Diario de Sesiones la frase clave: un «verdadero crimen de Estado». Y también las duras acusaciones dirigidas contra el presidente del Gobierno Casares Quiroga: no aparece consignada la frase «y el Presidente del Consejo ha amenazado a Calvo Sotelo con hacerle responsable a priori, sin investigación ulterior, de acontecimientos fáciles de prever que pudieran producirse en España»; y es eliminado todo el párrafo que empezaba diciendo «¡Triste sino el de este gobernante...» y acababa con la frase «...la triste suerte de hallar en cuerpos honorables núcleos más o menos numerosos de asesinos» (toda la cita en cursiva). También suprimió la referencia a «el crimen» del penúltimo párrafo de la declaración (en cursiva en la cita). Gil Robles protestó con dureza y amenazó con abandonar las Cortes: «Tacharlas [las palabras del Sr. Suárez de Tangil], hacer que no lleguen al acta, que no sean transcritas en el Diario de Sesiones, es algo que significa un atentado al derecho, que nunca ha sido desconocido, de las minorías,...».

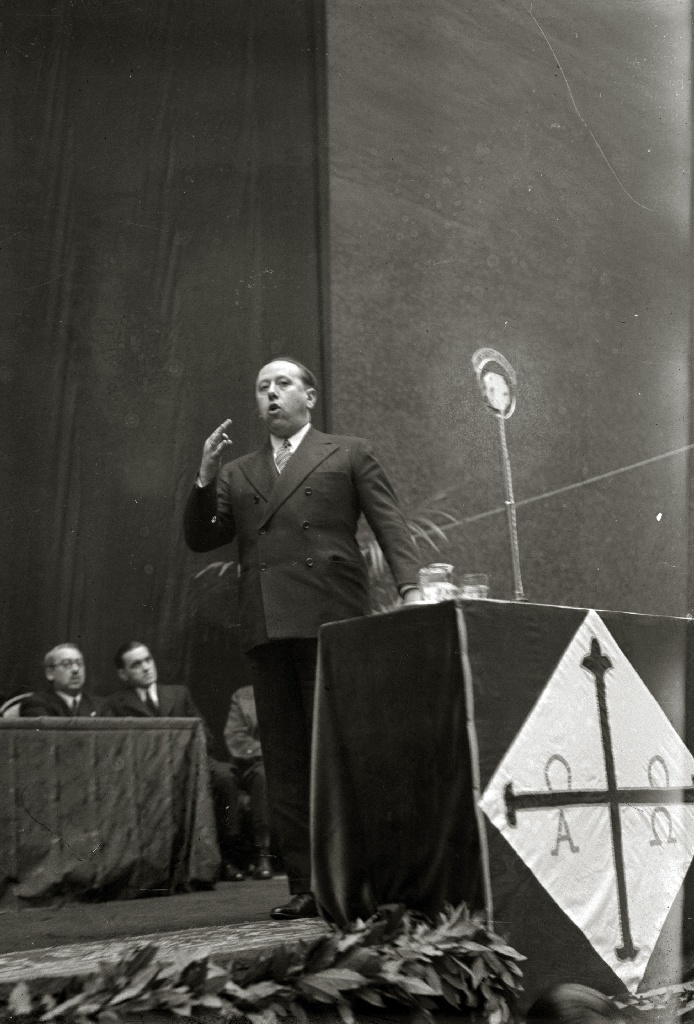
José María Gil Robles en un mitin de la CEDA en el Frontón Urumea de San Sebastián en 1935 (en la parte delantera de la mesa aparece el logo de la CEDA). Según Gabriele Ranzato, su intervención en la sesión de la Diputación Permanente «fue, por su eficacia y elocuencia, su último gran servicio a la causa de la sublevación».

Tras una breve intervención del ministro de Estado Augusto Barcia lamentando la muerte de Calvo Sotelo, toma la palabra el líder de la CEDA José María Gil Robles, cuya intervención, según Gabriele Ranzato, «fue, por su eficacia y elocuencia, su último gran servicio a la causa de la sublevación». Su discurso, según Luis Romero, «es agresivo y acusatorio; parlamentariamente hablando ya no se complementa con Calvo Sotelo, se ha fundido con él». Gil Robles comienza denunciando que el estado de alarma ha sido utilizado por el gobierno como «elemento de persecución» contra la oposición, para a continuación desmarcarse de la acusación de «crimen de estado» que acababan de hacer los monárquicos. «Lejos de mi ánimo el recoger acusaciones en globo, y mucho menos lanzar sobre el Gobierno, sin pruebas, una acusación calumniosa de pretender que el Gobierno esté directamente mezclado en un hecho criminal de esta naturaleza», dice. Pero alude a la amenaza pronunciada por el diputado socialista Ángel Galarza («¿Es que acaso estas palabras no implican una excitación, tan cobarde como eficaz, a la comisión de un delito gravísimo? ¿Es que ese hecho no implica responsabilidad alguna para los grupos y partidos que no desautorizaron esas palabras?»), a la declaración de Casares Quiroga sobre la beligerancia del gobierno sobre el fascismo («Cuando desde la cabecera del banco azul se dice que el Gobierno es beligerante, ¿quién puede impedir que los agentes de la autoridad lleguen en algún momento hasta los mismos bordes del crimen?») y a su supuesta amenaza a Calvo Sotelo del día 16 de junio («equivale a señalar, a anunciar una responsabilidad "a priori", sin discernir si ha incurrido o no en ella»), por lo que  en el orden político y moral sí considera al Gobierno responsable de lo ocurrido y, lo que es aún más grave, lo acusa de patrocinar la violencia:

Así como vosotros estáis total y absolutamente rebasados, el Gobierno y los elementos directivos, por la masas obreras, que ya no controláis, así nosotros estamos ya totalmente desbordados por un sentido de violencia, que habéis sido vosotros los que habéis creado y estáis difundiendo por toda España. [...] Vosotros como gobierno, aunque no tengáis la responsabilidad criminal directa ni indirecta en el crimen, sí tenéis la enorme responsabilidad moral de patrocinar una política de violencia que arma la mano del asesino; de haber, desde el banco azul, excitado la violencia; de no haber desautorizado a quienes desde los bancos de la mayoría han pronunciado palabras de amenaza y de violencia contra la persona del Señor Calvo Sotelo. Eso no os lo quitaréis nunca; podéis, con la censura, hacer que mis palabras no lleguen a la opinión.. ¡Ah! pero tened la seguridad de que la sangre del señor Calvo Sotelo está sobre vosotros, y no os la quitaréis nunca... Si vosotros estáis, con habilidades mayores o menores, paliando la gravedad de los hechos, entonces la responsabilidad escalonada irá hasta lo más alto... y alcanzará a todo el sistema parlamentario y manchará de barro y de miseria y de sangre al mismo régimen.[...] Todos los días, por parte de los grupos de la mayoría, por parte de los periódicos inspirados por vosotros, hay la excitación, la amenaza, la conminación a que hay que aplastar al adversario, a que hay que realizar con él una política de exterminio. A diario la estáis practicando: muertos, heridos, atropellos, coacciones, multas, violencias... Este periodo vuestro será el período máximo de vergüenza de un régimen, de un sistema y de una Nación. Nosotros estamos pensando seriamente que no podemos volver a las Cortes a discutir una enmienda, un voto particular... No; el Parlamento está ya a cien leguas de la opinión nacional; hay un abismo entre la farsa que representa el Parlamento y la honda y gravísima tragedia nacional. Nosotros no estamos dispuestos esa farsa. Vosotros podéis continuar; sé que vais a hacer una política de persecución, de exterminio y de violencia de todo lo que signifique derechas. Os engañáis profundamente: cuanto mayor sea la violencia, mayor será la reacción; por cada uno de los muertos surgirá otro combatiente. Tened la seguridad —esto ha sido ley constante en todas las colectividades humanas— de que vosotros, que estáis fraguando la violencia, seréis las primeras víctimas de ella... Ahora estáis muy tranquilos porque veis que cae el adversario ¡Ya llegará un día que la misma violencia que habéis desatado caerá sobre vosotros! [...] Y dentro de poco vosotros seréis en España el gobierno del Frente Popular del hambre y de la miseria, como ahora, lo sois de la vergüenza, del fango y de la sangre.

En otro pasaje de su discurso había justificado implícitamente la sublevación que se estaba preparando:

Este clamor que nos viene de campos y ciudades indica que está creciendo eso que en términos genéricos habéis dado en denominar fascismo; pero que no es más que el ansia, muchas veces nobilísima, de libertarse de un yugo y de una opresión que en nombre del Frente Popular el Gobierno y los grupos que le apoyan están imponiendo a sectores extensísimos de la opinión nacional. Es un movimiento de sana y hasta santa rebeldía, que prende en el corazón de los españoles y contra el cual somos totalmente impotentes los que día tras día y hora tras hora nos hemos venido parapetando en los principios democráticos, en las normas legales y en la actuación normal. [...] Cuando la vida de los ciudadanos está a merced del primer pistolero, cuando el Gobierno es incapaz de poner fin a ese estado de cosas, no pretendáis que las gentes crean ni en la legalidad ni en la democracia; tened la seguridad de que derivarán cada vez más por los caminos de la violencia, y los hombres que no somos capaces de predicar la violencia ni aprovecharnos de ella seremos lentamente desplazados por otros más audaces y más violentos que vendrán a recoger este hondo sentir nacional.

Según Ranzato, frente al formidable desafío que las derechas acababan de realizar «la respuesta del gobierno y de los partidos que lo sostenían resulta inadecuada, dilatoria e inconsistente. Habría sido necesaria la intervención de un jefe de gobierno capaz de rebatir punto por punto, de manifestar indignación por el asesinato de unos de los máximos representantes de la oposición y de prometer solemnemente el rápido castigo de sus autores, pero, al mismo tiempo, de denunciar el intento de la derecha de aprovechar ese delito para incitar, a su vez, a la violencia y a la rebelión». Pero el presidente del gobierno Casares Quiroga no había acudido a la reunión de la Diputación Permanente («fue un error político gravísimo, y tuvo el efecto de parecer dar cierta razón a los que le acusaban de complicidad en el asesinato del jefe monárquico», afirma Ian Gibson), y en nombre del gobierno le respondió a Gil Robles el ministro de Estado Augusto Barcia, «minimizando, eludiendo y oponiéndole a veces una torpe defensa», según Ranzato. Contestando con «dignidad y mesura», según Ian Gibson. «Un discurso vacuo», según Alfonso Bullón de Mendoza. Tras reprocharle a Gil Robles haberse expresado en términos «verdaderamente monstruosos», Barcia recurrió al argumento, utilizado en innumerables ocasiones por las izquierdas, de hacer responsable último de los desórdenes a los gobiernos de centro-derecha del bienio anterior, una de cuyas figuras más destacadas había sido el líder de la CEDA. A continuación defendió la actuación del Gobierno en el esclarecimiento del asesinato de Calvo Sotelo alegando que había tomado «absolutamente todas la medidas que podía y tenía en sus manos, y tomadas están, e inmediatamente buscar el Juez de máxima garantía y de máxima jerarquía para que, entrando a fondo, sin detenerse en nada, llegando hasta donde tenga que llegar, esclarecerlo todo». También intervino, brevemente, el ministro de la Gobernación, Juan Moles, quien en lugar «de aclarar por lo menos todos los aspectos relativos al papel desarrollado —antes, durante y después de los hechos— por las fuerzas de policía», se limitó a decir que había varios miembros de la Guardia de Asalto detenidos y separados del servicio, sin dar más detalles. Añadió la falsedad («una reflexión que no tenía pies ni cabeza», según Alfonso Bullón de Mendoza) de que los dos agentes que custodiaban el domicilio de Calvo Sotelo habían opuesto resistencia a los que intentaban entrar en el edificio y de que les habían «exigido determinadas garantías» para permitirles el paso. Según Ranzato, el gobierno perdió su última ocasión de «librarse del lastre de la extrema izquierda que les arrastraba hacia el fondo... por medio de una clara separación de responsabilidades».

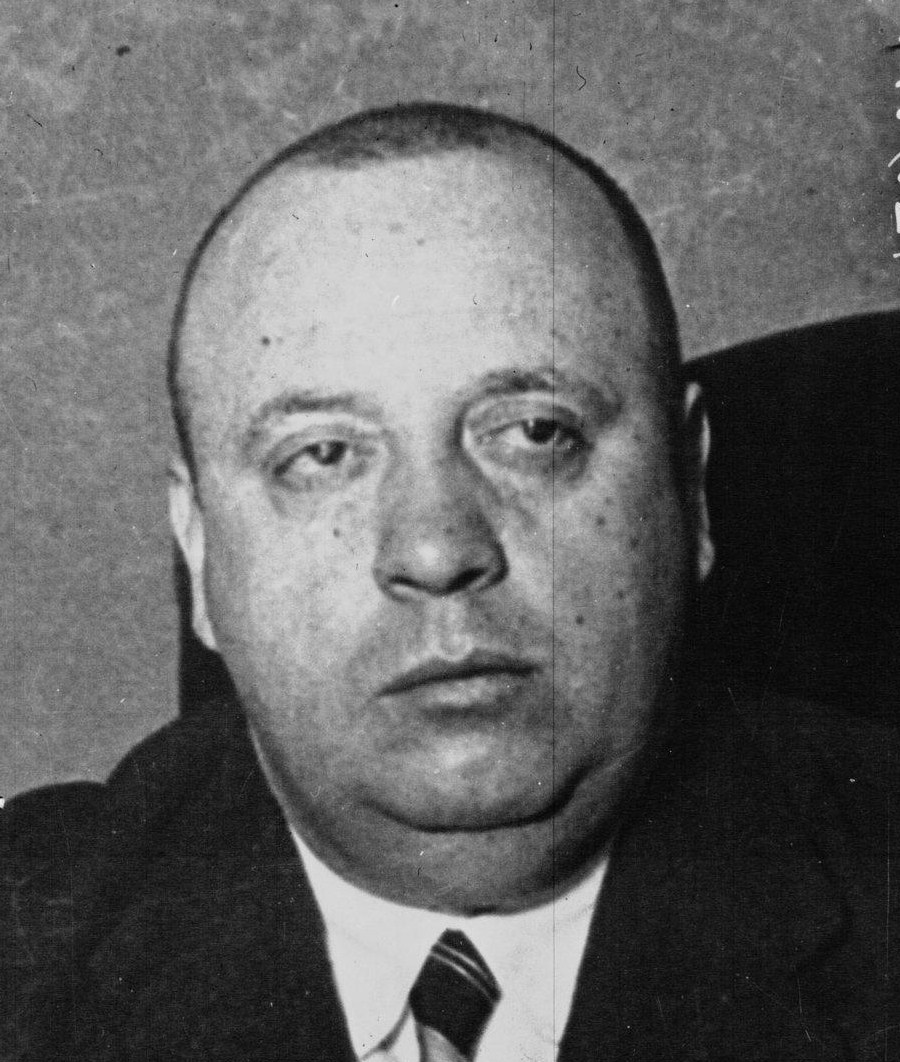
Indalecio Prieto, líder del sector centrista del PSOE. Respondió al discurso de Gil Robles recurriendo al argumento de que la violencia de aquel momento era la consecuencia de «las enormes ferocidades cometidas con ocasión de la represión de los sucesos de octubre de 1934» llevada a cabo por el gobierno radical-cedista.

Según Ranzato, tampoco aprovechó la oportunidad de desmarcarse de la extrema izquierda el socialista moderado Indalecio Prieto, tal vez apesadumbrado por el hecho de que quienes habían cometido el asesinato de Calvo Sotelo no eran exaltados largocaballeristas, sino hombres de su escolta. Según Alfonso Bullón de Mendoza, Prieto «perdió una ocasión maravillosa de callarse» porque su discurso fue un ejemplo extremo de «cinismo», ya que, según este historiador, desde el mismo día del asesinato Prieto ya sabía quienes habían asesinado a Calvo Sotelo y los estaba encubriendo. Dirigiéndose a Gil Robles, Prieto volvió a recurrir al argumento de la izquierda de que la violencia de aquel momento era la consecuencia de «las enormes ferocidades cometidas con ocasión de la represión de los sucesos de octubre de 1934»: «Entonces no calculasteis que habíais sembrado una planta cuyo tóxico os había de alcanzar también a vosotros. Ninguno de nosotros ha aprobado los hechos que se están ahora realizando, los condenamos y los deploramos... pero... su señoría no tiene derecho a creer sus manos totalmente limpias y pulcras de responsabilidad mientras porfía para enfangar las de los demás». Prieto lo argumentó así:

Sagrada era la vida del Sr. Calvo Sotelo, indiscutiblemente, pero no más, para nosotros, que la de cualquier ciudadano que haya caído en condiciones idénticas, y cuando S.S. imputaba al Gobierno y a las fuerzas parlamentarias que le asisten ser causantes, en un orden u otro, con responsabilidad directa o indirecta, según quiera su señoría, de dicho suceso, acontecía que en su imaginación no había sino una línea de víctimas... Nosotros las abarcamos todas, absolutamente todas y por igual... El caso de Sirval es exactamente igual al de Calvo Sotelo... Los desmanes de la fuerza pública, los crímenes de individuos pertenecientes a la fuerza pública, la falta de respeto a la vida humana en España no empezó el 16 de febrero... En España empezó el presente ominoso periodo en la época de vuestro mandato, no sé si bajo vuestra inspiración, pero, por lo menos, bajo vuestro silencio y vuestro encubrimiento.

Lo cierto es que Prieto, que en los últimos meses había sido uno de los pocos líderes de la izquierda que había denunciado la violencia de sus correligionarios, desde principios de julio había cambiado su discurso (tal vez porque «veía venir la guerra inexorablemente», según Ranzato). El 2 de julio la Comisión Ejecutiva del PSOE, que Prieto controlaba, había manifestado que «si se nos invita a combates de violencia, la violencia será nuestro sistema. Mañana mismo que surgiera la coyuntura, nuestra voz se alzaría para pedir al proletariado que se pusiera en pie de guerra». El 9 de julio Prieto había publicado en su periódico El Liberal de Bilbao un artículo en el que hacía un llamamiento a «correligionarios y amigos» a «vivir precavidos» y «estar alerta» «por si llega el momento» de emplear «nuestra fuerza». También se dirigió al Gobierno: «Hombre prevenido vale por dos y el Gobierno prevenido vale por cuarenta». Tres días después, el 12 de julio, la víspera del asesinato de Calvo Sotelo, había reiterado, de nuevo en El Liberal: «Estén seguros de que al lanzarse ['quienes desde el campo adversario preparan el ataque'] se lo juegan todo, absolutamente todo. Como nosotros hemos de hacernos a la idea de que tras nuestra derrota no se nos dará cuartel. La contienda, pues, si al fin surge, se ha de plantear en condiciones de extrema dureza».
La réplica de Gil Robles a Prieto fue contundente: «Decía el señor Prieto que había que medir las responsabilidades de cada uno. Yo tengo ganas de que se hable aquí de todo, para que se midan también las responsabilidades de su señoría y la de todos aquellos que prepararon el movimiento revolucionario y desencadenaron la catástrofe sobre la República, sobre Asturias, para que se ponga en claro las crueldades tremendas que en la revolución se produjeron...».
José Díaz, secretario general del Partido Comunista de España, tras recordar de nuevo la «represión de Asturias», en la que «con el consentimiento del Gobierno, se llevaron a aquella región tropas moras para que pasaran por el filo de sus gumias a los mineros españoles», le lanza una advertencia a Gil Robles en relación con su supuesta implicación en el complot que pretende acabar con la República: «¡Tened cuidado! Todos nos hallamos vigilantes a fin de que no podáis llevar a cabo vuestros intentos...». Por otro lado acusa al Gobierno de tibieza al «quedarse corto, al no meter mano a fondo a los elementos responsables de la guerra civil que hay en España», entre los que señala directamente a la CEDA. Termina diciendo dirigiéndose a los diputados de derechas: «Aquí estamos, las fuerzas obreras en primer término, para apoyar al Gobierno, y después para impedir que vuestros intentos de llevar a España a la catástrofe sean logrados».
Interviene a continuación el centrista Manuel Portela Valladares quien, según Luis Romero, «es quizá el único de los oradores que se mantiene neutral». Comunica que no apoyará la prórroga del estado de alarma porque al haberse declarado beligerante el Gobierno no lo podrá aplicar «con serenidad, con mesura, sin pasión, con igualdad». Por su parte el diputado de la Lliga Joan Ventosa lanza un ataque «inmisericorde, aunque realista», contra el presidente del Gobierno Casares Quiroga a quien considera la persona menos adecuada «para restablecer la convivencia civil entre los españoles y para poner término a la guerra civil que existe». Al igual que los monárquicos y que Gil Robles, recuerda también «los tumultos [parlamentarios] producidos por elementos que forman parte de la minoría gubernamental, de la cual han partido insultos, injurias, ataques e incitaciones al atentado personal constantemente». Y subraya que el atentado contra Calvo Sotelo no tiene comparación con otros por tratarse «del representante de una fuerza de opinión en pugna con la que está en el Gobierno, que es asesinado por quienes aparecen como agentes de este Gobierno». Ventonsa termina diciendo que tampoco apoyará la prórroga del estado de alarma. Después interviene José María Cid, del Partido Agrario Español, que recuerda la amenaza vertida en sede parlamentaria contra Calvo Sotelo por el diputado socialista Ángel Galarza (amenaza a la que también se había aludido, sin nombrar al diputado, en la declaración de los monárquicos). Finalmente se vota la prórroga del estado de alarma que queda aprobada por trece votos contra cinco y una abstención (la de Portela Valladares). En cuanto se levanta la sesión Gil Robles, como ya lo han hecho o están a punto de hacerlo otros miembros destacados de las derechas, abandona Madrid. Vuelve en coche a Biarritz de donde había venido nada más conocer el asesinato de Calvo Sotelo.
Ese mismo día por la tarde el diario socialista caballerista Claridad respondía a la afirmación de Gil Robles, en tonos amenazantes e irónicos, de que el estado de alarma no había servido para acabar con la violencia: «Si el estado de alarma no puede someter a las derechas, venga cuanto antes una dictadura del Frente Popular. Es la consecuencia lógica e histórica del discurso del señor Gil Robles. Dictadura por dictadura, la de izquierdas. ¿No quiere este gobierno? Pues sustitúyale un gobierno dictatorial de izquierdas. ¿No quiere el estado de alarma? Pues concedan las Cortes plenos poderes. ¿No quiere la paz civil? Pues sea la guerra civil a fondo. ¿No quieren el Parlamento? Pues gobiérnese sin Parlamento. Todo menos un retorno de las derechas. Octubre fue su última carta y no volverán a jugar más». El artículo traslucía la confianza que tenían los socialistas de todas las tendencias, y la izquierda obrera en general, de que el «proletariado» sería capaz de vencer en una previsible guerra civil que estimaban corta.

### El impacto en los militares
El asesinato de Calvo Sotelo provocó que los últimos militares indecisos o indiferentes se sumaran a la rebelión dándole el impulso definitivo. Entre los militares ya comprometidos con la conspiración el magnicidio y sus circunstancias excitaron tanto los ánimos que el general Mola tuvo que desplazarse el día 14 desde Pamplona a Logroño para impedir que la clandestina Unión Militar Española (UME) se sublevara, junto con Falange, el día 16. Además varios militares llegaron a preparar un complot para secuestrar al presidente de la República Manuel Azaña que se descartó finalmente por la inminencia de la sublevación.
Eduardo González Calleja ha señalado que «el magnicidio no provocó el levantamiento militar, pero aumentó la determinación de los conjurados y animó a dar el paso a los que aún dudaban en participar en la asonada que se preparaba». Un análisis que es compartido por otros historiadores, como José Luis Rodríguez Jiménez que afirma que «el atentado no fue en absoluto determinante para los preparativos del golpe que estaba a punto de estallar, pero profundizó la grieta existente en la vida política, envuelta de una tensión ya muy difícil de disimular. Además, quienes llevaban largo tiempo planificando un golpe de Estado iban a ver como se incrementaba el número de los que apostaban por la opción insurreccional». Joan Maria Thomàs, por su parte, afirma que el asesinato de Calvo Sotelo resultó «decisivo a la hora de concitar un mayor apoyo de los generales y oficiales al golpe y, sobre todo, a la de concitar apoyos a éste entre sectores de la población». También indujo a la pasividad a militares de orientación democrática a la hora de defender la República. Luis Romero afirma: «El 13 de julio, la conspiración está muy avanzada, a punto de estallar el movimiento rebelde, pero la conmoción que produce la muerte de Calvo Sotelo ejerce definitiva influencia en la fijación final de la fecha, en decidir a vacilantes y en los acontecimientos posteriores». Ian Gibson considera que el asesinato «les dio a los rebeldes —cuyos planes conspiratorios estaban ya muy adelantados el 13 de julio— una nueva e inmejorable justificación para el Movimiento ante la opinión mundial. Convenció a los militares aun vacilantes que había llegado la hora de tomar decisiones tajantes». El militar republicano Jesús Pérez Salas escribió en sus memorias lo siguiente sobre el impacto que tuvo en el Ejército el asesinato de Calvo Sotelo:

No sé de quien pudo partir la idea de cometer semejante atropello [el asesinato de Calvo Sotelo]; pero sí diré, que ni elegido por los rebeldes podían haberlo hecho mejor que los que lo cometieron. [...] Si aplicándole la ley del Talión los allegados, compañeros o correligionarios del teniente Castillo, hubiesen disparado contra Calvo Sotelo en la calle o donde lo hubiesen encontrado, solo hubiera sido un acto más de terrorismo, que se sumaba a los muchos que se habían llevado a cabo aquel verano. La impresión que este acto hubiera causado en el Ejército habría sido desde luego deplorable, y como consecuencia, habría constituido un paso más hacia la intervención de éste en el levantamiento... Pero en forma alguna pudiera haber constituido la gota de agua que hizo rebasar el vaso... Pero cuando fueron revelados sus detalles y se supo que habían intervenido en el mismo las fuerzas de Orden Público, la reacción fue tremenda. Los dirigentes supieron aprovechar rápidamente el estado de ánimo de la oficialidad para poner en práctica sus planes. [...] Es inútil tratar de restar importancia al hecho. Si las fuerzas de Orden Público, en las que descansan los derechos y la seguridad de los ciudadanos, son capaces de ejecutar actos de esta naturaleza, prueban evidentemente su absoluta falta de disciplina y el olvido de su sagrada misión. Claro está que sólo fueron unos cuantos guardias y dos oficiales los que intervinieron en tal reprobable acto; pero que éstos se hubieran atrevido a dar semejante paso, es un síntoma de la descomposición de esas fuerzas o de parte de ellas, a las que se sabía contagiadas por el virus de la política.[...]
Quizá hubiera podido evitarse la acción posterior del Ejército, mediante una rápida y enérgica intervención del Gobierno republicano, castigando a los ejecutores [del delito] y, sobre todo, expulsando del Cuerpo de Seguridad al núcleo contaminado, para dar así la sensación al país de que el Gobierno se hallaba dispuesto a terminar con el terrorismo de cualquier parte que procediese.

El historiador norteamericano Stanley G. Payne le concede aún más importancia al asesinato de Calvo Sotelo pues considera que este magnicidio, que según él supuso «el fin del sistema constitucional» republicano, fue el que decantó a los militares a sublevarse. «El asesinato de Calvo Sotelo fue el catalizador necesario para transformar una conspiración floja en una rebelión violenta que podía disparar una lucha masiva», afirma Payne. Alfonso Bullón de Mendoza sostiene la misma tesis pues considera que la conspiración militar «había empezado sus pasos hacía varios meses... pero en pasos vacilantes, dados en buena medida por gentes que tan sólo deseaban un pretexto para no sublevarse». Sin embargo, tras conocer el asesinato de Calvo Sotelo y sus circunstancias «fueron muchos los militares que entonces decidieron sumarse al alzamiento, hasta el punto que es muy posible que sin el asesinato de Calvo Sotelo la sublevación, que en cualquier caso habría estallado en breves días, se hubiese convertido en una nueva sanjurjada».

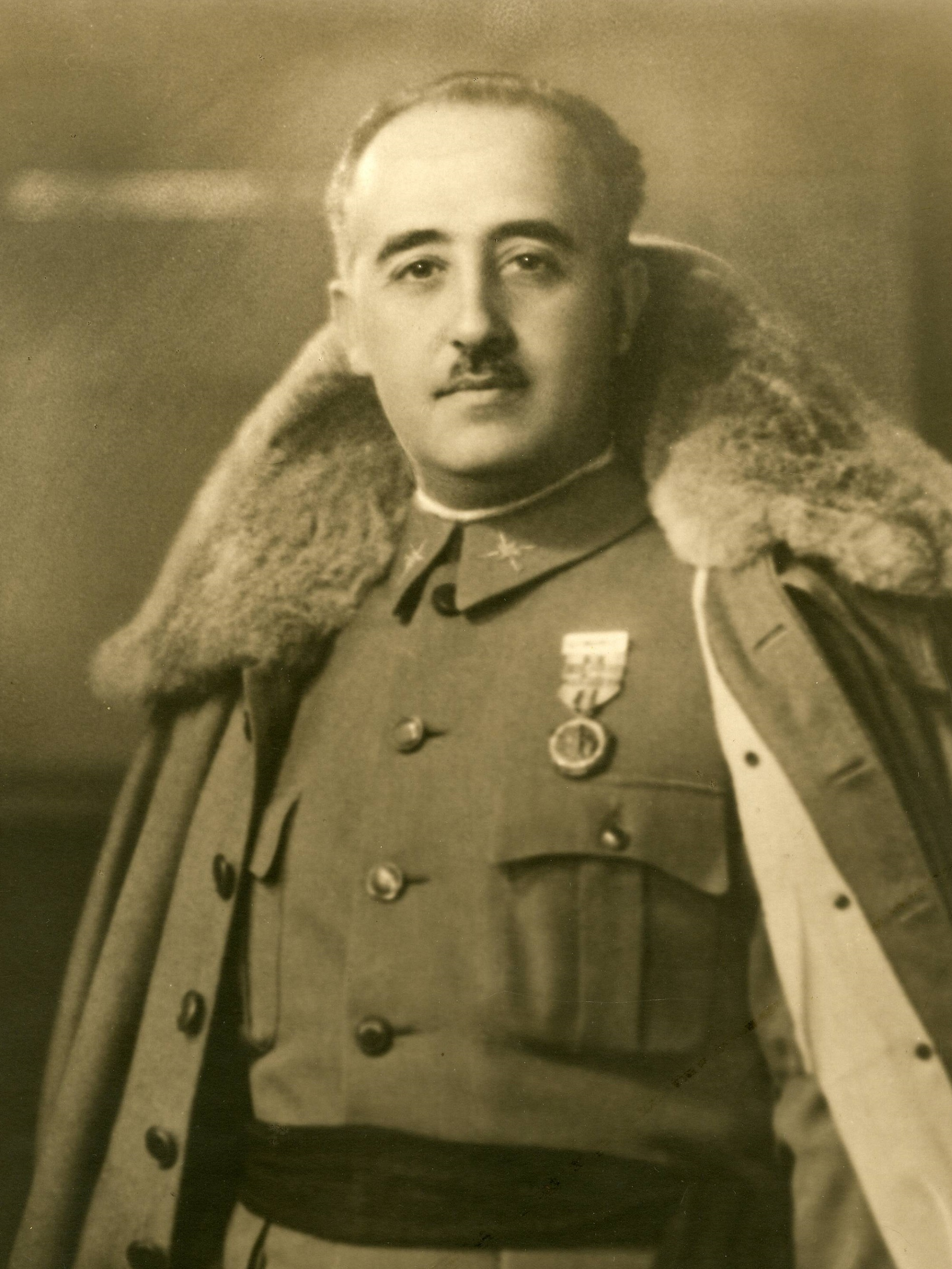
El general Franco estuvo informado de la conspiración dirigida por el general Mola a la que no se sumaría hasta el último momento (tras conocer el asesinato de Calvo Sotelo).

Tanto Payne como Bullón de Mendoza aportan como prueba el cambio de actitud del general Franco («la situación límite de la que siempre había hablado como el único factor que podía justificar una rebelión armada finalmente se había producido... Había llegado el momento en que el cauteloso general había decidido que era aún más peligroso no rebelarse que rebelarse», afirma Payne). Ambos recuerdan que solo un día antes del asesinato había vuelto a manifestar sus dudas sobre la participación en la sublevación. Bullón de Mendoza afirma que «Franco, cuyo prestigio en el Ejército es difícil exagerar, no era desde luego un conspirador entusiasta, y además pensaba que los preparativos de Mola era bastante chapuceros, motivo por el cual, al igual que otros muchos militares, tenía serias dudas sobre las posibilidades de triunfo del golpe que se preparaba». Por esa razón el 12 de julio Franco envió un mensaje a Mola, a través del coronel Valentín Galarza, en el que le decía «geografía poco extensa», «que no significaba otra cosa que la necesidad de aplazar el golpe hasta que estuviese debidamente preparado», según Bullón de Mendoza. El mensaje del general Franco causó una enorme consternación en el general Mola que tuvo que cambiar algunas instrucciones y que llegó a plantearse enviar al general Sanjurjo a Marruecos, para que fuera él el que encabezara la rebelión en el Protectorado. Pero tras conocer el asesinato de Calvo Sotelo y sus circunstancias, la posición del general Franco dio un giro radical. El 14 de julio, al día siguiente del magnicidio, comunicó a Mola su participación en la sublevación. Según su primo y ayudante Francisco Franco Salgado-Araujo, Franco afirmó «con gran indignación» «que ya no se podía esperar más y que perdía por completo la esperanza de que el gobierno cambiase de conducta al realizar este crimen de Estado, asesinando alevosamente a un diputado de la nación valiéndose de la fuerza de orden público a su servicio». Luis Romero comenta: «De no producirse el atentado [contra Calvo Sotelo], no sabemos cómo Franco hubiese reaccionado si Mola se decidía a sublevarse y Sanjurjo se trasladaba a Marruecos; probablemente se hubiera incorporado al movimiento. El hecho de que el Dragon Rapide estuviera en vuelo, no significa que Franco estuviera decidido».
Hugh Thomas ya había sostenido una posición similar a la de Payne y a la de Bullón de Mendoza en su historia de la guerra civil publicada en 1961 y revisada en 1976: «Aunque la conspiración llevaba fraguándose tanto tiempo, la muerte de Calvo Sotelo fue lo que decidió realmente a los conspiradores a ponerla en marcha; de otro modo, tal vez no hubieran tenido valor para dar el primer paso. En cambio, ahora, si no hubieran actuado, tal vez habrían sido desbordados por sus seguidores».
Por otro lado, la conmoción que les causó la noticia del asesinato de Calvo Sotelo también inclinó a los carlistas a sumarse definitivamente a la sublevación que dirigía el general Mola, con quien llevaban negociando hacía varias semanas sin llegar a ponerse de acuerdo. En la noche del miércoles 15 la Junta Suprema Militar Carlista de San Juan de Luz autorizó oficialmente la participación del carlismo en el movimiento militar: «la Comunión Tradicionalista se suma, con todas sus fuerzas, en toda España al Movimiento Militar para la Salvación de la Patria».

#### El inicio de la sublevación

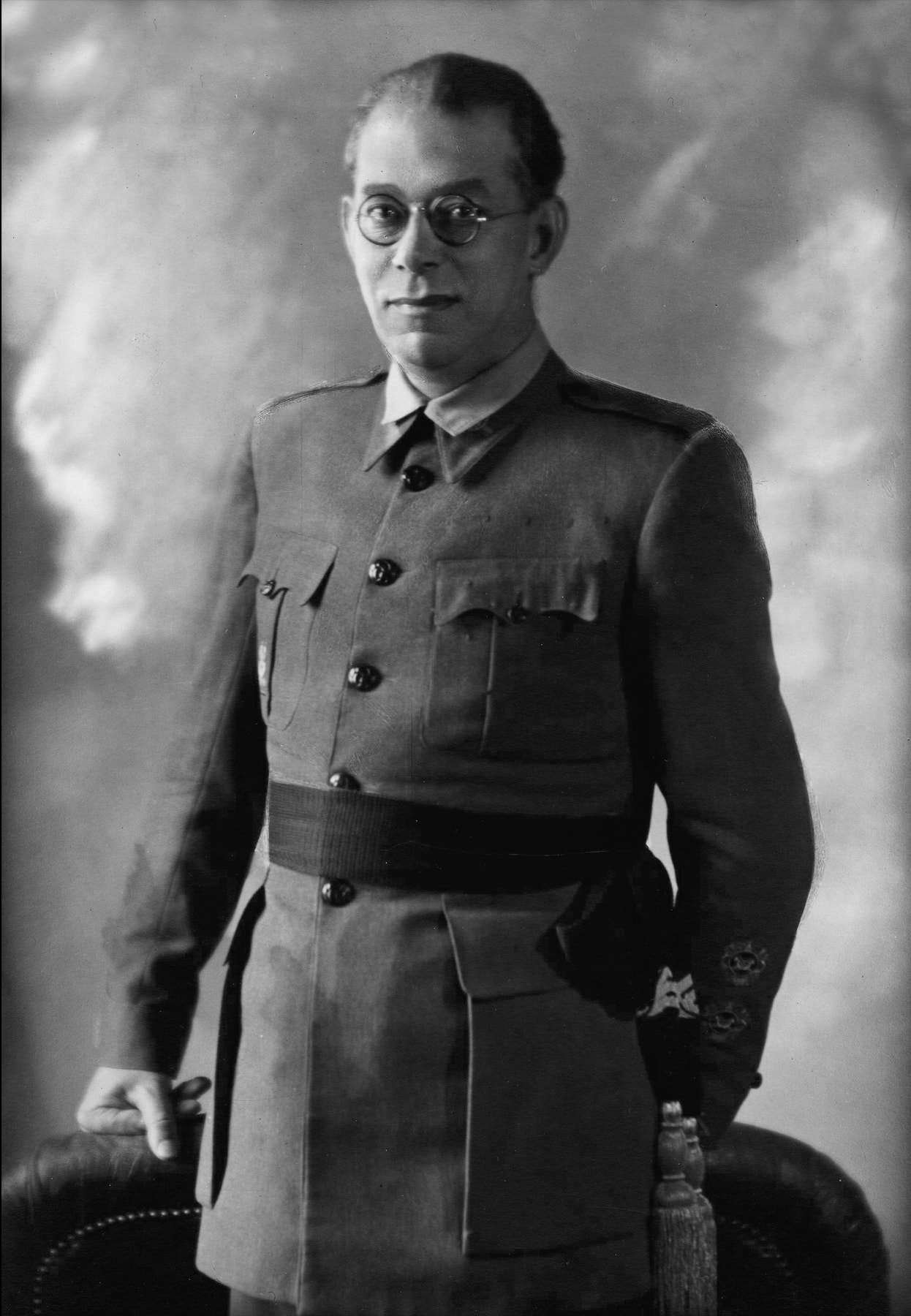
El general Emilio Mola, organizador y principal promotor de la conspiración golpista de 1936, por lo que fue conocido con el nombre en clave de «El Director». Mola fue el que definió el plan político y militar del golpe de Estado de julio de 1936 cuyo fracaso relativo provocó la guerra civil española. Intentó evitar los errores cometidos durante la fracasada Sanjurjada de cuatro años antes.

Finalmente todos obedecieron la orden de Mola de que la rebelión comenzara el viernes 17 de julio en el Protectorado español de Marruecos (una vez conocida la noticia de que las fuerzas de África estarían preparadas a partir del 16 de julio) y de forma escalonada entre el sábado 18 de julio y el lunes 20 en la península ―a diferencia de los pronunciamientos en que todas las guarniciones se alzaban a un día y hora concretos, Mola dio libertad para que cada plaza se sublevara cuando lo considerara oportuno con la intención de provocar un efecto dominó; la única fecha y hora que fijó fue la del alzamiento en el protectorado: el 17 a las 17―. Así se lo comunicó el día 15 el general Mola a su enlace en Madrid, el teniente coronel Valentín Galarza, «El Técnico». Un día antes había aterrizado en el aeródromo de Gando (Gran Canaria) el avión Dragón Rapide que debía trasladar al general Franco desde Canarias al Protectorado de Marruecos (no había aterrizado en Tenerife, donde se encontraba Franco, porque no disponía de un aeropuerto adecuado; Franco tuvo que buscar un pretexto para viajar allí y lo encontró en la necesidad de asistir al funeral del general Amado Balmes que acababa de fallecer a causa de un accidente cuando manejaba un arma). A las siete y cuarto de la mañana del viernes 17 de julio un enlace del general Mola envió desde Bayona tres radiotelegramas en clave para el general Franco en Tenerife, para el general Sanjurjo en Lisboa y para el teniente coronel en la reserva Juan Seguí Almuzara en Melilla en los que se les recordaba la orden de comenzar el alzamiento el 17 a las 17. Sin embargo, según Luis Romero la fecha que aparecía los radiogramas era la del sábado 18 de julio y la sublevación se adelantó en el Protectorado de Marruecos al viernes 17 por la tarde porque los conjurados en Melilla se vieron obligados a ello para evitar ser detenidos cuando estaban reunidos en las oficinas de la Comisión de Límites situada en la Alcazaba.
Algunos líderes conservadores que no habían participado en la conspiración fueron avisados de la fecha del golpe y se les recomendó que se marcharan de Madrid (o de Barcelona, como en el caso de Francesc Cambó). Alejandro Lerroux, por ejemplo, se fue a Portugal y desde allí dio su apoyo al golpe. El que decidió quedarse fue Melquiades Álvarez que moriría asesinado en la saca de la Cárcel Modelo de Madrid del 22 de agosto de 1936. Los líderes derechistas que estaban comprometidos con la sublevación habían comenzado a abandonar la capital tras asistir al entierro de Calvo Sotelo en la tarde del martes 14 de julio o después de la reunión de la Diputación Permanente que se celebró en la mañana del día siguiente. José María Gil Robles se marchó en coche a Biarritz ese mismo día 15 por la tarde; Antonio Goicoechea se fue el viernes 17 a una finca de la provincia de Salamanca cercana a la frontera con Portugal. También abandonaron Madrid ese mismo viernes 17 la esposa y los hijos de Calvo Sotelo. A primera hora de la noche tomaban el expreso de Lisboa. Habían aparecido pintadas amenazantes en la capital, como una que decía «la descendencia de Calvo Sotelo, seguirá el mismo camino que su padre». Llegaron a Lisboa en la mañana del sábado 18 y en la Estación del Rocío, «abarrotada de gente» —según recordó la hija de Calvo Sotelo Enriqueta— les esperaba el general Sanjurjo, que le ofreció su brazo a la viuda para salir de la Estación. Al parecer el general le dijo: «Hemos perdido al hombre más preclaro de España». La familia de Calvo Sotelo abandonaría Lisboa para instalarse en la zona sublevada en septiembre de 1937.

## Valoración
El historiador italiano Gabriele Ranzato ha destacado que lo que puso en evidencia el asesinato de Calvo Sotelo fue que «el Estado del Frente Popular, en vez de limitarse a perseguir y golpear con la ley a instigadores, promotores y ejecutores de la violencia subversiva, empleando todos sus recursos represivos legales, había, en cambio, permitido una justicia sumaria —o mejor una venganza sumaria—, y además contra una de las figuras más eminentes de la oposición, por parte de miembros de sus fuerzas del orden, sin que, por otro lado, se tomaran contra ellos inmediatas y severas medidas. De ello había derivado una ofuscación del Estado de derecho, capaz de engendrar una gran inseguridad en muchos ciudadanos desconcertados...».
Joan Maria Thomàs coincide con Ranzato cuando afirma que «lo más importante fue la falta de reacción del gobierno ante el asesinato del ultraderechista y diputado, que no actuó enérgicamente dando un golpe de autoridad para restablecer el orden y decepcionó a aquellos sectores que clamaban por un golpe de timón».
Una valoración similar es la que sostiene Alfonso Bullón de Mendoza, pero va más lejos al argumentar que el Gobierno con una actuación contundente podría haber evitado la guerra civil. «Aunque son múltiples las fuentes de la época que señalan el asesinato de Calvo Sotelo como el punto de no retorno hacia la guerra civil, nosotros creemos que el conflicto aún pudo haberse evitado. Todo dependía de la actitud que tomara el Gobierno, pues si ante el hecho sin precedentes de que un diputado de la Nación fue asesinado con la colaboración de las Fuerzas de Seguridad del Estado reaccionaba también con una contundencia sin precedentes, es muy posible que hubiese logrado convencer a un gran sector de la sociedad española (conspiradores incluidos), de que por fin iba a restablecerse el orden. Lamentablemente no fue así». Bullón de Mendoza también afirma que «de no ser por el impacto de su muerte es muy posible que [ el Alzamiento Nacional ] no hubiese pasado, tal y como suponía el Gobierno, de ser una nueva "sanjurjada"».
En 1965 el historiador norteamericano Gabriel Jackson ya señaló que «para todo aquel que no fuera un ciego partidario de las izquierdas era intolerable que un jefe de la oposición fuera asesinado por oficiales uniformados conduciendo un vehículo del Gobierno», aunque añadió que «era igualmente intolerable que la Falange y la UME llevaran con impunidad una campaña de terror contra los oficiales izquierdistas». De esta forma equiparó los asesinatos del teniente del Castillo y de Calvo Sotelo de los que dijo que ambos «horrorizaron a la opinión pública mucho más que cualesquiera de los numerosos desórdenes y muertes ocasionales habidos desde febrero».
Stanley G. Payne ha destacado el hecho de que «nunca antes en la historia de los regímenes parlamentarios occidentales un destacamento de la Policía estatal se había unido con criminales revolucionarios para secuestrar y asesinar a un líder de la oposición. Pero la comparación ya no cabía en realidad, porque la Segunda República había dejado de ser un sistema parlamentario constitucional».
Por su parte Julius Ruiz ha señalado las similitudes que presenta el asesinato de Calvo Sotelo con el «Terror Rojo» que se desencadenó en la zona republicana durante los primeros meses de la guerra civil española, en lo que coincide en gran parte con lo señalado por Payne. «Su asesinato fue un precedente del posterior terror en varios aspectos fundamentales. En primer lugar, lo llevó a cabo una brigada con mezcla de policías y milicias... Condés invocó su autoridad para convencer al político de que acompañara a los asesinos en plena noche. Este modus operandi sería utilizado en infinidad de ocasiones durante los cuatro meses posteriores. En segundo lugar, Calvo Sotelo fue víctima del gansterismo: lo llevaron a "dar un paseo" en el asiento trasero de una camioneta de la Policía y se deshicieron del cadáver en el cementerio de la ciudad. En tercer lugar, los dirigentes socialistas proporcionaron protección política a los autores del asesinato».

## El asesinato de Calvo Sotelo durante el franquismo: la mitificación del «protomártir»

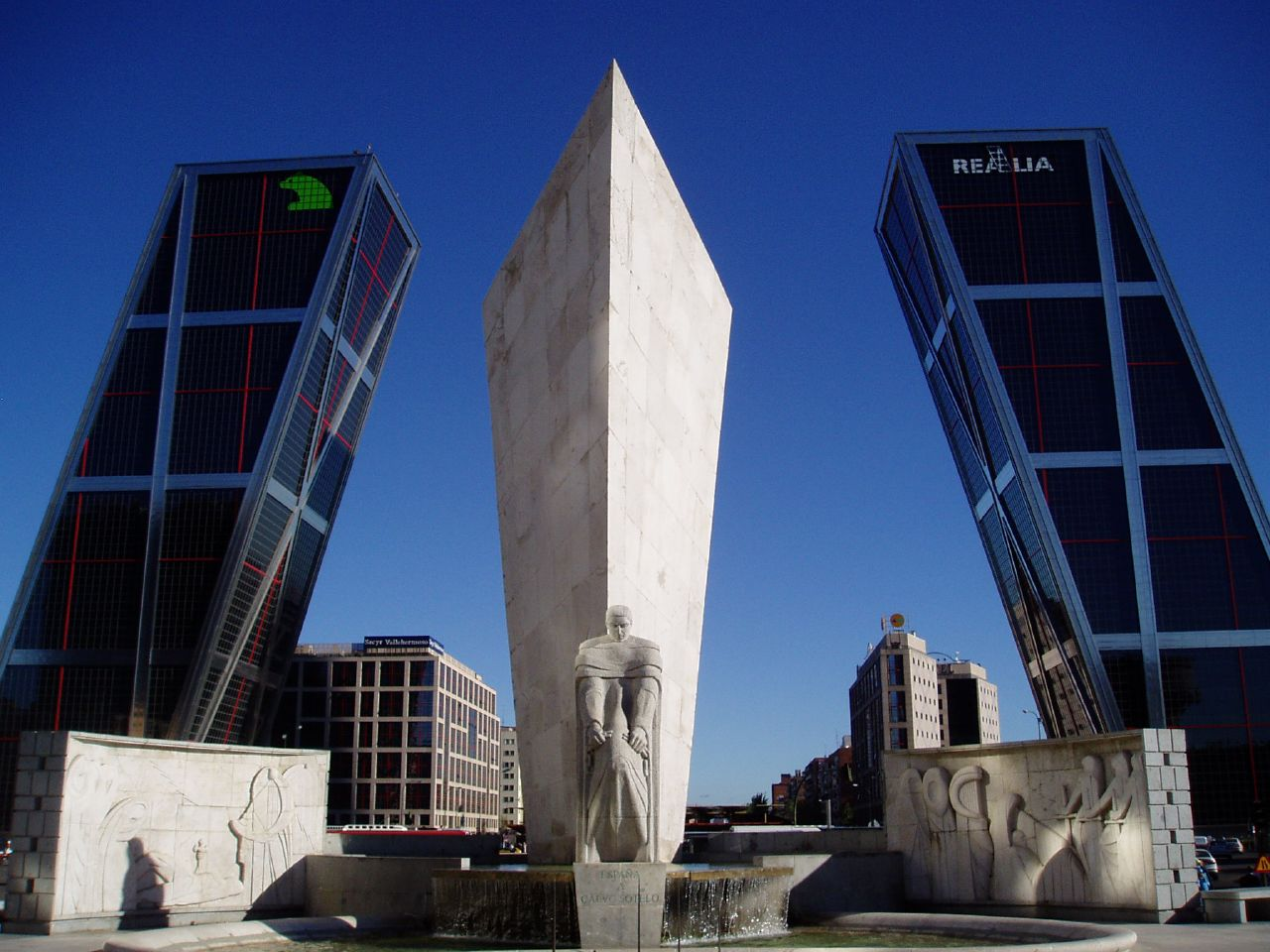
Monumento a Calvo Sotelo en la plaza de Castilla de Madrid, levantado por M. Manzano y C. Ferreira (1960).

El bando sublevado utilizó el asesinato de Calvo Sotelo para justificar y legitimar el golpe de Estado de julio de 1936 y acusó directamente al gobierno de la República del crimen. Así lo dijo el Generalísimo Franco el 19 de abril de 1938: «Aquel Régimen murió definitivamente aquella madrugada triste en que un sedicente Gobierno, constituyéndose en brazo ejecutor de la Masonería, fraguó y llevó a cabo, por medio de sus agentes, el vil asesinato del Jefe de la oposición parlamentaria y gran patricio: José Calvo Sotelo». Ese mismo año de 1938 la editorial Ediciones Antisectarias de Burgos había publicado un folleto titulado Por quién fue asesinado Calvo Sotelo, cuyo autor era el periodista del diario católico El Debate Benjamín Bentura y cuya finalidad era demostrar la implicación del gobierno del Frente Popular en el asesinato. Una de las «pruebas» que aportó Bentura fue la supuesta reunión que mantuvo el capitán Condés a la una de la madrugada del lunes 13 —dos horas antes de dirigir la expedición que acabaría con la vida de Calvo Sotelo— con el presidente del gobierno Casares Quiroga. A Condés le habría acompañado el teniente de Asalto del Grupo de Caballería Máximo Moreno. Se basó exclusivamente en la información que le había proporcionado un comandante de la Guardia Civil, amigo suyo. Ian Gibson le resta credibilidad a esta historia —no hay ninguna constancia de la supuesta entrevista con Casares Quiroga— y a pesar de ello «la visita de Condés y Moreno a Casares Quiroga se convirtió en dogma de la propaganda franquista. Dogma, como cualquier otro, incuestionable». Como lo fue también considerar el asesinato de Calvo Sotelo como «un crimen de Estado». Esta fue la doctrina oficial durante los cuarenta años de la dictadura franquista.
En los meses finales de la guerra civil el Generalísimo Franco ordenó la formación de una Comisión sobre Ilegitimidad de Poderes Actuantes en 18 de julio de 1936 con la misión de que sus miembros encontraran pruebas que demostraran que el gobierno del Frente Popular contra el que se había alzado una parte del Ejército era «ilegítimo» para de esa forma dar legitimidad al golpe de Estado de julio de 1936. Una de las «pruebas» que adujo la Comisión fue que detrás de los asesinos de Calvo Sotelo se encontraba el Gobierno de la República. Para demostrarlo aportaron testimonios de cuya veracidad los historiadores dudan hoy en día. Como ha señalado Ian Gibson, los miembros de la Comisión «pusieron especial empeño en localizar a personas que sustentasen o apoyasen la tesis, o dogma, de que aquel asesinato hubiera sido "un escandaloso crimen de Estado". Tanto era así que, en muchos casos, las declaraciones de dichos testigos no pueden ser consideradas como fidedignas». La información recogida por la Comisión fue incorporada en la inmediata posguerra a la Causa General. Uno de los testimonios que utilizó la Comisión fue el de Andrés Amado, amigo y correligionario de Calvo Sotelo, que redactó una detallada relación, «cargada de juicios de valor» (según Ian Gibson), de sus gestiones durante la madrugada del lunes 13. Era tal el interés que tenían que le preguntaron sobre el asesinato de Calvo Sotelo al exministro socialista durante la guerra Julián Zugazagoitia, que había sido detenido en Francia por los nazis y entregado a Franco. Zugazagoitia en su declaración de Luis Cuenca dijo: «Tenía formado un pésimo concepto de este individuo, como elemento del Partido capaz de cometer asesinatos».
Los jueces de la Causa General también hicieron un enorme esfuerzo para conseguir testimonios que probaran la implicación del gobierno republicano. Consiguieron solo algunos, de cuya veracidad de nuevo se tienen dudas, aún más en este caso dado el contexto en que fueron hechas las declaraciones pues estaban en juego años de prisión e incluso la pena de muerte. Luis Romero en su libro Por qué y cómo mataron a Calvo Sotelo (1982) escribió: «Las declaraciones que se incluyen en la Causa General han de ser cautamente valoradas, en atención a las circunstancias extremas en que fueron hechas; contienen valiosos datos. Hasta la grafía de las firmas merece atención». Por su parte Ian Gibson, autor de La noche en que mataron a Calvo Sotelo (1982), afirmó que los testigos estaban condicionados «probablemente, por el deseo de decirles a los jueces  lo que éstos querían escuchar».

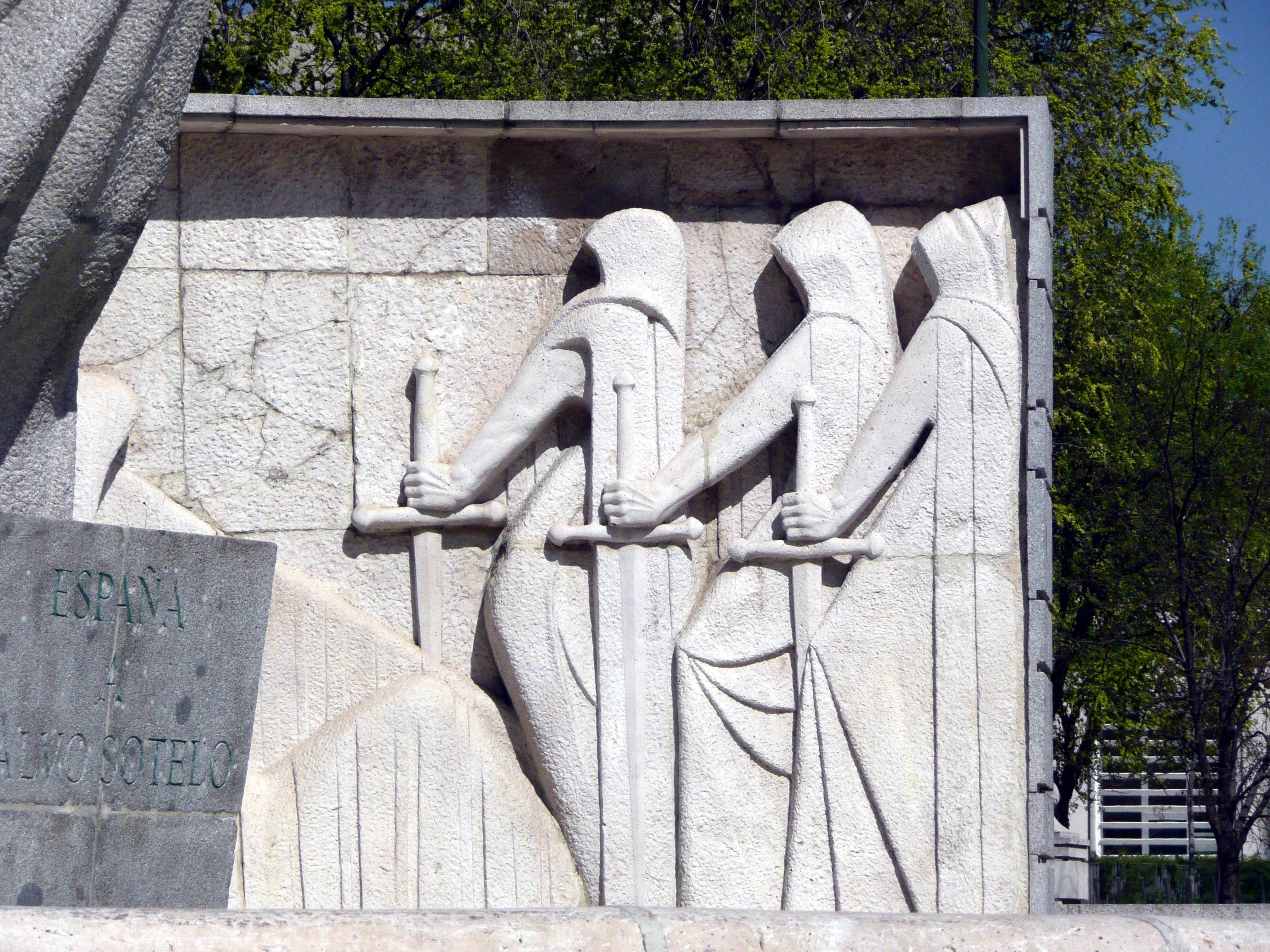
Relieve del Monumento a Calvo Sotelo en que aparecen representados tres cruzados que rinde homenaje al «protomártir» de la Cruzada de Liberación.

Al final de la guerra cuatro de los diez o doce guardias de Asalto que fueron en la camioneta nº 17 fueron detenidos e interrogados por los jueces franquistas: el conductor Orencio B]]ayo Cambronero; José del Rey Hernández, que se sentó delante junto a Condés; y Aniceto Castro Piñeiro y Bienvenido Pérez Rojo, que iban detrás. Sin embargo, según Ian Gibson, el testimonio del que sacaron más provecho los jueces franquistas —y que «influyó profundamente en la historiografía franquista acerca del asesinato de Calvo Sotelo»— no fue el de ninguno de ellos, sino el del teniente de la 9ª Compañía de Seguridad Esteban Abellán Llopis, de cuya veracidad Gibson tiene muchas dudas pues estuvo centrado en implicar al director general de Seguridad José Alonso Mallol y al ministro de la Gobernación Juan Moles que era lo que los jueces franquistas buscaban. Abellán dijo que los oficiales de la Guardia de Asalto que acudieron al Equipo Quirúrgico donde se encontraba el cadáver del teniente Castillo «hablaban de tomar venganza» y que Alonso Mallol, que también estaba presente, no los contradijo, sino que «permaneció junto al grupo de los que más vociferaban, y aunque no hablaba, se veía que prestaba atención a lo que los demás decían». Más importancia le concedieron a su testimonio sobre la supuesta complicidad en el asesinato del ministro de la Gobernación Juan Moles quien habría autorizado el registro de los domicilios de destacados líderes de las derechas, aunque Abellán no estuvo presente en la reunión que mantuvieron con él cuatro oficiales del Cuartel de Pontejos, ni estuvo en el ministerio de la Gobernación. Lo que afirmó es lo que había oído decir a unos oficiales en la Dirección General de Seguridad: «el capitán Serna se unió a los capitanes Cuevas y Puig [ambos del Cuartel de Pontejos] y éstos decían que había que matar a una persona gorda, para que fuese la cosa sonada. Inmediatamente de terminar esta conversación, los capitanes Serna y Cuevas marcharon y, cuando había pasado alrededor de media hora, volvieron diciendo que habían estado hablando personalmente con el Ministro de la Gobernación, Juan Moles, al que habían pedido permiso para tomar represalias por la muerte de Castillo y que el Ministro les había autorizado a efectuar registros en los domicilios de personas significadas de derechas». Gibson apostilla que lo declarado por Abellán se contradice con el testimonio que él recogió en su libro del teniente Alfredo León Lupión, que considera mucho más creíble porque este sí estuvo presente en las reuniones que relató Abellán.
Al mismo tiempo que se utilizaba el asesinato de Calvo Sotelo para justificar y legitimar el golpe de Estado de julio de 1936 y la dictadura franquista se produjo la mitificación de su figura que comenzó en plena guerra civil. El monárquico José Félix de Lequerica escribió el 11 de julio de 1937 en El Ideal Gallego un artículo titulado "La última tarde con Calvo Sotelo" en el que narraba la reunión que mantuvo con él y con otros diputados monárquicos en un merendero de las afueras de Madrid para tomar el té justo un año antes, el sábado 11 de julio de 1936 por la tarde —día y medio después sería asesinado—. En el artículo decía lo siguiente:

A todos nos dominaba la fiebre del acontecimiento cercano y la alegría de estar reunidos alrededor del hombre que envolvía la esperanza española como en una aureola materializada en luz y niebla. La gente le miraba con expectación. Las parejas de baile se ausentaban un poco de su charla para volver los ojos al político clave de todas las ilusiones. La conversación era rápida, divertida y naturalmente un poco malévola. Calvo se reía mucho y celebraba con gran infantilidad las ocurrencias de cada cual. En medio del dolor estábamos contentos y seguros de la victoria.

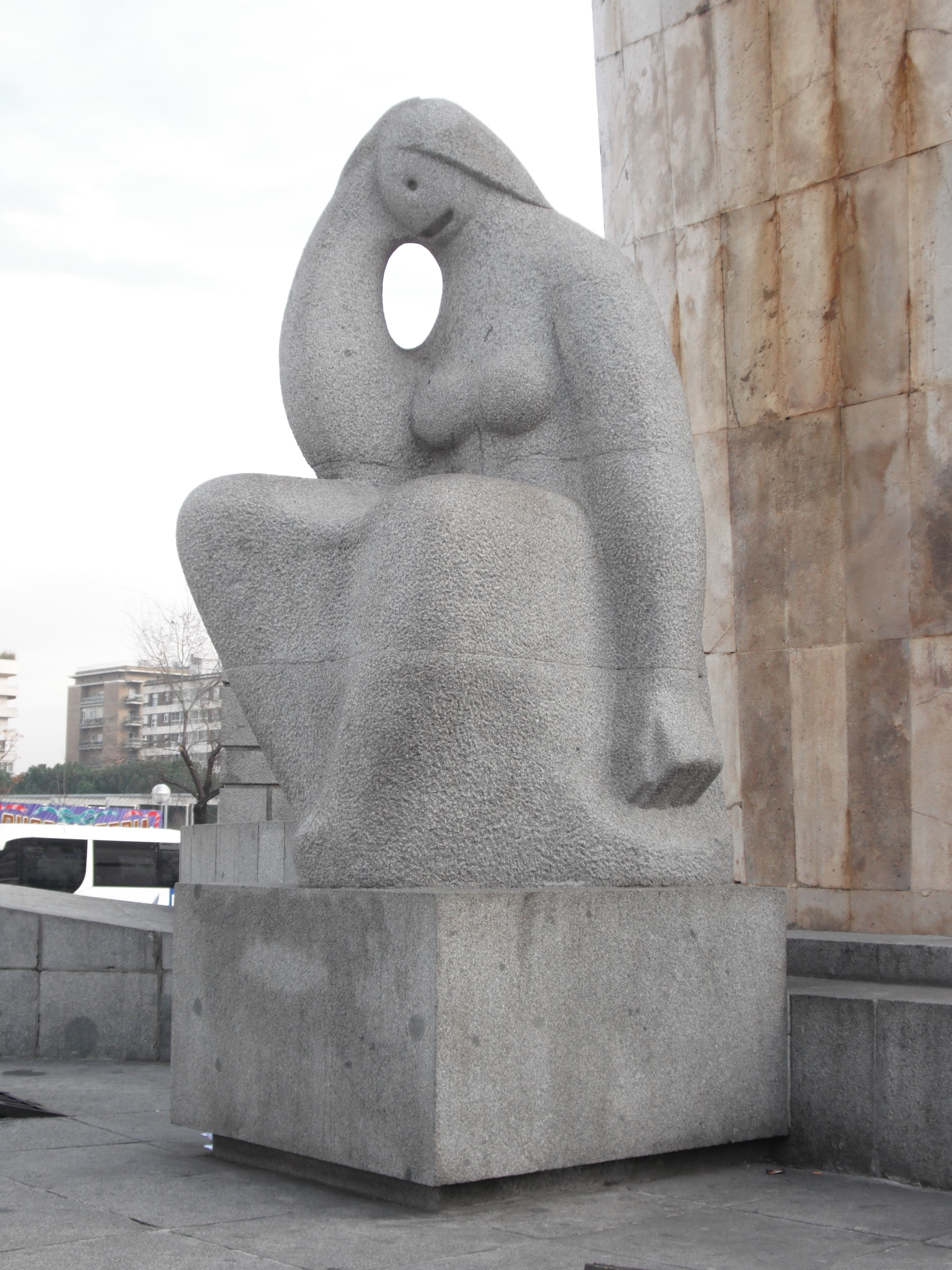
Escultura alegórica que representa "El dolor", situada en la parte de atrás del Monumento a Calvo Sotelo.

Veintitrés años después, 17 de julio de 1960, Luis de Galinsoga, director del diario monárquico ABC cuando lo asesinaron, publicó un artículo en este mismo periódico titulado "Conciencia de mártir en Calvo Sotelo". Entre otras cosas decía:

RETREPADOS en una inconsciencia celtibérica, las gentes tomaban alegremente su horchata o su cerveza en las terrazas de los cafés madrileños. [...] Entretanto, un hombre, todo un hombre, cargaba sobre sus anchas espaldas la angustia y la preocupación colectivas. Dijérase que conjuraba sobre sí, mientras sus brazos apocalípticos batían el trémulo aire en el hemiciclo del Congreso de los Diputados, el rayo que estaba a punto de estallar. Ese hombre se llamaba José Calvo Sotelo.
Sus amigos no ignorábamos que él se sentía plenamente consciente del peligro que le circundaba. Uno de nosotros, Joaquín Bau, lo escuchó así del tribuno al atravesar cierta tarde, en medio del aturdimiento, y de la inconsciencia de marras, la Gran Vía madrileña: "Esta gente no reaccionará hasta que a mí me maten." Era la profecía de su propio holocausto. [...] Estaba determinado por Dios el sacrificio de Calvo Sotelo, como verdadera génesis fulminante del glorioso y fecundo Alzamiento Nacional. [...] Calvo Sotelo renovaba cada mañana, y yo cada noche era testigo de ello, su conciencia de mártir, su firme resolución de serlo, su inquebrantable propósito de llegar hasta la última consecuencia de su combatividad contra la República... Cada día, cada tarde se hacía más tremante [sic] y más encendido su verbo en aquel escaño del Congreso sobre el cual convergían en impúdica tromba las groseras imprecaciones, los insultos procaces, las amenazas cínicas de una mayoría reclutada entre forajidos y pistoleros. Todo inútil. Calvo Sotelo erguía cada tarde sus anchos hombros de gigante de la Historia, trémulo de ansiedad por salvar a España de tanta vergüenza y de tanto crimen. Sí; aquel hombre sabía muy bien lo que se hacía. Aquel hombre sabía que le iban a matar.
Lo que acaso no sabía es que al jugarse la vida estaba realizando su mejor obra... Fecunda lección de históricas consecuencias, porque no está mal que los pueblos tengan siempre un asidero de esperanza al que agarrarse en las horas desesperadas como a un áncora que les salve del naufragio. En aquella hora trágica de España ese asidero se llamó José Calvo Sotelo. Y el áncora de salvación fue su muerte, a un tiempo gloriosa e infame. Porque por una vertiente, la de la' víctima, su sacrificio fue sublime e impar, pero por la vertiente de los victimarios el crimen de Estado perpetrado en Calvo Sotelo a la lívida luz de la madrugada, en la calle de Velázquez inauguraba, como ha recordado el Caudillo Franco varias veces, todo un sistema y toda una escuela de delincuencia común, de ejecuciones desde el Poder aplicadas a la política. Calvo Sotelo sabía que su vida era el precio inicial de la reacción de España en defensa de sí misma y, por clave, de todo el Occidente...

Cuatro días antes, el 13 de julio de 1960 (vigésimo cuarto aniversario del asesinato), el generalísimo Franco inauguró en la plaza de Castilla de Madrid el Monumento a Calvo Sotelo. En el discurso que pronunció dijo:

La muerte de Calvo Sotelo por los propios agentes encargados de la seguridad fue la demostración palpable de que, rotos los frenos, la Nación se precipitaba vertiginosamente en el comunismo. Ya no cabían dudas ni vacilaciones: el asesinato, fraguado desde el Poder, del jefe más destacado de la oposición, unió a todos los españoles en unánime y ferviente anhelo de salvar a España. Sin el sacrificio de Calvo Sotelo la suerte del Movimiento Nacional pudo haber sido muy distinta. Su muerte alevosa venció los naturales escrúpulos de los patriotas, marcándoles el camino de un deber insoslayable.